# Liste des voies de Strasbourg

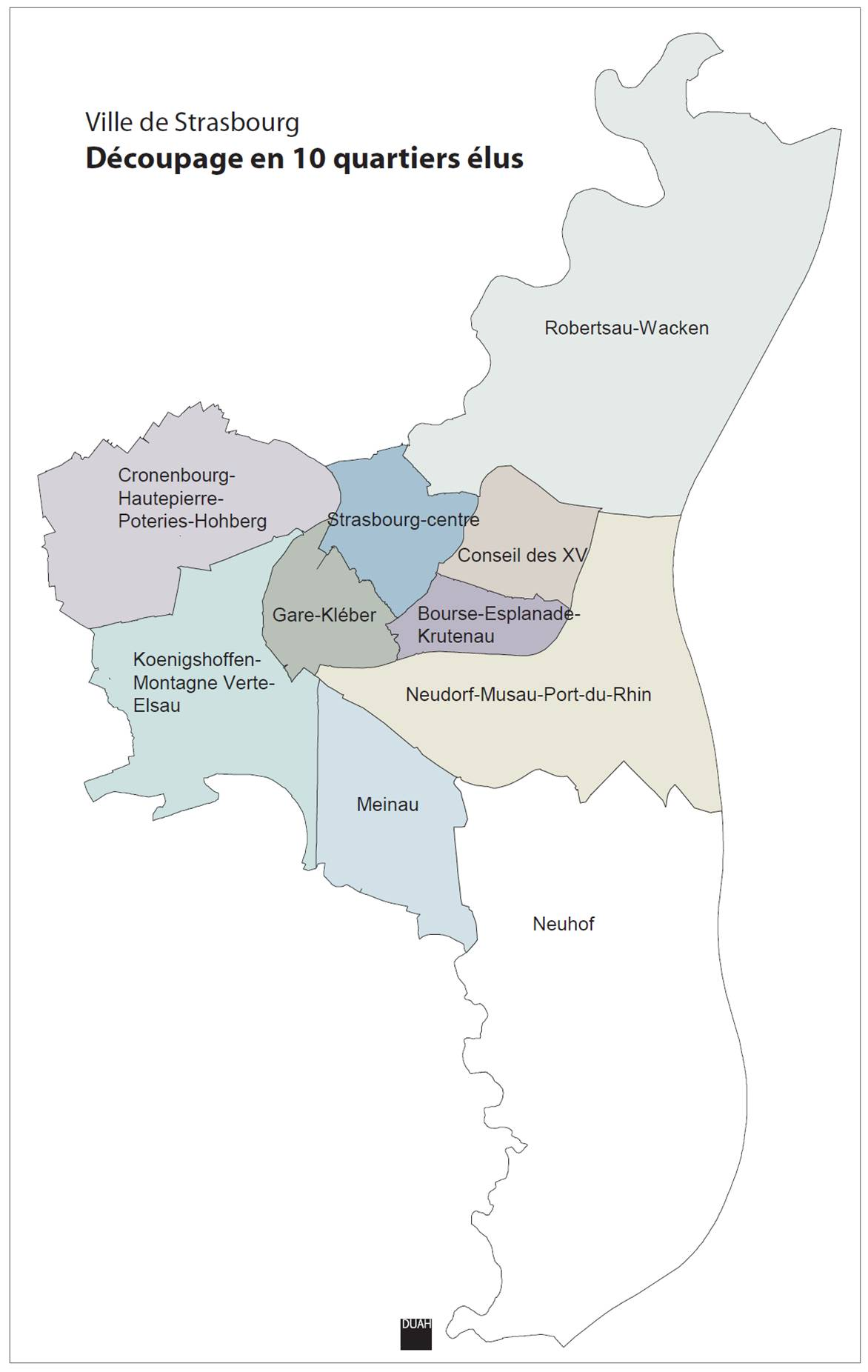
Les 10 quartiers élus de la ville de Strasbourg.

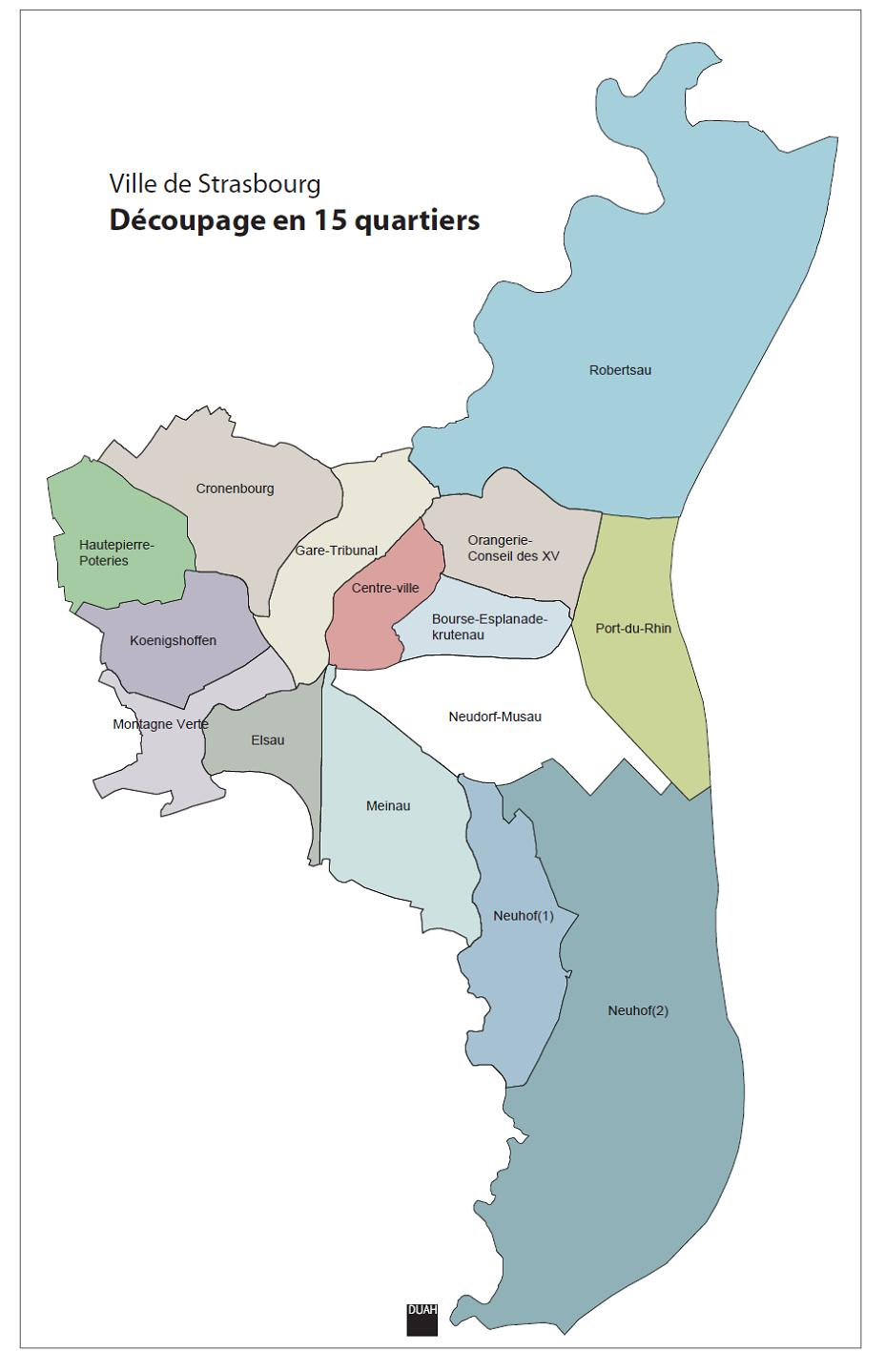
Les 15 quartiers fonctionnels de la ville de Strasbourg.

Cet article donne une liste des voies de la ville de Strasbourg, en France, classées par quartier. 
Les quartiers sont au nombre de : 
- 10 lorsque l'on évoque les quartiers élus[1] dont les limites correspondaient à celles des cantons de la ville jusqu'au redécoupage cantonal de 2014.
- 15 lorsque l'on parle des quartiers fonctionnels[2]. Ce découpage « affine le découpage de 10 quartiers élus, en individualisant certains quartiers ».

Afin de déterminer à quel quartier (élu et fonctionnel) appartient chaque partie de la ville, il existe une table de correspondance entre les quartiers et les IRIS de l'INSEE.
Le présent article prend en compte le découpage en 10 quartiers.
En 2020, l'annuaire de la Mairie dénombre : 1 423 rues, 127 places, 54 quais, 49 impasses, 38 chemins et 31 avenues sur Strasbourg.

## Quartier Bourse - Esplanade - Krutenau
- 1re Armée (rue de la)

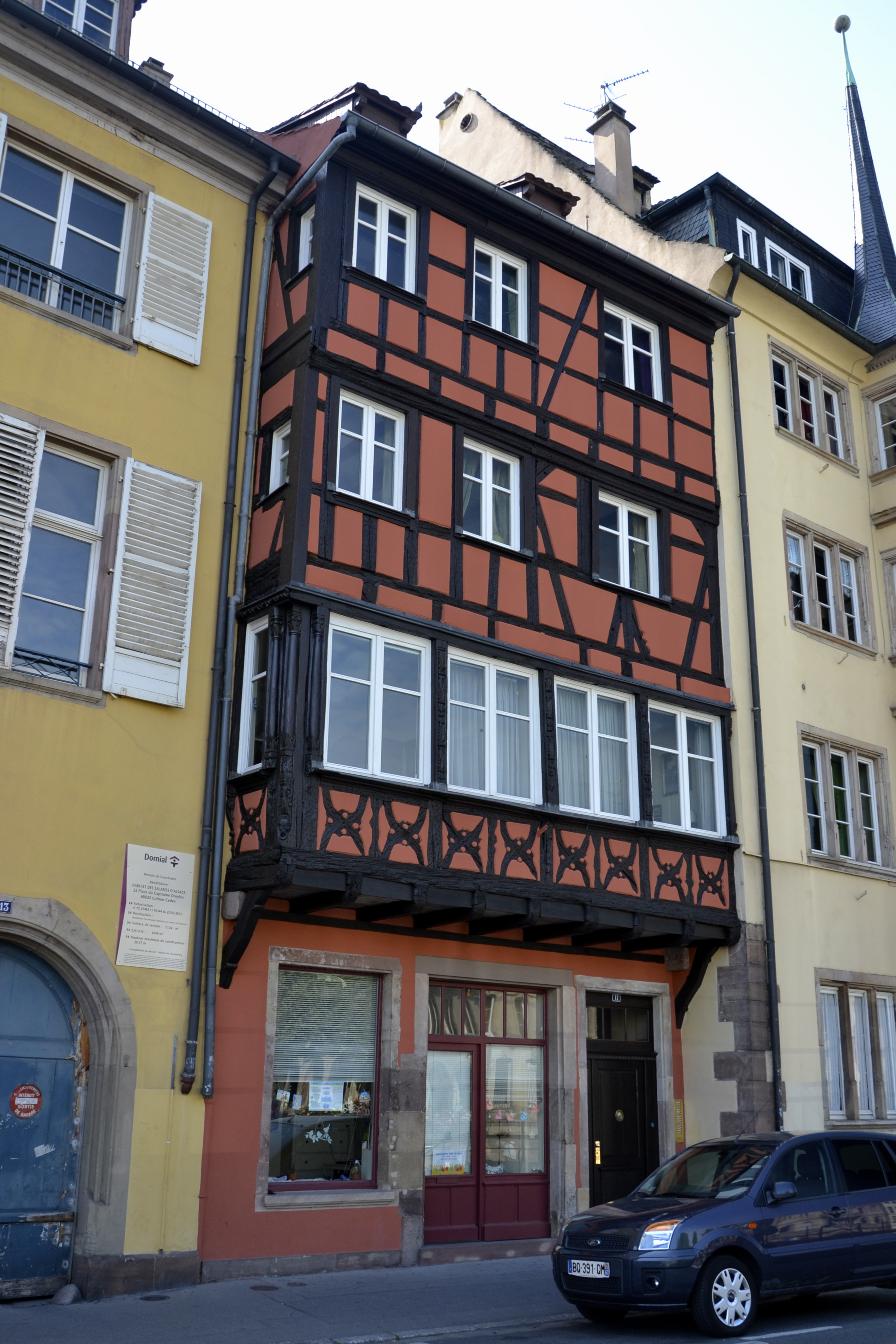
Quai des Bateliers.

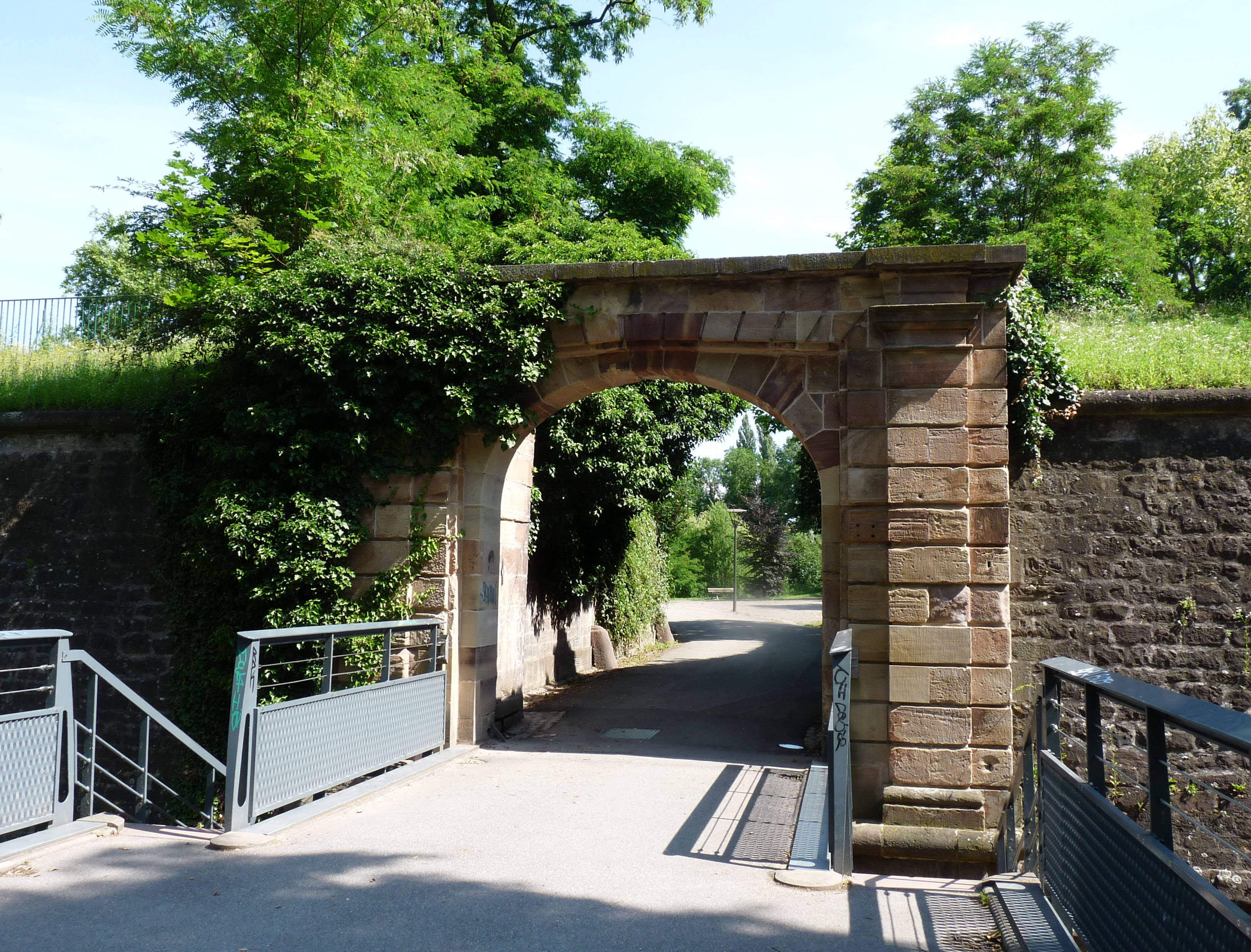
Parc de la Citadelle.

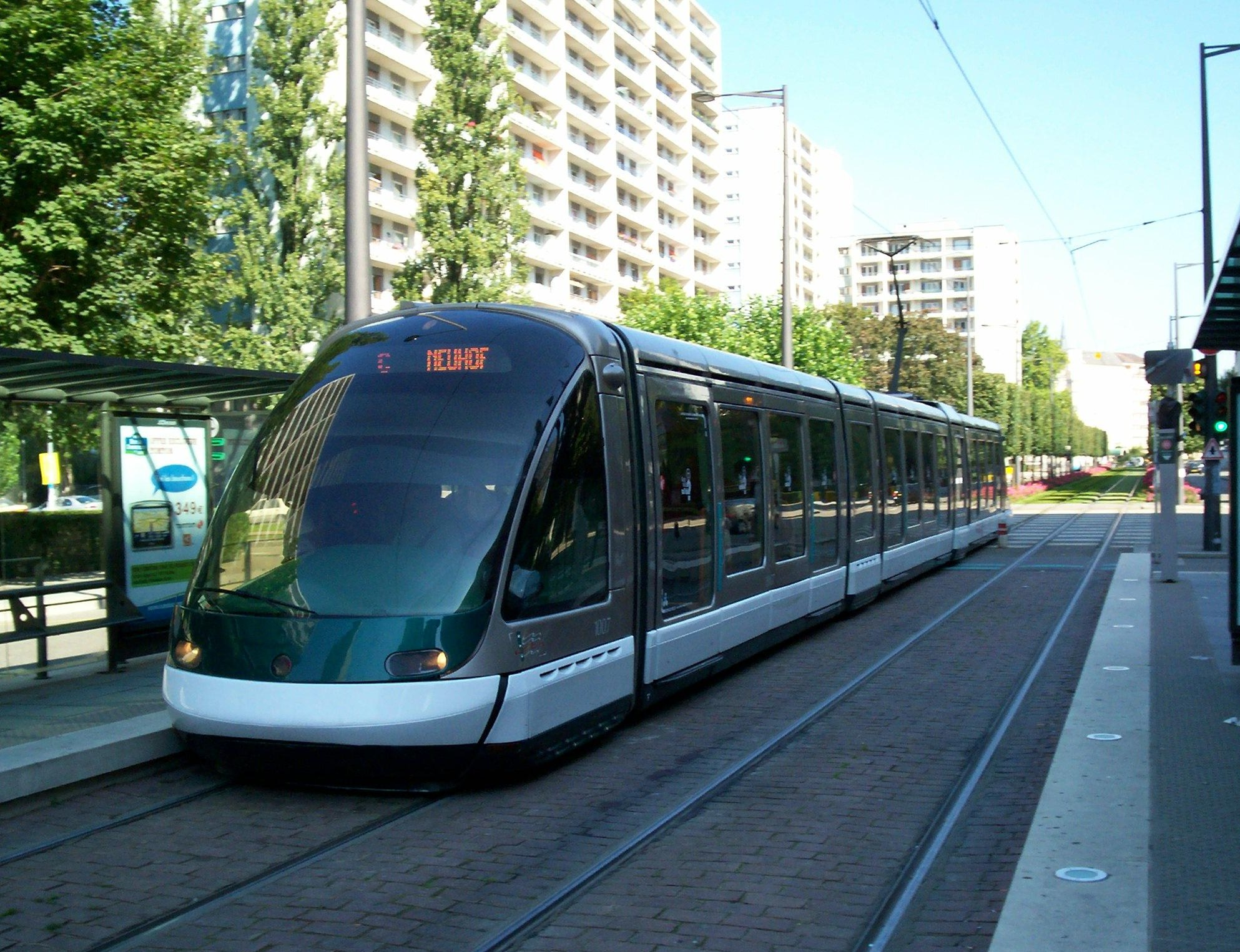
Tramway avenue du Général de Gaulle.

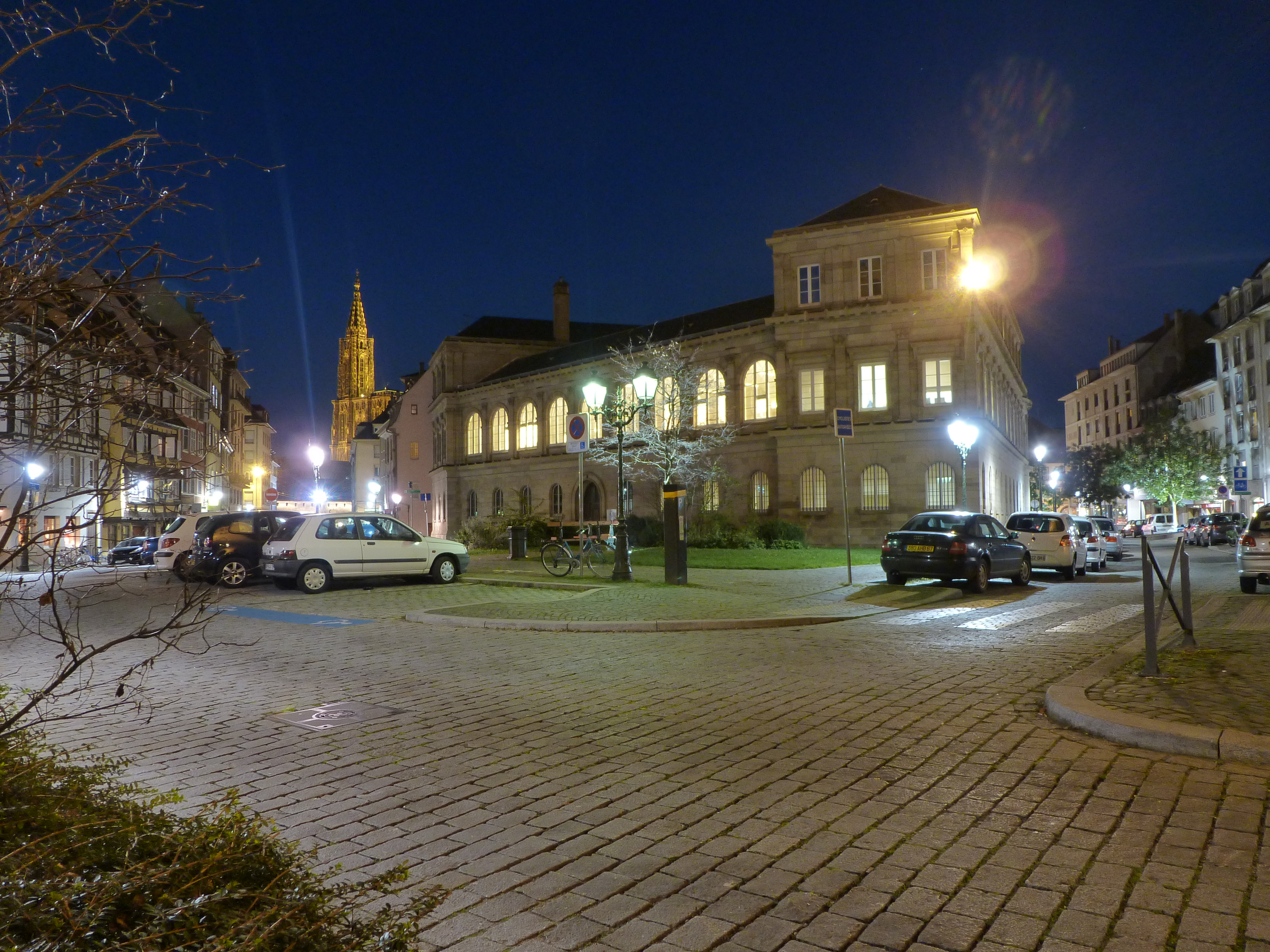
Place de l'Hôpital.

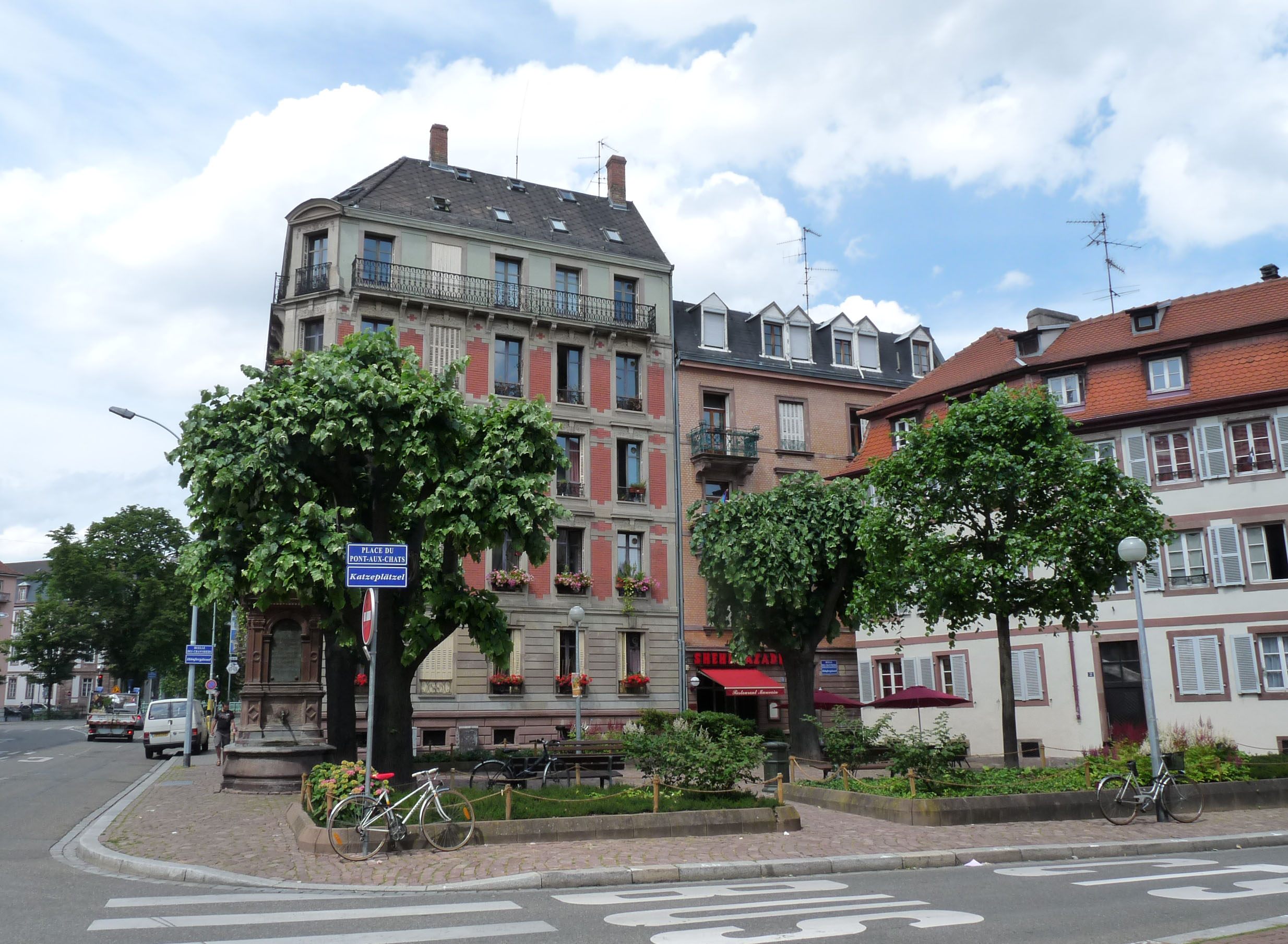
Place du Pont-aux-Chats.

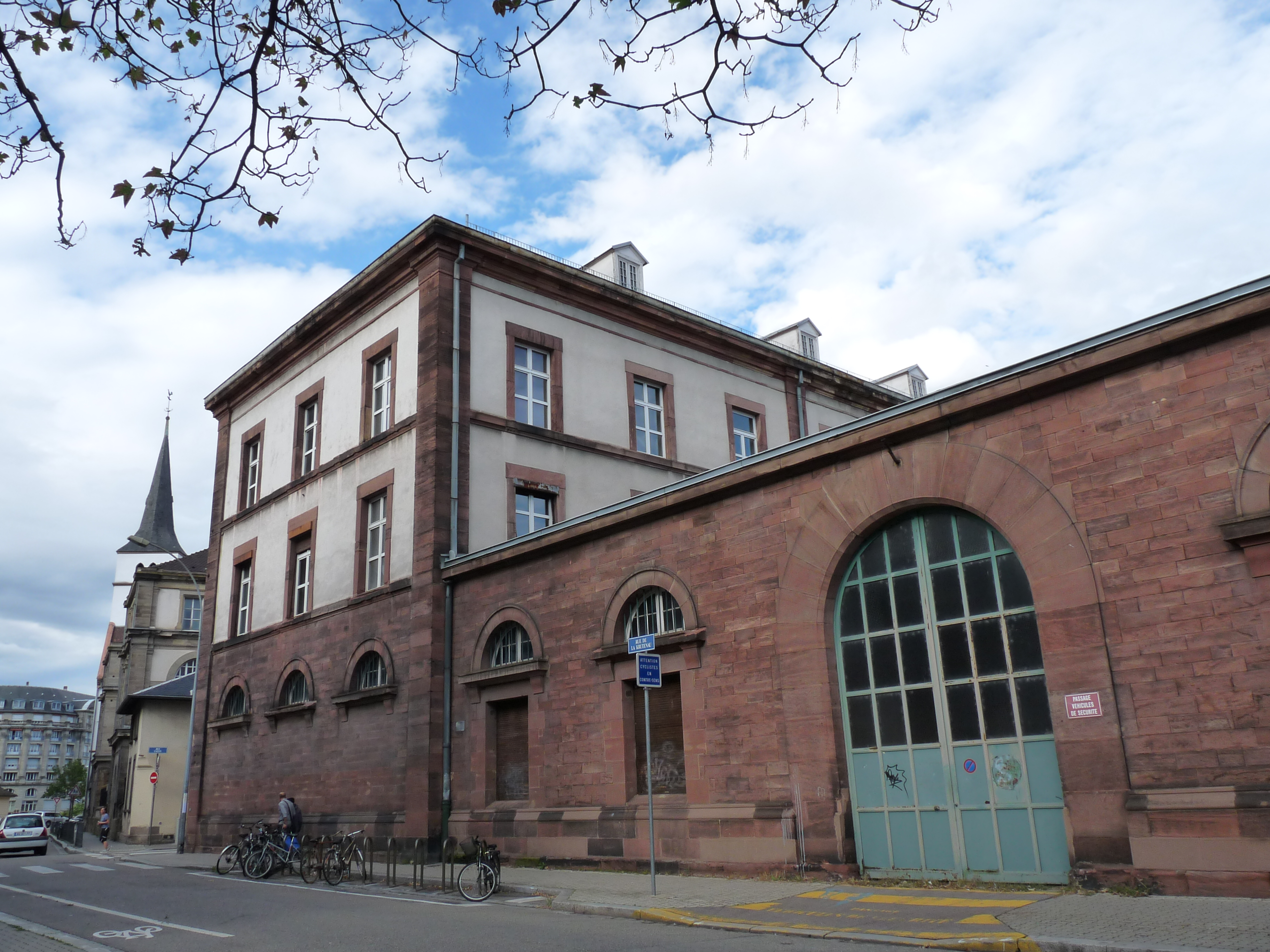
Ancienne Manufacture des Tabacs rue de Zurich, avec l'église protestante Saint-Guillaume à l'arrière plan.

- 3e Régiment de Tirailleurs Algériens (place du)
- Abreuvoir (rue de l')
- Académie (rue de l')
- Adolphe Wurtz (rue)
- Aloïse Stoltz (rue)
- Alpes (quai des)
- Ancre (impasse de l')
- Ankara (rue d')
- Annecy (rue d')
- Athènes (place d')
- Austerlitz (petite rue d')
- Austerlitz (place d')
- Austerlitz (rue d')
- Bains (rue des)
- Balayeurs (rue des)
- Bateliers (place des)
- Bateliers (quai des)
- Bateliers (rue des)
- Belges (quai des)
- Bienne (rue de)
- Blaise Pascal (rue)
- Bœufs (rue des)
- Boston (passage de)
- Boston (rue de)
- Bouchers (rue des)
- Braque (passerelle)
- Brigade Alsace-Lorraine (rue de la)
- Brochet (cour du)
- Bruche (ruelle de la)
- Calvin (rue)
- Caquet (ruelle du)
- Chamonix (rue de)
- Citadelle (parc de la)
- Copenhague (rue de)
- Corbeau (impasse du)
- Corbeau (place du)
- Couples (rue des)
- Craquelins (impasse des)
- Danube (pont du)
- Denis Diderot (allée)
- Diables Bleus (allée des)
- Edmond Labbé (rue)
- Esplanade (place de l')
- Étoile (ruelle de l')
- Farine (ruelle de la)
- Foin (place du)
- Forges (rue des)
- Forget (rue)
- Fossé-des-Orphelins (rue du)
- Fred Vles (rue)
- Fritz (rue)
- Fustel de Coulanges (quai)
- Gaspard Monge (rue)
- Général de Gaulle (avenue du)
- Général H. M. Berthelot (square du)
- Général Koenig (quai du)
- Général Rouvillois (allée du)
- Général Zimmer (rue du)
- Genève (rue de)
- Glaive (ancienne impasse du)
- Grenoble (rue de)
- Gunther (impasse)
- Hôpital (place de l')
- Hôpital Militaire (rue de l')
- Istanbul (rue d')
- Jacques Peirotes (rue)
- Jardins (rue des)
- Jean-Pierre Lévy (allée)
- Jeu de Paume (rue du)
- Jura (rue du)
- Kehl (place de)
- Kehl (rue de)
- Krutenau (rue de la)
- Lausanne (rue de)
- Leicester (rue de)
- Londres (passage de)
- Londres (rue de)
- Louis Arbogast (impasse)
- Louis Pasteur (pont)
- Louis Pasteur (quai)
- Loup (impasse du)
- Louvois (rue de)
- Lucerne (rue de)
- Lune (impasse de la)
- Manufacture des Tabacs (rue de la)
- Maréchal de Lattre de Tassigny (place du)
- Maréchal Juin (rue du)
- Mathiss (quai)
- Ménachem Taffel (quai)
- Milan (rue de)
- Modeste-Schickelé (rue)
- Mont-Blanc (rue du)
- Munch (rue)
- Neuchâtel (rue de)
- Nicosie (rue de)
- Or (rue d')
- Orphelins (place des)
- Orphelins (rue des)
- Oslo (rue d')
- Palerme (rue de)
- Paul Collomp (rue)
- Paul-Janet (rue)
- Paul Reiss (rue)
- Pêcheurs (quai des)
- Pénitents (impasse des)
- Pierre Montet (rue)
- Planches (rue des)
- Pont-aux-Chats (place du)
- Porte de l'Hôpital (rue de la)
- Poules (rue des)
- Prechter (rue)
- Ramoneurs (ruelle des)
- Renard-Prêchant (rue du)
- René Capitant (rue)
- René Descartes (rue)
- Robert Heitz (square)
- Rome (rue de)
- Saint-Gothard (rue du)
- Saint-Guillaume (rue)
- Saint-Nicolas-aux-Ondes (place)
- Sainte-Madeleine (place)
- Sainte-Madeleine (pont)
- Sainte-Madeleine (rue)
- Sédillot (rue)
- Sengenwald (rue)
- Soleil (place du)
- Soleure (rue de)
- Spielmann (rue)
- Stockholm (rue de)
- Stuttgart (rue de)
- Tarade (rue)
- Tour-des-Pêcheurs (rue de la)
- Trois-Gâteaux (rue des)
- Upsal (rue d')
- Winston Churchill (pont)
- Zurich (place de)
- Zurich (rue de)

## Quartier Gare - Kléber

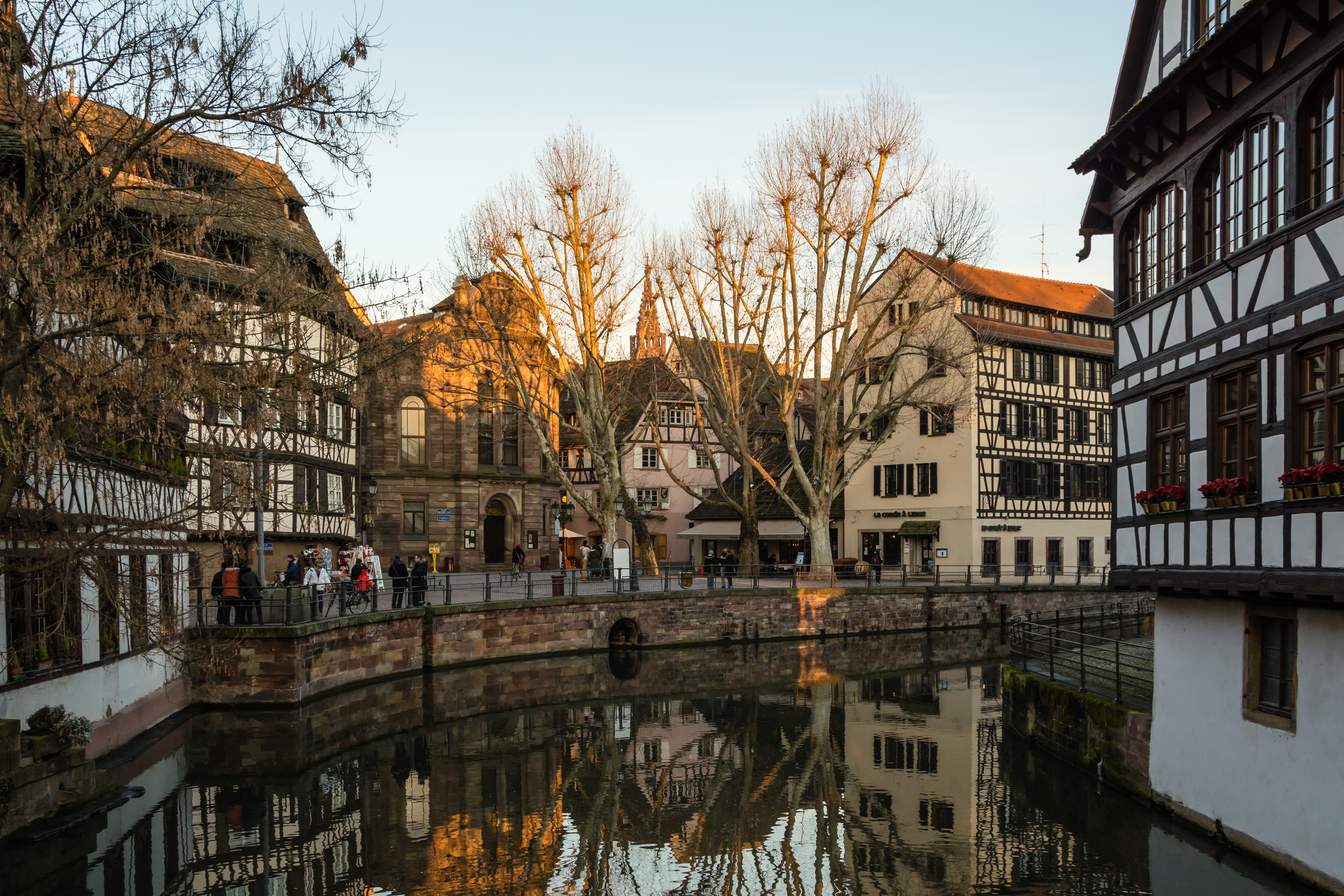
Place Benjamin-Zix à la Petite France.

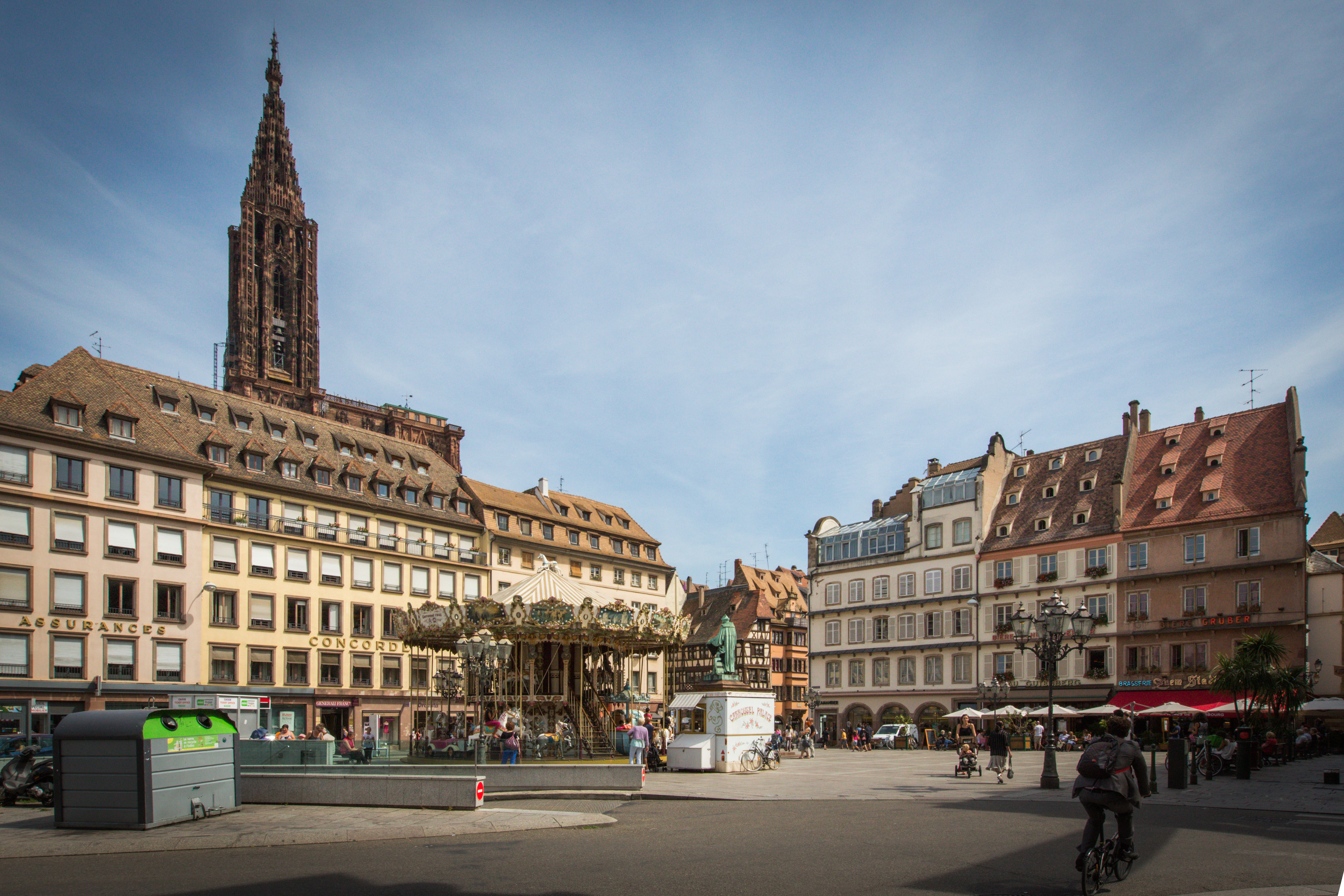
La place Gutenberg, à la limite entre les quartiers Centre-Gare et Centre-République.

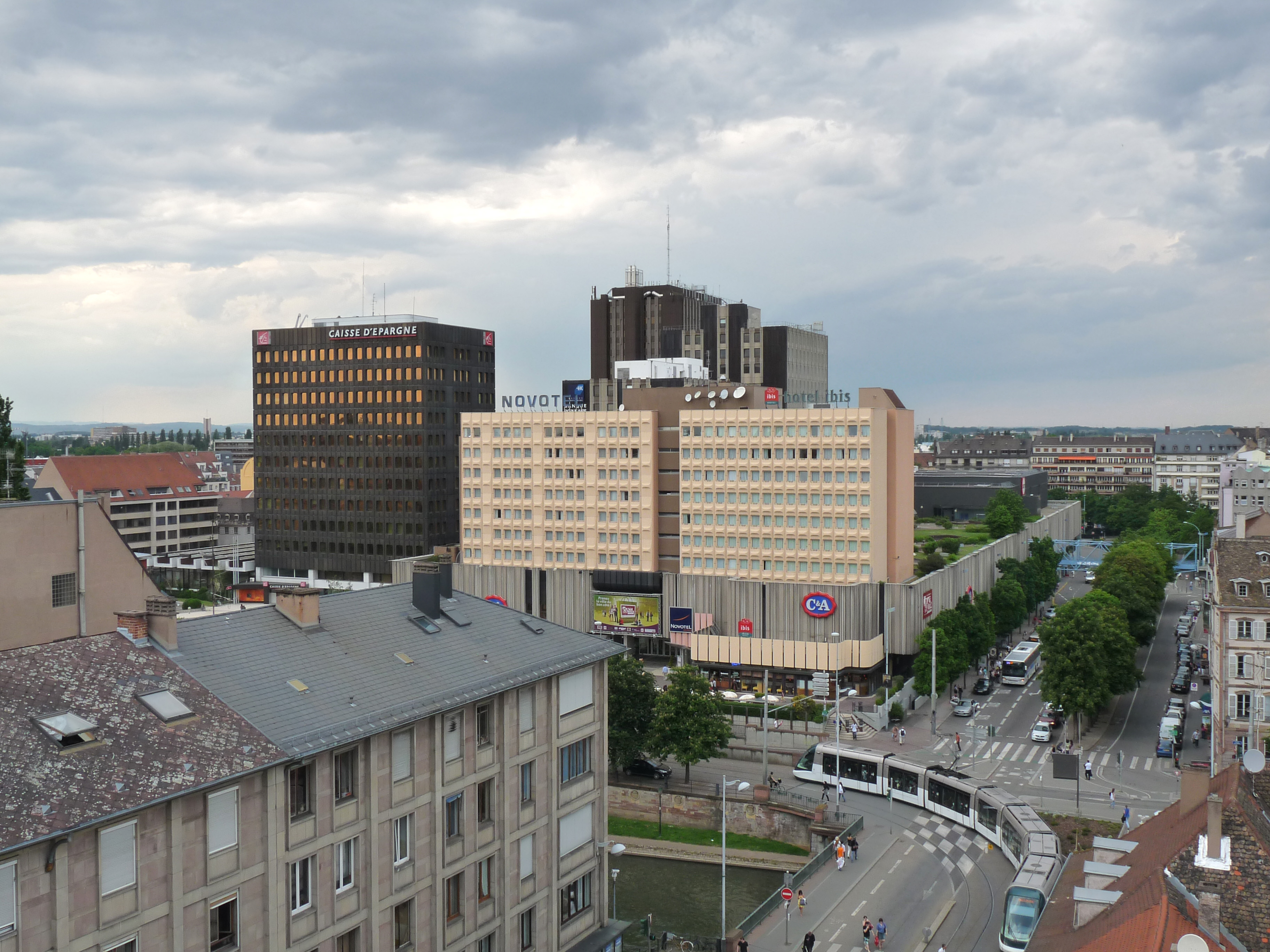
Le centre commercial Place des Halles.

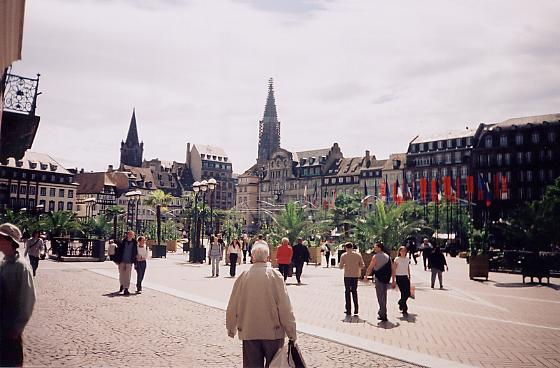
La place Kléber, à la limite entre les quartiers Centre-Gare et Centre-République. À gauche se trouve le clocher de l'Église du Temple-Neuf sur la place éponyme ; à droite, la flèche de la cathédrale.

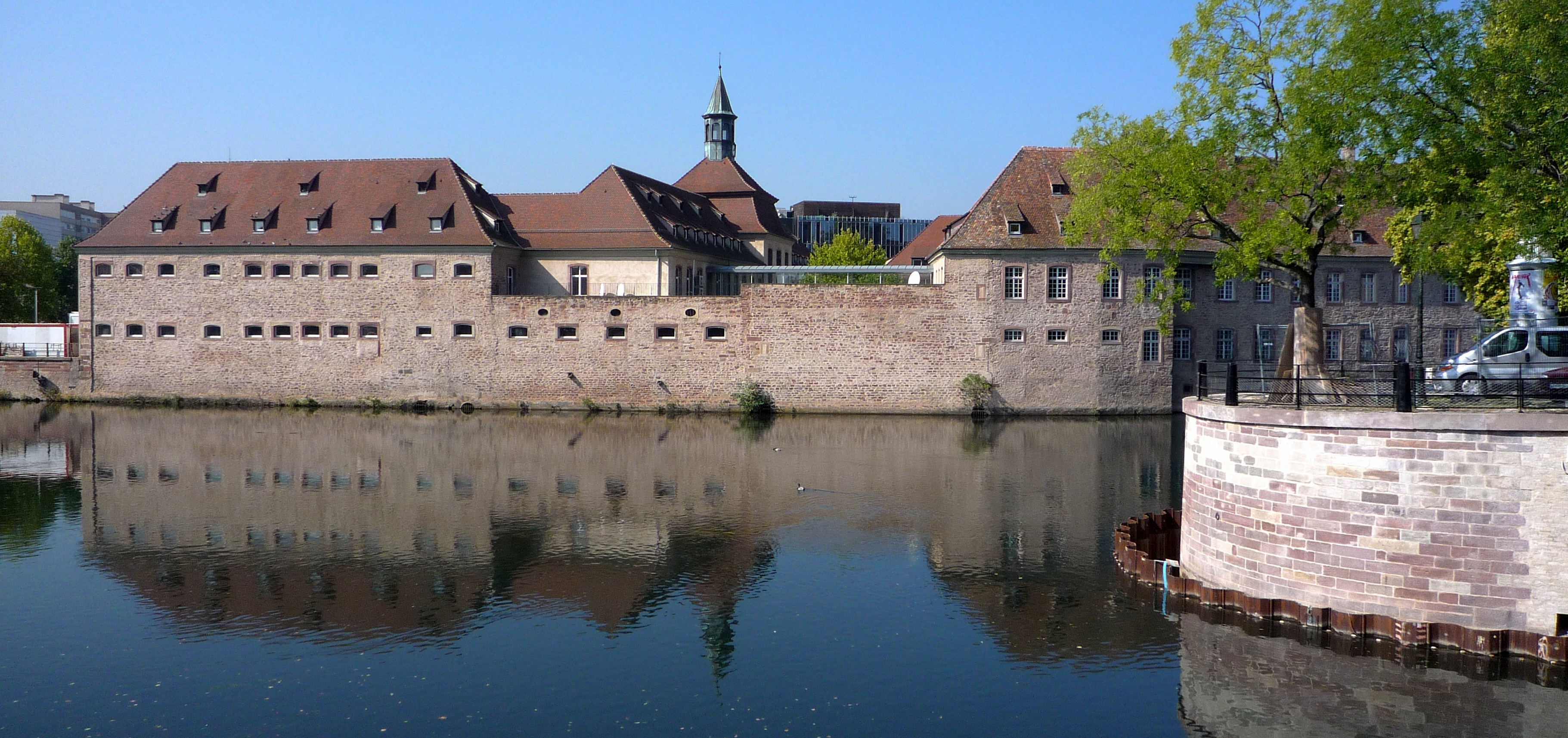
L'ancienne Commanderie Saint-Jean, siège actuel de l'ENA, située rue Sainte-Marguerite.

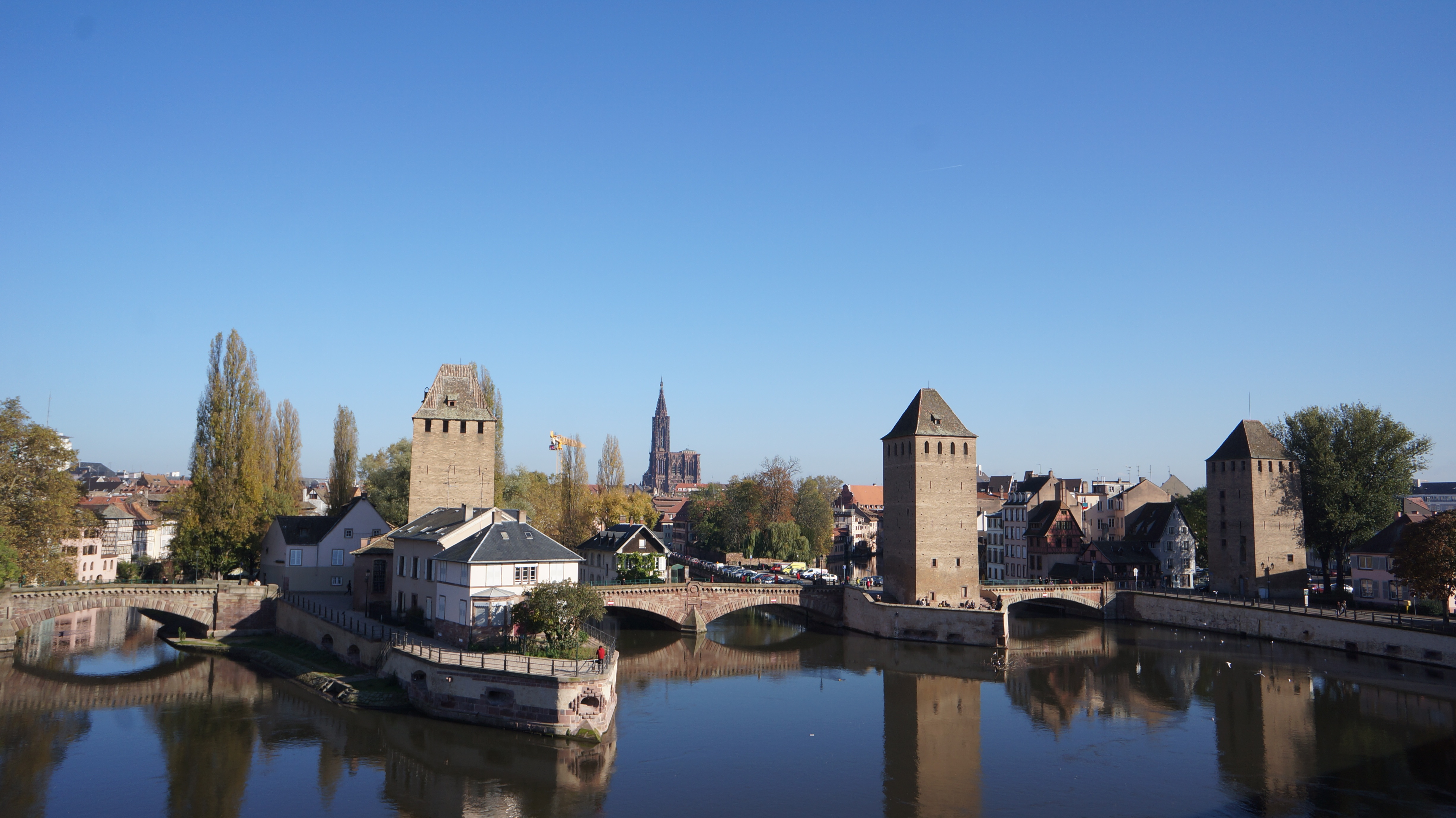
Les Ponts Couverts à la Petite France.

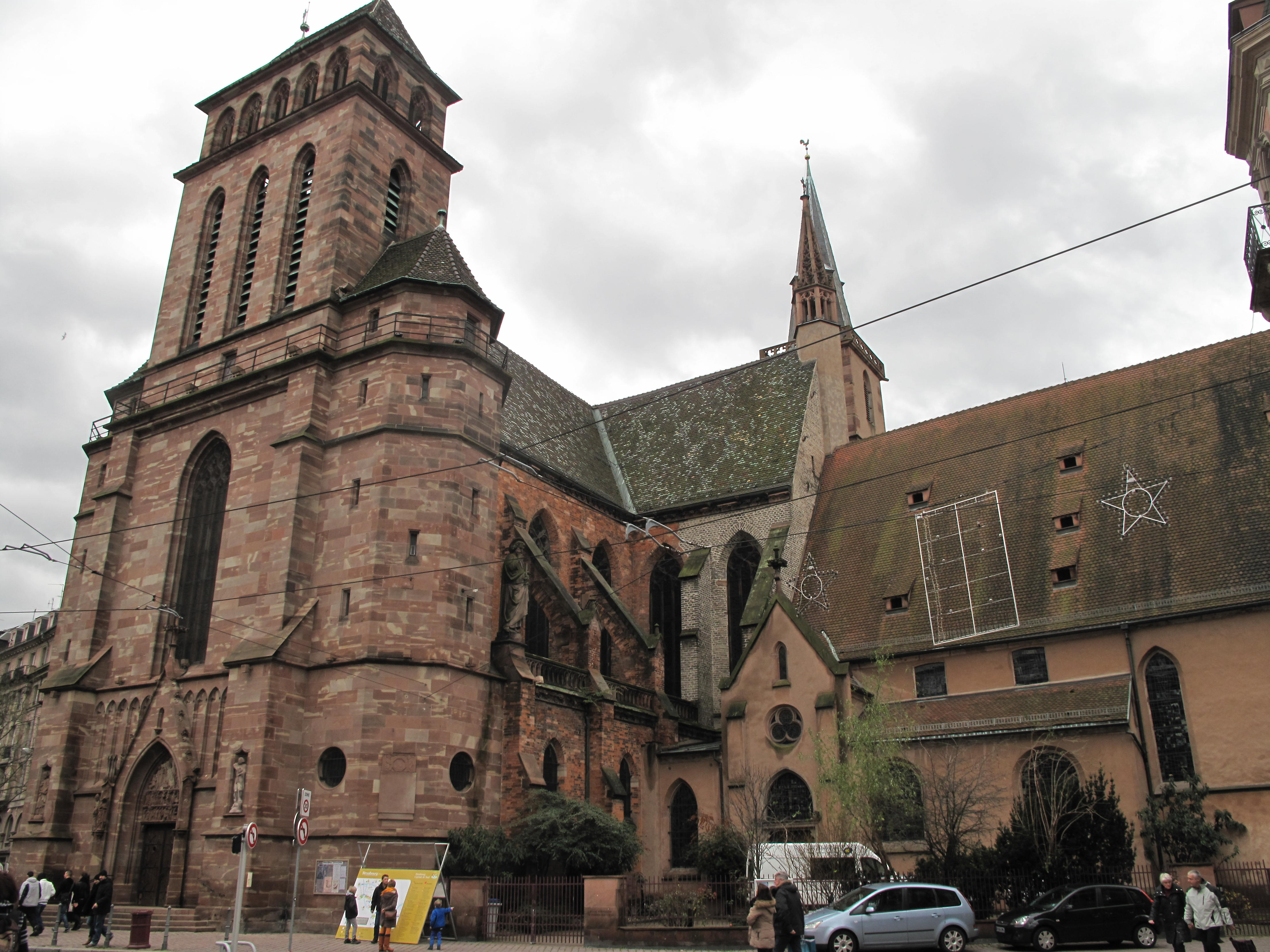
L'église Saint-Pierre-le-Vieux située à l'intersection de la rue du 22 novembre et de la Grand'Rue.

- 22 novembre (rue du)
- Abattoir (pont de l')
- Adèle Riton (rue)
- Adolphe-Seyboth (rue)
- Agneau (ruelle de l')
- Ail (rue de l')
- Aimant (rue de l')
- Alfred Picard (rue)
- Ancienne Gare (rue de l')
- Andlau (rue d')
- André et Paul Horn (passage)
- Arbre-Vert (rue de l')
- Argile (rue de l')
- Aveugles (rue des)
- Bain-aux-Plantes (impasse du)
- Bain-aux-Plantes (rue du)
- Bain Finkwiller (rue du)
- Ban de la Roche (rue du)
- Barr (rue de)
- Benjamin Kugler (rue)
- Benjamin-Zix (place)
- Botteleurs (rue des)
- Bouclier (rue du)
- Bruche (quai de la)
- Chaîne (rue de la)
- Chaîne d'Or (place de la)
- Chandelles (rue des)
- Charles Altorffer (quai)
- Charles Frey (quai)
- Cheveux (rue des)
- Claude Chappe (rue)
- Coin-Brûlé (rue du)
- Coq (rue du)
- Corbeau (pont du)
- Cordonniers (rue des)
- Cornets (impasse des)
- Course (petite rue de la)
- Course (rue de la)
- Cuiller à Pot (ruelle de la)
- Cygne (place du)
- Cygne (rue du)
- Demi-Lune (rue de la)
- Dentelles (impasse des)
- Dentelles (petite rue des)
- Dentelles (rue des)
- Desaix (quai)
- Déserte (rue)
- Dinsenmühle (pont de la)
- Division Leclerc (rue de la)
- Douane (rue de la)
- Dragon (rue du)
- Drapiers (rue des)
- Écarlate (rue de l')
- Écurie (rue de l')
- Épine (rue de l')
- Escarpée (rue)
- Esprit (ruelle de l')
- Étal (rue de l')
- Eugène Boeckel (rue)
- Faubourg-de-Saverne (rue du)
- Faubourg-National (rue du)
- Feu (rue du)
- Finkwiller (quai)
- Finkwiller (rue)
- Fossé des Tanneurs (rue du)
- Fouday (rue de)
- Francs-Bourgeois (rue des)
- Frédéric-Piton (rue)
- Frères Matthis (pont)
- Frères Matthis (rue des)
- Friese (rue)
- Fumier (ruelle du)
- Gare (place de la)
- Général Ganeval (rue du)
- Georges-Wodli (rue)
- Glacières (place des)
- Glacières (rue des)
- Grand'Rue
- Grande-Écluse (impasse de la)
- Grandes Arcades (rue des)
- Grange (rue de la)
- Greniers (rue des)
- Grimmeissen (place)
- Gustave Adolphe Hirn (rue)
- Gustave Doré (rue)
- Gutenberg (place)
- Gutenberg (rue)
- Halles (place des)
- Halles (rue des)
- Hannetons (rue des)
- Hannong (rue)
- Hans Jean Arp (place)
- Henri Dunant (place)
- Hohwald (rue du)
- Houblon (rue du)
- Humann (rue)
- Jardiniers (impasse des)
- Jean Sturm (rue)
- Jeu-des-Enfants (impasse du)
- Jeu-des-Enfants (rue du)
- Justes-parmi-les-Nations (allée des)
- Kageneck (rue)
- Karl-Ferdinand Braun (place)
- Kirschleger (rue)
- Kléber (place)
- Kléber (quai)
- Koeberlé (rue)
- Koenigshoffen (rue de)
- Kuhn (rue)
- Kuss (pont)
- La Broque (rue de)
- Lanterne (rue de la)
- Lentilles (rue des)
- Louise-Weiss (square)
- Lyon (boulevard de)
- Magasins (petite rue des)
- Magasins (rue des)
- Maire Kuss (rue du)
- Marais Kageneck (rue du)
- Marais-Vert (rue du)
- Marc Bloch (quai)
- Marché (pont du)
- Marché (rue du)
- Marie Leszczynska (place)
- Marlenheim (rue de)
- Martin Bucer (rue)
- Martin-Luther (rue)
- Metz (boulevard de)
- Meuniers (place des)
- Meuniers (rue des)
- Miroir (rue du)
- Moll (rue)
- Molsheim (rue de)
- Monnaie (rue de la)
- Moulin-Zorn (cour du)
- Moulins (place des)
- Moulins (quai des)
- Moulins (rue des)
- Mutzig (rue de)
- Nancy (boulevard de)
- National (pont)
- Nideck (rue du)
- Obernai (rue d')
- Orfèvres (impasse des)
- Païens (rue des)
- Paon (rue du)
- Pâques (rue de)
- Paris (pont de)
- Paris (quai de)
- Pasteur (quai)
- Pâtre (ruelle du)
- Pelletiers (ruelle des)
- Petite-France (quai de la)
- Pont-Saint-Martin (rue du)
- Ponts Couverts
- Porte Blanche (place de la)
- Poumon (rue du)
- Président-Wilson (boulevard du)
- Puits (rue du)
- Quartier Blanc (place du)
- Question (rue de la)
- Rempart (rue du)
- Roses (ruelle des)
- Rosheim (rue de)
- Rothau (rue de)
- Saales (rue de)
- Saint-Jean (quai)
- Saint-Louis (place)
- Saint-Louis (rue)
- Saint-Marc (rue)
- Saint-Martin (pont)
- Saint-Michel (rue)
- Saint-Nicolas (pont)
- Saint-Nicolas (quai)
- Saint-Pierre-le-Vieux (place)
- Saint-Thomas (place)
- Saint-Thomas (pont)
- Saint-Thomas (quai)
- Sainte-Aurélie (impasse)
- Sainte-Aurélie (place)
- Sainte-Barbe (rue)
- Sainte-Elisabeth (impasse)
- Sainte-Elisabeth (rue)
- Sainte-Hélène (rue)
- Sainte-Marguerite (rue)
- Salzmann (rue)
- Sarrebourg (rue de)
- Sarrelouis (rue de)
- Saumon (rue du)
- Saverne (pont de)
- Savon (rue du)
- Sébastopol (rue de)
- Sept-Hommes (rue des)
- Serruriers (rue des)
- Sophie-Taeuber-Arp (rue)
- Spesbourg (rue du)
- Spitzmühle (pont de la)
- Stenger Bachmann (rue)
- Suzanne-Lacore (square)
- Theo-van-Doesburg (rue)
- Thiergarten (rue)
- Tonneliers (rue des)
- Tour du Diable (promenade de la)
- Tripiers (place des)
- Turckheim (quai de)
- Urmatt (rue d')
- Vieux Marché aux Grains (rue du)
- Vieux Marché aux Poissons (rue du)
- Vieux Marché aux Vins (place du)
- Vieux Marché aux Vins (petite rue du)
- Vieux Marché aux Vins (rue du)
- Vieux-Seigle (rue du)
- Vignette (rue de la)
- Wasselonne (rue de)
- Wissembourg (rue de)
- Wodli - Wilson (tunnel)
- Woerthel (quai du)

## Quartier Strasbourg - Centre

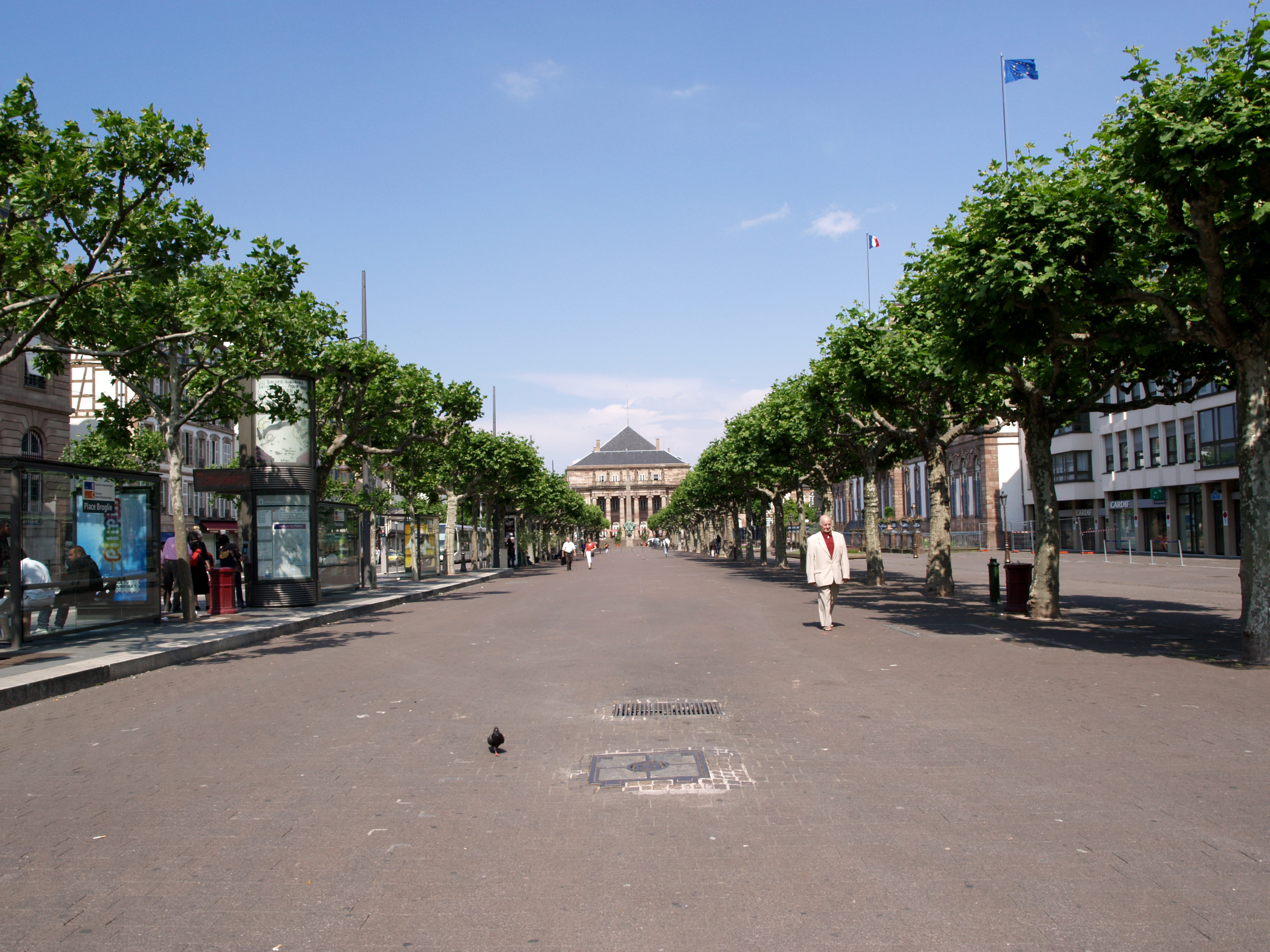
La place Broglie. À l'arrière, l'Opéra du Rhin.

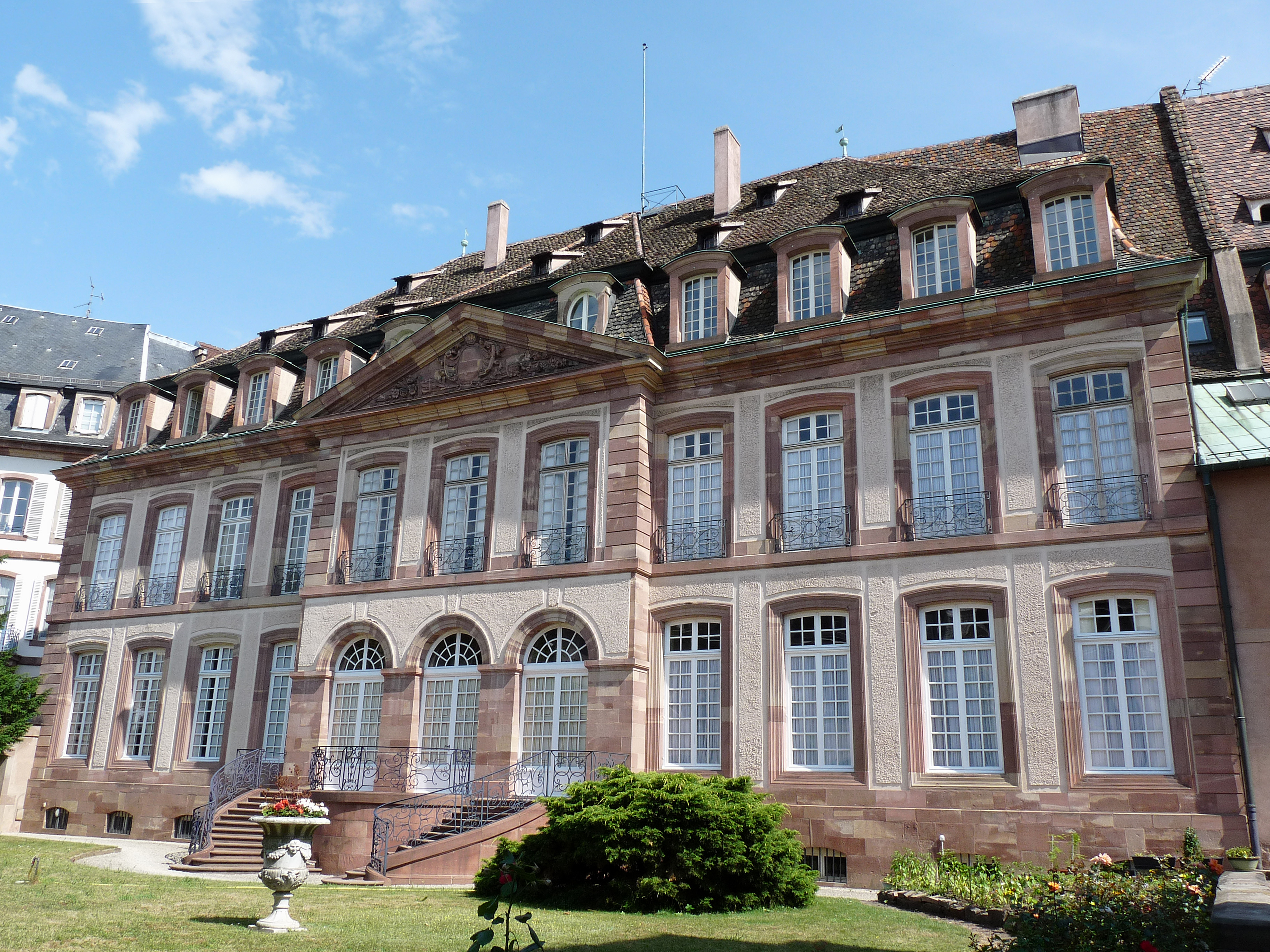
La façade côté jardin du Palais épiscopal, rue Brûlée.

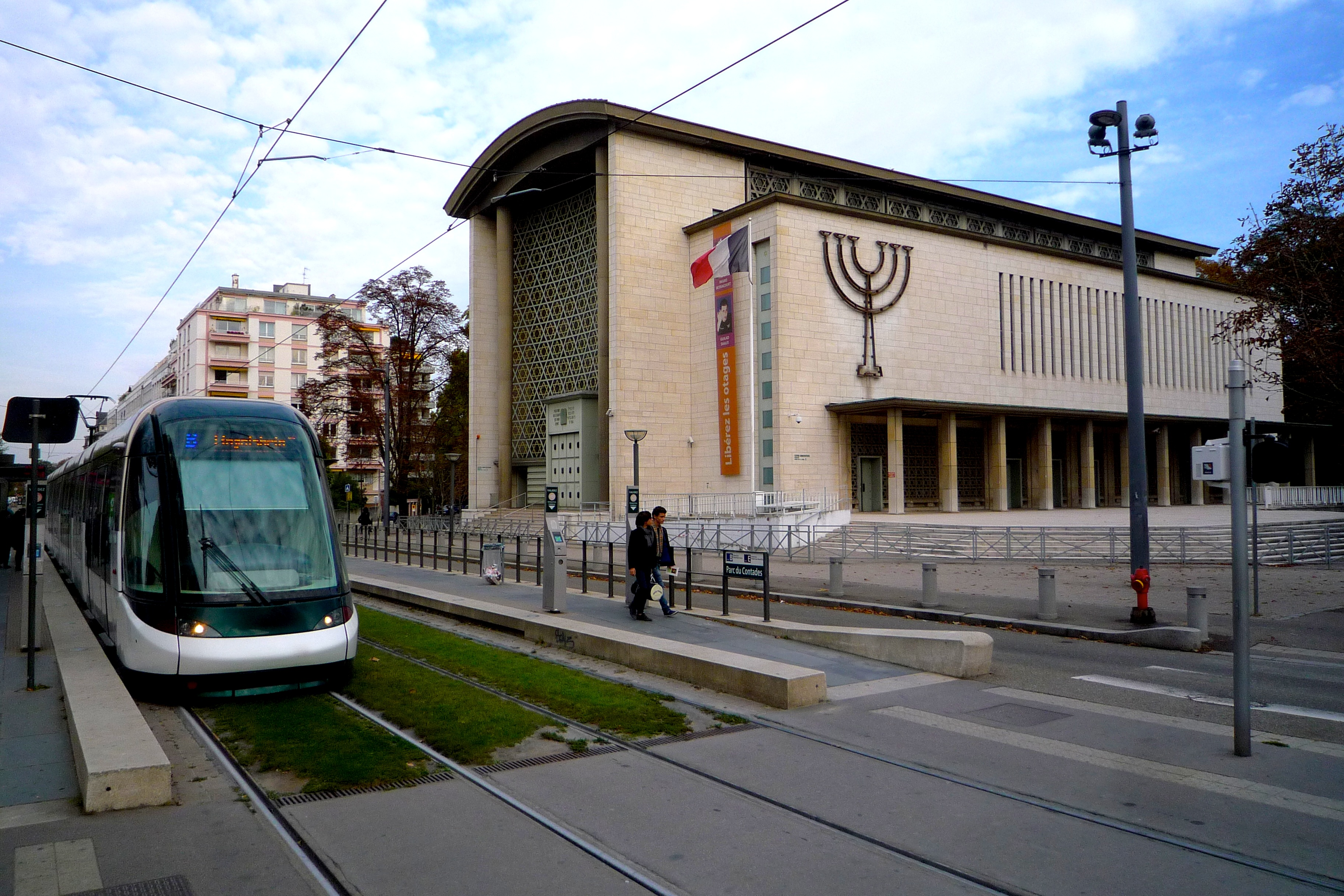
La grande synagogue, avenue de la Paix.

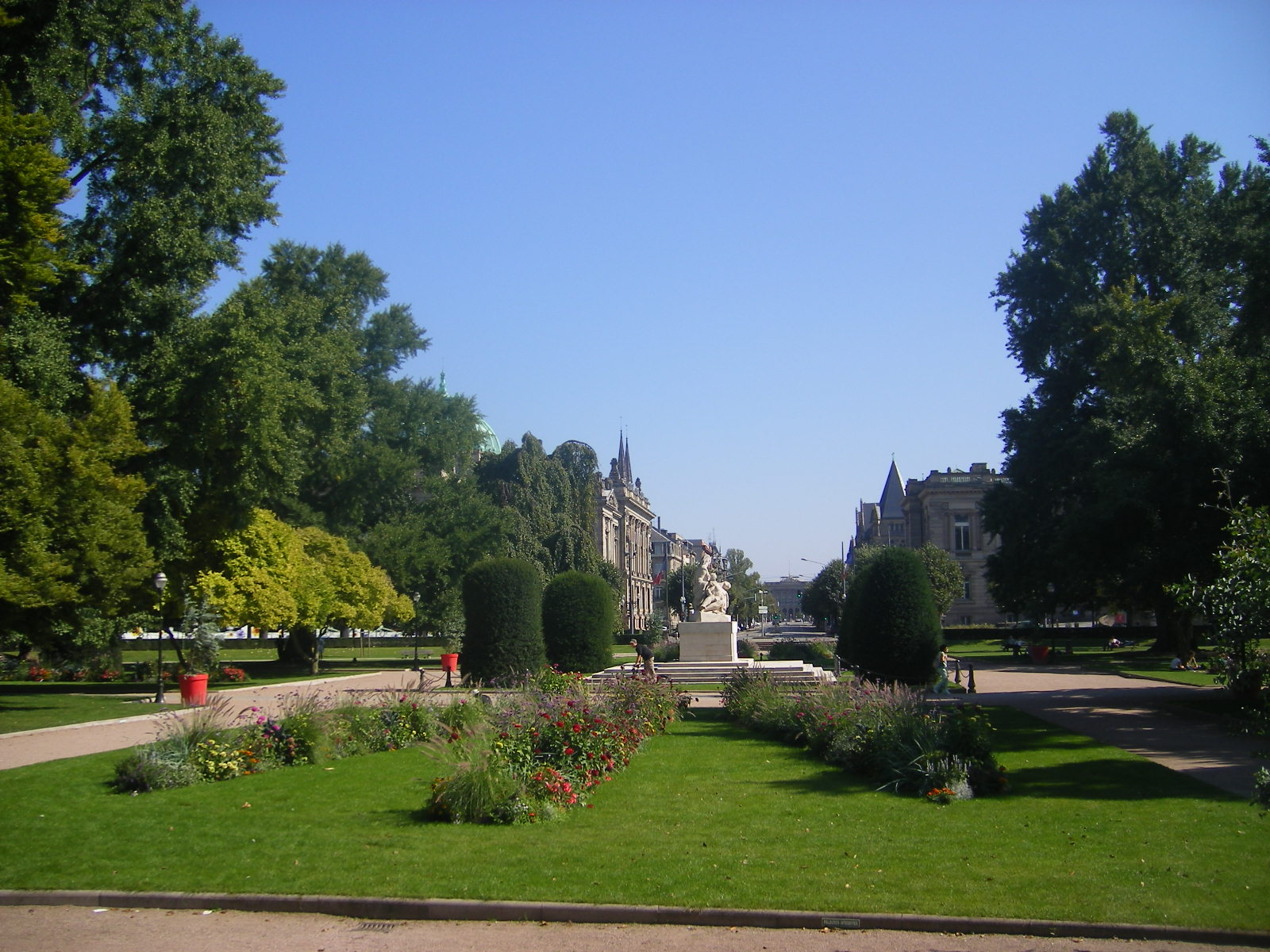
La place de la République.

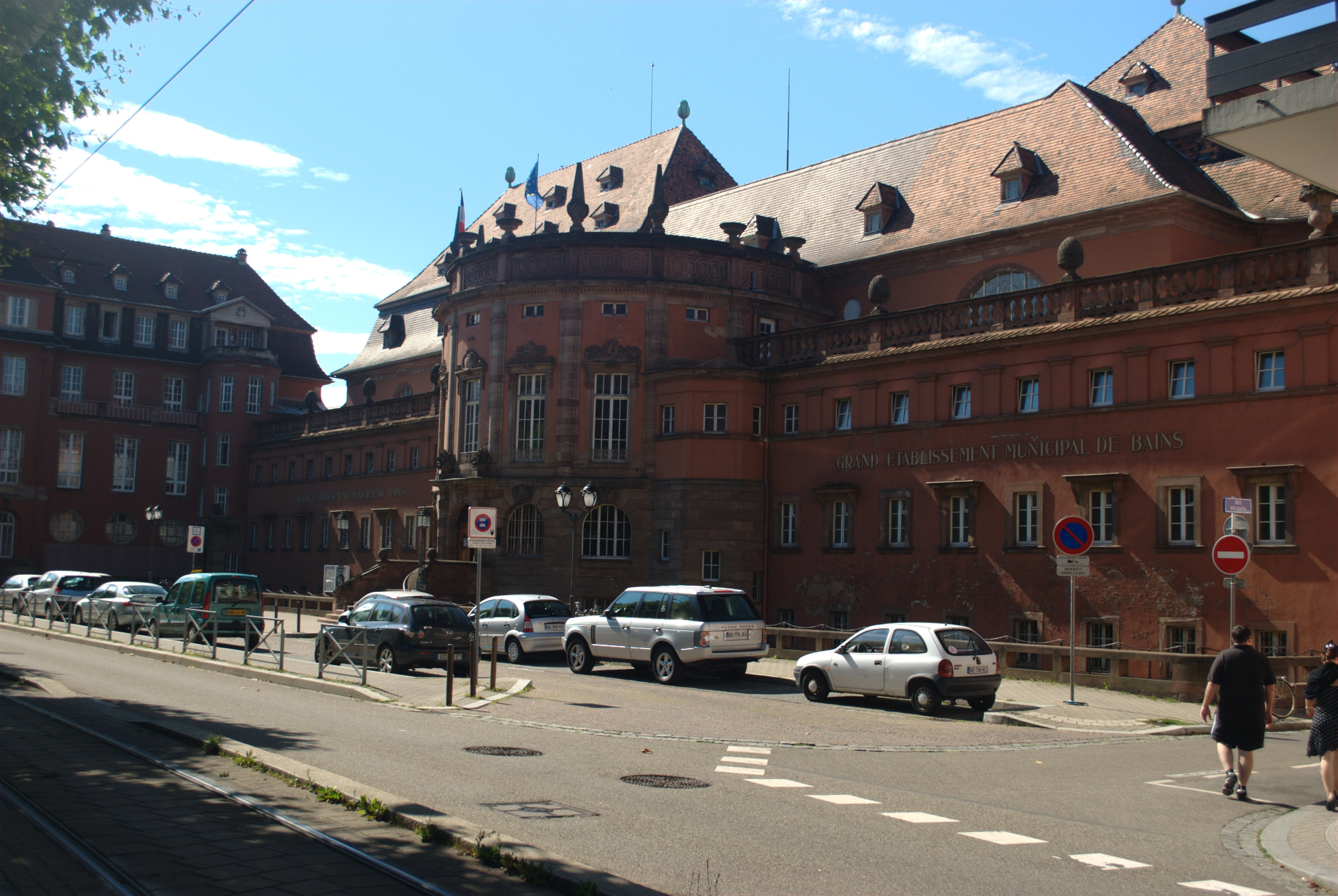
Façade des Bains municipaux de Strasbourg situés boulevard de la Victoire.

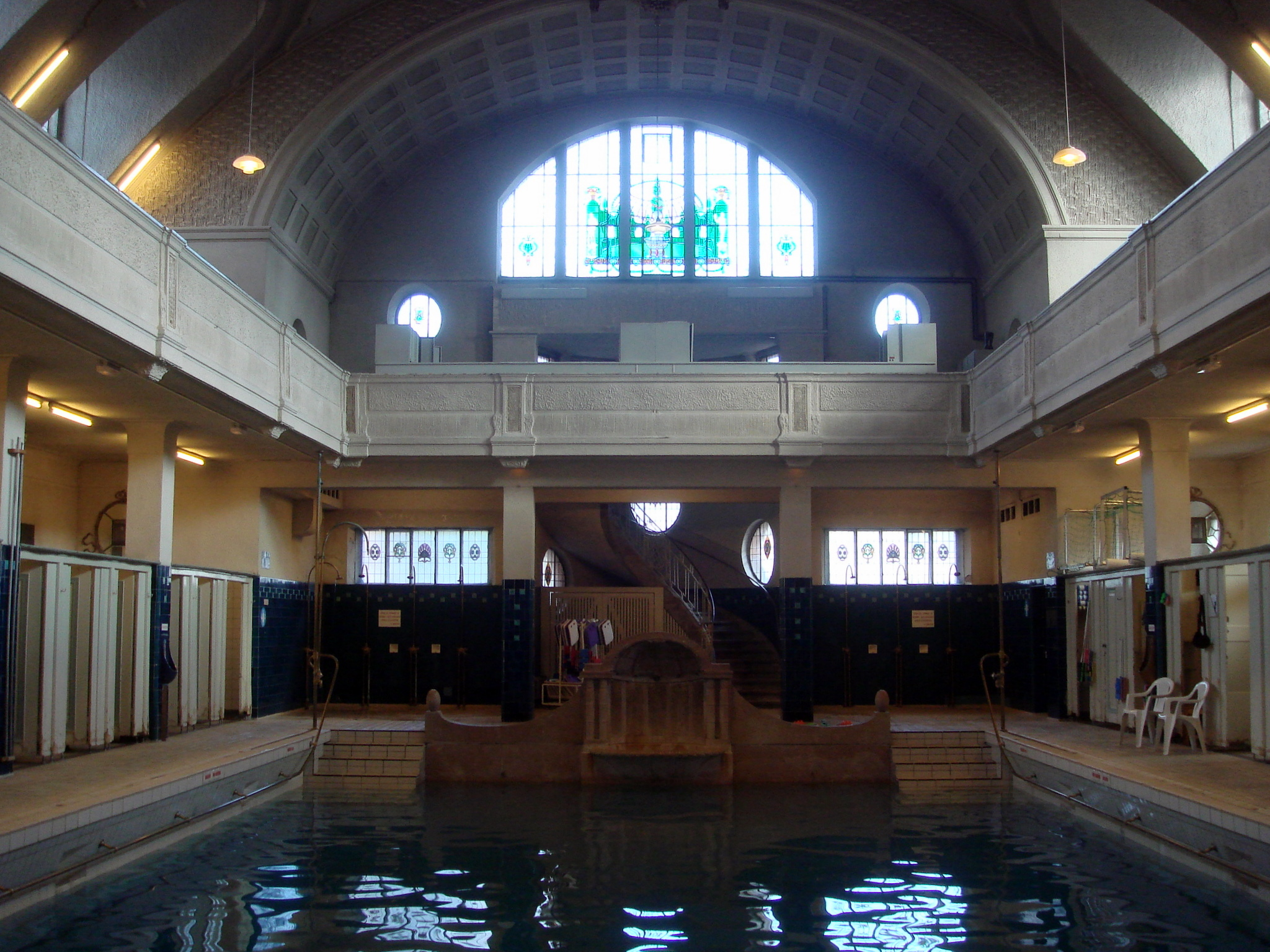
Intérieur des Bains municipaux

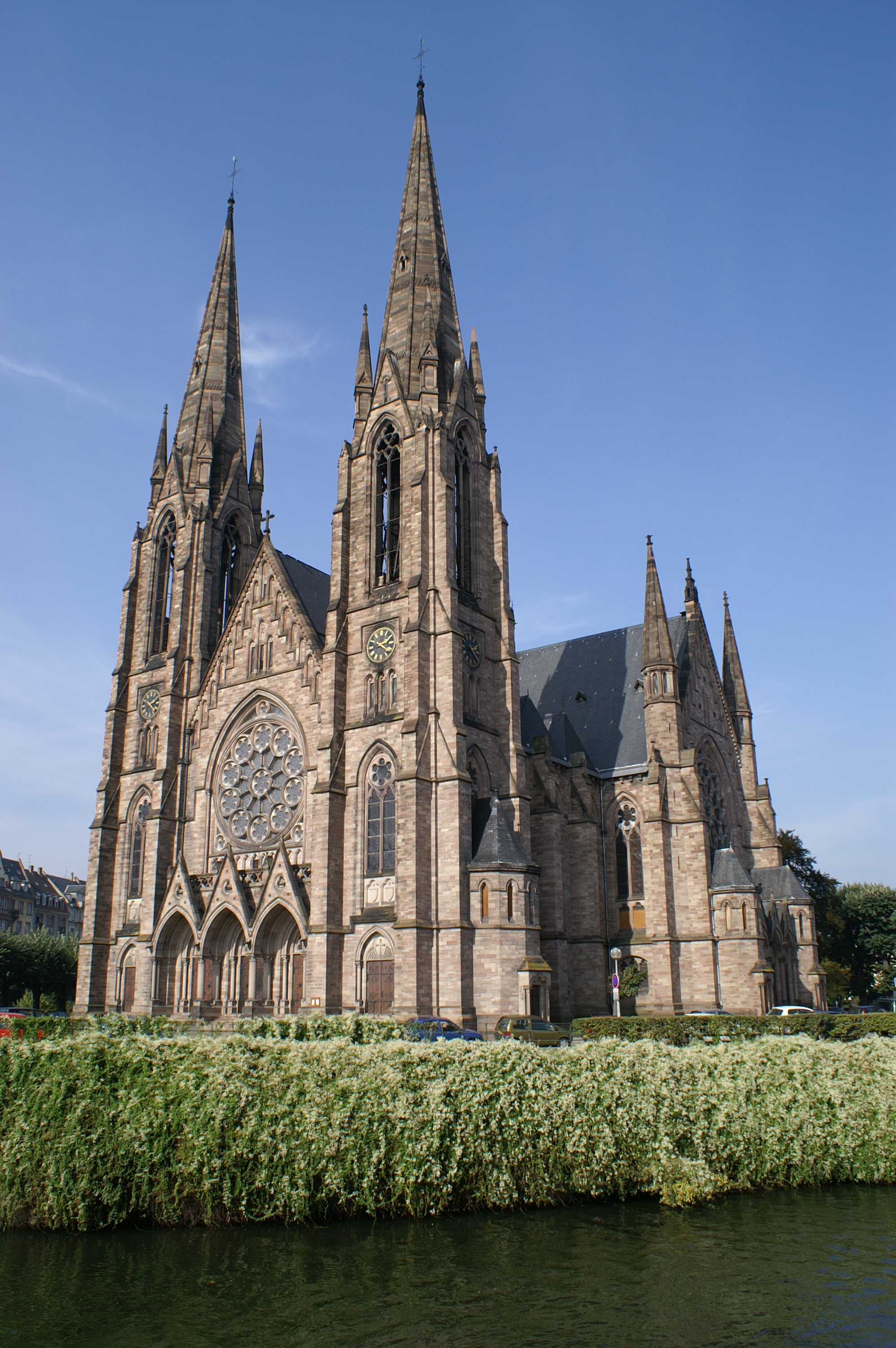
L'église Saint-Paul, située à l'intersection des quais Zorn et Mullenheim.

- Abraham Deutsch (pont)
- Abreuvoir (ruelle de l')
- Alsace (avenue d')
- André Malraux (rue)
- Anvers (boulevard d')
- Anvers (pont d')
- Arc-en-Ciel (rue de l')
- Argonne (rue de l')
- Arnold (place)
- Arquebusiers (rue des)
- Aubette (cour de l')
- Auguste Lamey (rue)
- Auvergne (pont d')
- Bain des Juifs (cours du)
- Bain-aux-Roses (rue du)
- Baldung Grien (rue)
- Bière (impasse de la)
- Bischheim (impasse de)
- Bischwiller (rue de)
- Bitche (rue de)
- Blessig (rue)
- Bonnes Gens (impasse des)
- Bonnes Gens (rue des)
- Bordeaux (place de)
- Bouxwiller (rue de)
- Broglie (place)
- Broglie (place du petit)
- Brûlée (rue)
- Brumath (route de)
- Cathédrale (passage de la)
- Cathédrale (place de la)
- Chapon (rue du)
- Charles Appell (rue)
- Charles Gerhardt (rue)
- Charles Gernhardt (rue)
- Charpentiers (impasse des)
- Charpentiers (rue des)
- Château (place du)
- Chaudron (rue du)
- Chevreuil (rue du)
- Ciel (rue du)
- Cigognes (rue des)
- Clarisses (rue des)
- Clemenceau (boulevard)
- Clément (place)
- Clément (rue)
- Comédie (rue de la)
- Contades (parc du)
- Cordiers (rue des)
- Corneille (impasse de la)
- Courtine (rue de la)
- Croix (rue de la)
- Dévidoir (rue du)
- Dôme (rue du)
- Dominicains (rue des)
- Dotzinger (rue)
- Drulingen (rue de)
- Ducrot (passerelle)
- Échasses (impasse des)
- Échasses (rue des)
- Écrevisse (rue de l')
- Écrivains (rue des)
- Edel (rue)
- Edmond Valentin (quai)
- Église (petite rue de l')
- Église (rue de l')
- Église Rouge (rue de l')
- Ehrmann (impasse)
- Ehrmann (rue)
- Ellenhard (rue)
- Erckmann Chatrian (rue)
- Erwin (rue)
- Étudiants (place des)
- Étudiants (rue des)
- Faisan (pont du)
- Faisan (rue du)
- Faubourg de Pierre (pont du)
- Faubourg de Pierre (rue du)
- Fil (rue du)
- Finkmatt (quai)
- Finkmatt (rue)
- Fischart (rue)
- Flandre (rue de)
- Fonderie (petite rue de la)
- Fonderie (pont de la)
- Fonderie (rue de la)
- Forêt-Noire (avenue de la)
- Fort (rue du)
- Fossé-des-Tailleurs (rue du)
- Fossé des Treize (rue du)
- Frère-Médard (place du)
- Frères (rue des)
- Fritz Kieffer (rue)
- Gambetta (boulevard)
- Geiler (rue)
- Général de Castelnau (rue du)
- Général Ducrot (rue du)
- Général Frère (rue du)
- Général Gouraud (rue du)
- Général Rapp (rue du)
- Gerlach (rue)
- Gloxin (rue)
- Goethe (rue)
- Golbery (place)
- Grand Pont (rue du)
- Grande Boucherie (place de la)
- Grande-Boucherie (impasse de la)
- Grandidier (rue)
- Graumann (rue)
- Guérin (rue)
- Gustave Klotz (rue)
- Hache (rue de la)
- Haguenau (place de)
- Haguenau (rue de)
- Hallebardes (rue des)
- Haut-Barr (rue du)
- Haute-Montée (rue de la)
- Heckler (rue)
- Herder (rue)
- Homme-de-Fer (place de l')
- Ingwiller (rue d')
- Islande (place d')
- Jacques-Baldé (rue)
- Jacques Kablé (rue)
- Jacques-Preiss (boulevard)
- Jacques-Sturm (quai)
- Jean-Hultz (rue)
- Jean-Frédéric Oberlin (rue)
- Jean-Henri Schnitzler (rue)
- Johann Knauth (rue)
- John-Fitzgerald Kennedy (pont)
- Joseph Massol (rue)
- Juifs (passerelle des)
- Juifs (rue des)
- Kellermann (quai)
- Kirstein (rue)
- Kléber (quai)
- Koch (quai)
- Laurent Goetz (rue)
- Leblois (boulevard)
- Léon Blum (rue)
- Lezay-Marnésia (quai)
- Liberté (avenue de la)
- Liège (rue de)
- Lobstein (rue)
- Louis Apffel (rue)
- Louvain (rue de)
- Louveteau (impasse du)
- Maçons (impasse des)
- Mai (impasse du)
- Maire Dietrich (quai du)
- Marbach (rue)
- Marché-aux-Cochons-de-Lait (place du)
- Marché-aux-Poissons (place du)
- Marché-Gayot (place du)
- Marché-Neuf (place du)
- Maréchal-Foch (rue du)
- Maréchal-Joffre (rue du)
- Markos-Botzaris (square)
- Marne (boulevard de la)
- Maroquin (rue du)
- Marseillaise (avenue de la)
- Mathias-Mérian (place)
- Mercière (rue)
- Mésange (rue de la)
- Mineurs (rue des)
- Mullenheim (quai)
- Murner (rue)
- Neuwiller (rue de)
- Niederbronn (rue de)
- Noyer (rue du)
- Nuée Bleue (rue de la)
- Observatoire (rue de l')
- Ohmacht (boulevard)
- Orfèvres (rue des)
- Outre (rue de l')
- Paix (avenue de la)
- Parchemin (rue du)
- Paul Muller Simonis (rue)
- Pestalozzi (rue)
- Petit Broglie (place du)
- Phalsbourg (rue de)
- Pie (impasse de la)
- Pierre Bûcher (rue)
- Pierre-Large (rue de la)
- Pierres (impasse des)
- Pomme de Pin (passage de la)
- Pontonniers (rue des)
- Poste (pont de la)
- Président Poincaré (boulevard du)
- Pucelles (rue des)
- Québec (place du)
- Râpe (rue de la)
- Récollets (rue des)
- Reims (rue de)
- René Hirschler (rue)
- République (place de la)
- Robertsau (allée de la)
- Rohan (rue de)
- Royal (pont)
- Sabine (rue)
- Sable (quai au)
- Saint-Arbogast (rue)
- Saint-Étienne (place)
- Saint-Étienne (pont)
- Saint-Étienne (rue)
- Saint-Georges (rue)
- Saint-Guillaume (pont)
- Saint-Léon (rue)
- Saint-Maurice (rue)
- Saint-Médard (ruelle)
- Saint-Pierre le Jeune (place)
- Saint-Pierre le Jeune (rue)
- Sainte-Attale (quai) (ancien quai Saint-Étienne)
- Sainte-Marguerite (ruelle)
- Sainte-Odile (rue)
- Sanglier (rue du)
- Schiller (rue)
- Schimper (rue)
- Schoch (rue)
- Schoepflin (quai)
- Schweighaeuser (rue)
- Schwendi (rue)
- Schwilgué (rue)
- Sébastien Brant (place)
- Sellénick (rue)
- Silbermann (rue)
- Sleidan (rue)
- Sœurs (rue des)
- Somme (rue de la)
- Spach (cité)
- Specklin (rue)
- Stimmer (rue)
- Stoltz (impasse)
- Strauss Durkheim (rue)
- Tailleurs-de-Pierre (rue des)
- Temple Neuf (place du)
- Temple-Neuf (rue du)
- Théâtre (pont du)
- Thomann (rue)
- Tiroir (impasse du)
- Tonnelet-Rouge (rue du)
- Toussaint (rue de la)
- Travail (rue du)
- Tribunal (rue du)
- Turenne (rue)
- Ulberger (rue)
- Ulrich d'Ensingen (rue)
- Ungerer (place)
- Université (place de l')
- Université (rue de l')
- Vauban (rue)
- Veaux (rue des)
- Vendenheim (rue de)
- Victoire (boulevard de la)
- Victor Schœlcher (avenue)
- Vieil-Hôpital (rue du)
- Vosges (avenue des)
- Vosges (pont des)
- Walter-Benjamin (passage)
- Wencker (rue)
- Werinhar (rue)
- Wimpheling (rue)
- Zorn (quai)

## Quartier Conseil des XV
- Albert 1er (place)
- Amsterdam (rue d')
- André Jung (rue)
- Anvers (boulevard d')
- Arras (rue d')
- Aubry et Rau (rue)
- Bassin de l'Ill (quai du)
- Bautain (rue)
- Beethoven (rue)
- Belges (quai des)
- Bernegger (rue)
- Bon Pasteur (rue du)
- Bosquets (impasse des)
- Boudhors (rue)
- Boussingault (rue)
- Brahms (rue)
- Bruges (rue de)
- Bruxelles (rue de)
- Charles Bergmann (rue)
- Chopin (rue)
- Conseil des XV (place du)
- Conseil des XV (rue du)
- Constant Martha (rue)
- Daniel Hirtz (rue)
- Dordogne (boulevard de la)
- Dordogne (pont de la)
- Douai (rue de)
- Erckmann Chatrian (rue)
- Eugène Carrière (rue)
- Europe (avenue de l')
- François-Xavier Richter (rue)
- Franz Liszt (rue)
- Général Conrad (rue du)
- Général Picquart (rue du)
- Général Ulrich (rue du)
- Gottfried (rue)
- Gounod (rue)
- Jean-Jacques Henner (rue)
- Jean-Sébastien Bach (boulevard)
- Kant (rue)
- La Haye (rue de)
- Le Nôtre (rue)
- Lens (rue de)
- Luxembourg (promenade du)
- Massenet (rue)
- Mozart (rue)
- Orangerie (boulevard de l')
- Orangerie (parc de l')
- Orangerie (quai de l')
- Orangerie Joséphine (allée de l')
- Ostende (rue d')
- Pantaléon Mury (rue)
- Paul Déroulède (rue)
- Péronne (rue de)
- Pfeffel (rue)
- Philippe Grass (rue)
- Président Edwards (boulevard du)

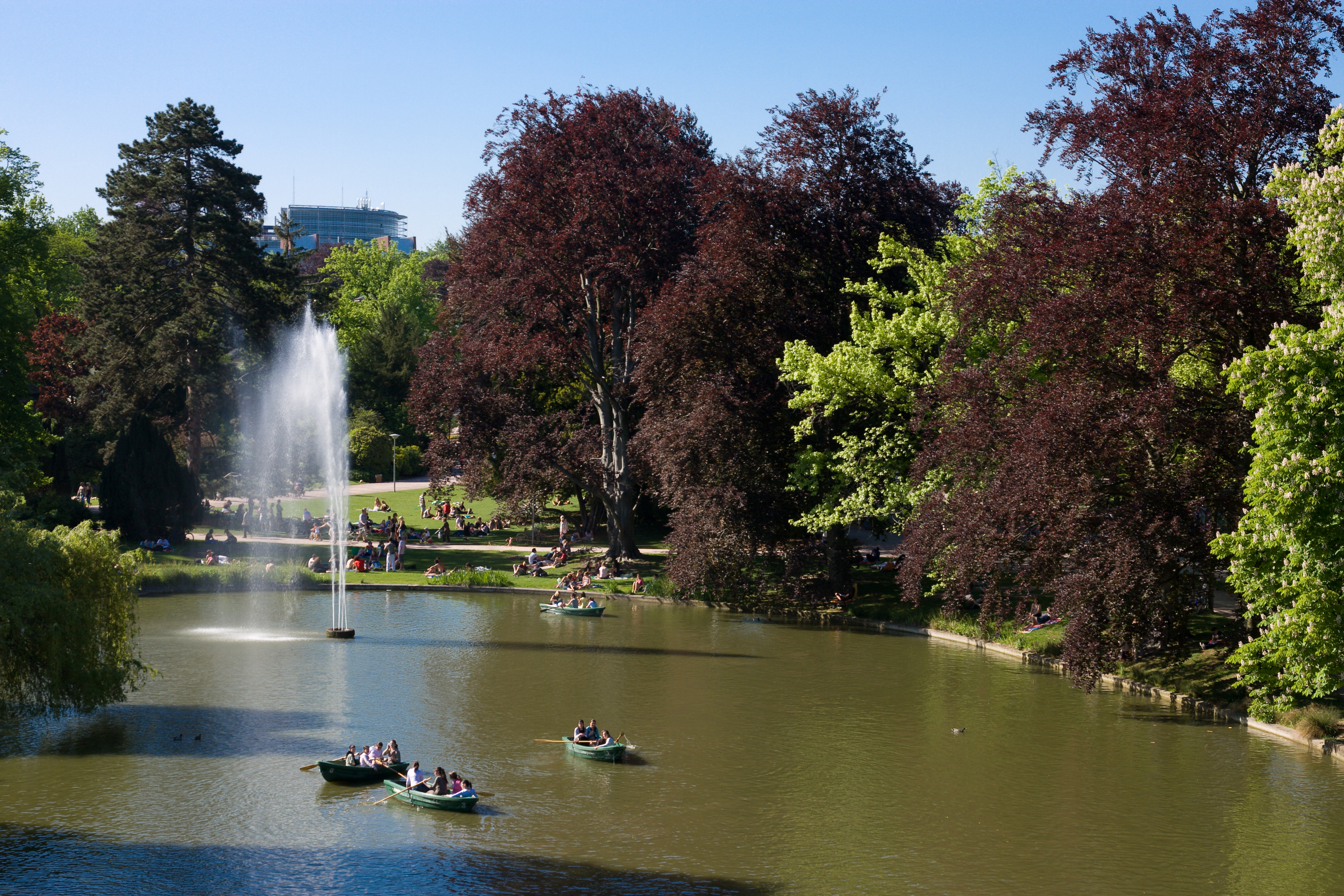
Le parc de l'Orangerie. À l'arrière-plan, on aperçoit le bâtiment Louise-Weiss, siège du Parlement européen.

- Président Robert Schuman (avenue du)
- René Schickelé (rue)
- Richard Brunck (rue)
- Richard Wagner (rue)
- Robertsau (allée de la)
- Rotterdam (rue de)
- Rouget de l'Isle (quai)
- Saint-Quentin (rue de)
- Schiffmatt (rue de la)
- Schubert (rue)
- Schumann (rue)
- Sforza (rue)
- Spach (allée)
- Stoeber (rue)
- Tauler (boulevard)
- Théodore Deck (rue)
- Touchemolin (rue)
- Trubner (rue)
- Twinger (rue)
- Verdun (rue de)
- Victor Nessler (rue)
- Waldteufel (rue)
- Wallonie (rue de)
- Westercamp (rue)
- Ypres (rue d')
- Yser (rue de l')

## Quartier Cronenbourg - Hautepierre - Poteries - Hohberg
- Abattoir (place de l')
- Abattoir (rue de l')
- Adélaïde Hautval (rue)
- Albert Calmette (rue)
- Albert Einstein (rue)
- Alembert (rue d')
- Alexandre de Grand (allée
- Alexandre Dumas (rue)
- Alfred de Musset (place)
- Alfred de Vigny (rue)
- Alfred Doblin (rue)
- Alphonse Daudet (allée)
- André Chenier (place)
- André Maurois (place)
- Anneau (rue de l')
- Arthur Rimbaud (rue)
- Arts et Sports (promenade des)
- Augustin Fresnel (rue)
- Avolsheim (rue d')
- Baden Powell (rue)
- Balzac (boulevard)
- Bastian (rue)
- Bastion (rue du)
- Baudelaire (rue)
- Becquerel (rue)
- Behlenheim (rue de)
- Bergerie (parc de la)
- Berstett (rue de)
- Birkenwald (rue de)
- Bleuets (rue des)
- Boileau (rue)
- Boris Vian (allée)
- Bornes (rue des)
- Buchner (place)
- Burger (chemin)
- Byron (place)
- Cabichon (chemin)

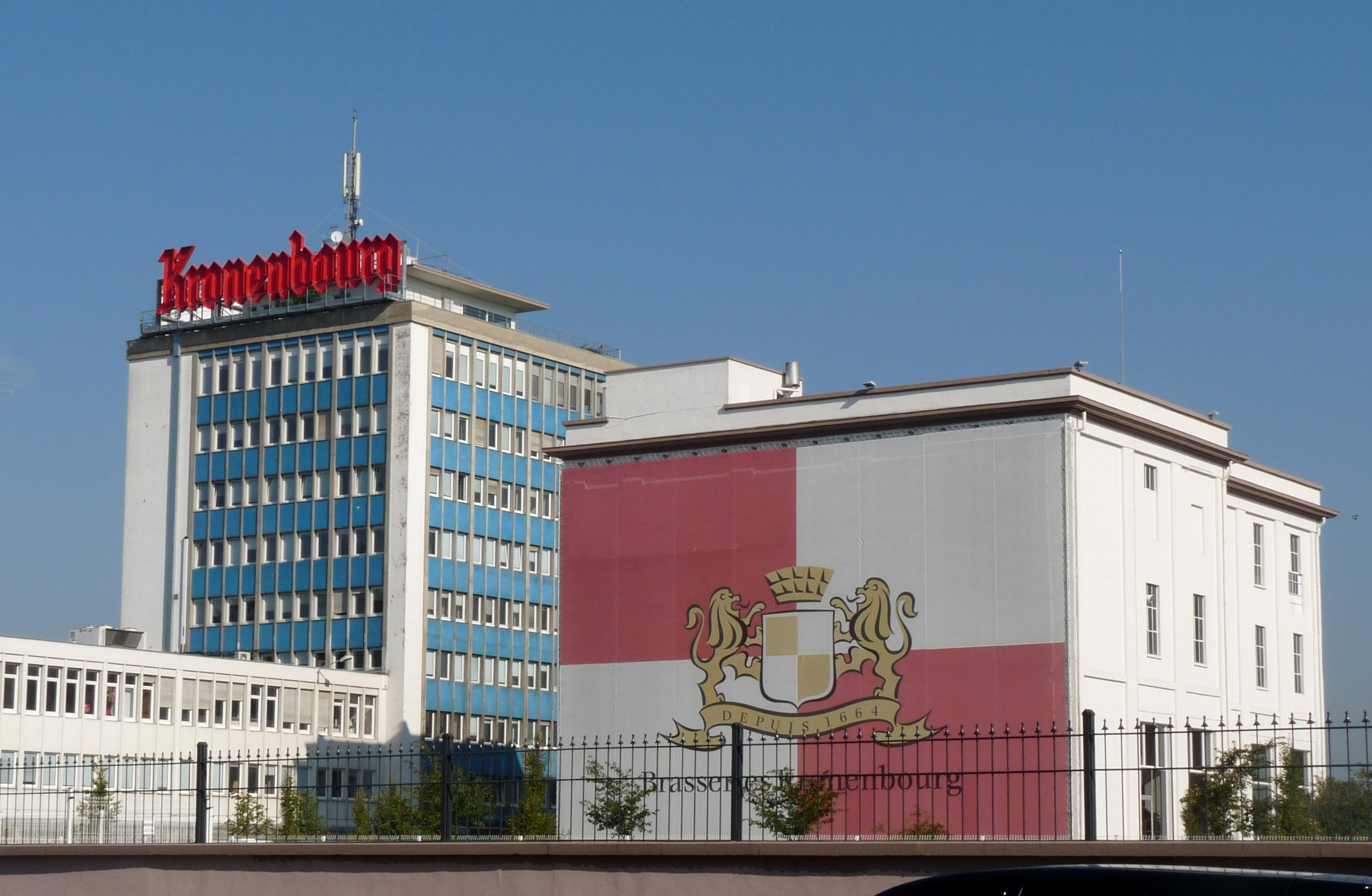
L'ancienne Brasserie K1 de Cronenbourg, route d'Oberhausbergen. La marque tient son nom du quartier de Cronenbourg où elle est implantée depuis 1862.

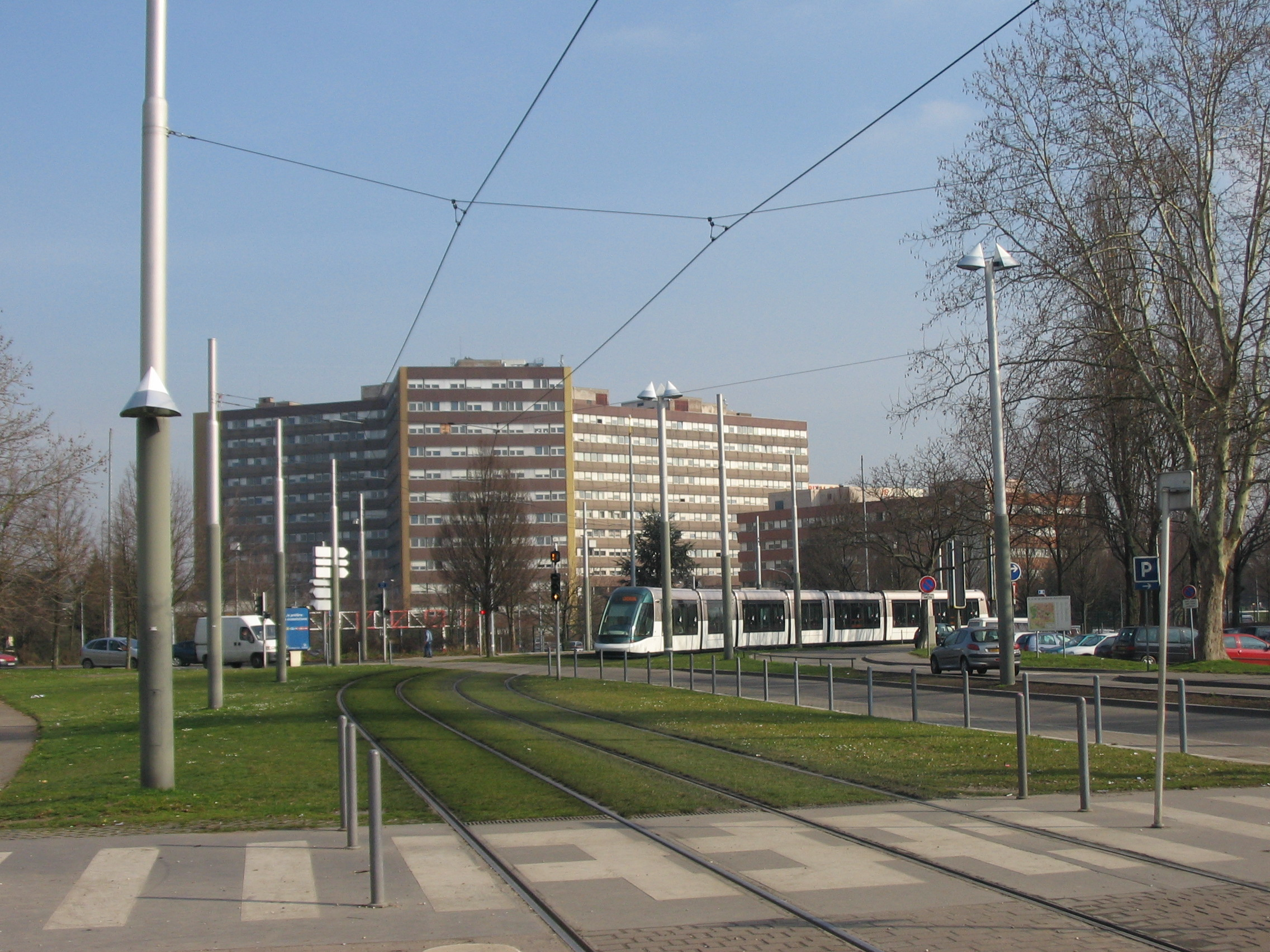
L'hôpital de Hautepierre situé boulevard René Leriche.

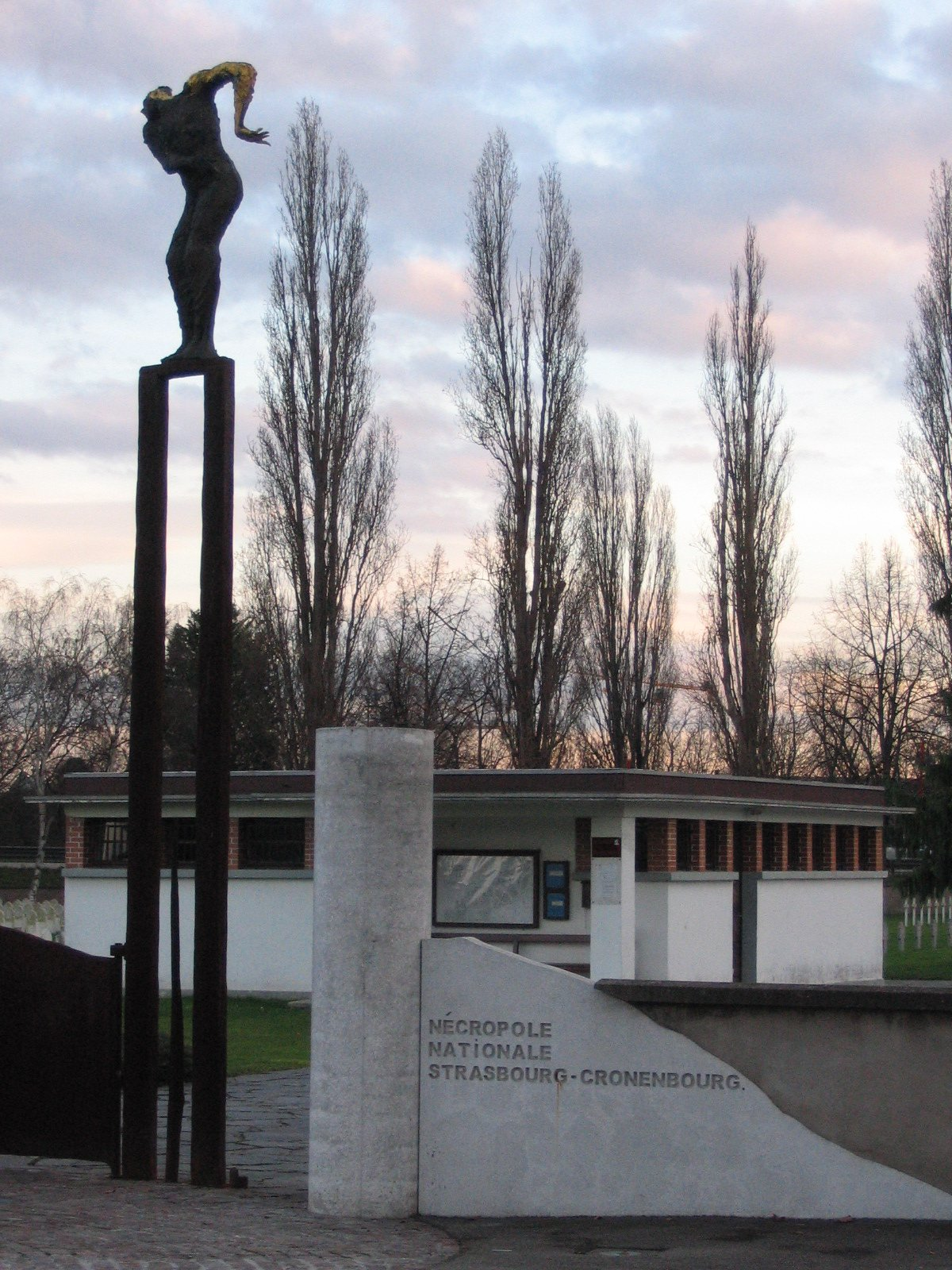
La Nécropole nationale de Strasbourg-Cronenbourg située place du Souvenir Français.

- Caius Largennius (square), nommé en l'honneur de la stèle du légionnaire romain Caius Largennius
- Cèdres (rue des)
- Cerf (rue du)
- Cerf Berr (rue)
- Cervantès (avenue)
- Champ de manœuvre (rue du)
- Champs (rue des)
- Charles Péguy (rue)
- Charles Perrault (allée)
- Charles Pierre (mail)
- Charrue (rue de la)
- Chateaubriand (place)
- Christophe Thomas Walliser (rue)
- Cicéron (rue)
- Colette (rue)
- Comtesse de Ségur (place de la)
- Copernic (rue)
- Coquelicots (rue des)
- Curie (rue)
- Dabo (rue de)
- Dahlain (rue de)
- Dante (avenue)
- Dettwiller (rue de)
- Deux-Ponts (chemin des)
- Dorette Muller (chemin)
- Dossenheim (rue de)
- Dostoievsky (boulevard)
- Du Bellay (rue)
- Ducs (rue des)
- Duntzenheim (rue de)
- Durningen (rue de)
- Edmond Rostand (rue)
- Elsa Barraine (rue)
- Enfants (rue des)
- Engenthal (rue d')
- Erasme (place)
- Ernest Rickert (rue)
- Eugène Christophe (chemin)
- Faucon (rue du)
- Fenélon (rue)
- Fernand Jeanger (chemin)
- Fessenheim (rue de)
- Flaubert (place)
- Flora Tristan (rue)
- François Arago (place)
- François Mitterrand (avenue)
- François Villon (rue)
- Frères Grimm (parc des)
- Furdenheim (rue de)
- Galilée (rue)
- Gare aux Marchandises (rue de la)
- Gare aux Marchandises (rond-point de la)
- Gay-Lussac (rue)
- Gazon (rue du)
- George Sand (rue)
- Georges Bernanos (rue)
- Gimbrett (rue de)
- Gioberti (rue)
- Gribouille (square)
- Griesheim (rue de)
- Grimling (rue)
- Guillaume Apollinaire (rue)
- Haldenbourg (place de)
- Hatt (rue)
- Haut (chemin)
- Heidenberg (rue de)
- Henri Bergson (rue)
- Henri Loux (rue)
- Herschel (rue)
- Hochfelden (rue de)
- Hohenstein (piste de)
- Hurtigheim (rue de)
- Ittenheim (rue d')
- Jack London (allée)
- Jacob (rue)
- Jacob Mayer (rue)
- Jacobi-Netter (rue)
- Jean Cocteau (chemin)
- Jean Giono (place)
- Jean Giraudoux (rue)
- Jean-Geoffroy Conrath (rue)
- Jean-Henri Vivien (rue)
- Jean-Jacques Kristler (rue)
- Jean-Paul Dadelsen (rue)
- Jean-Philippe Schoenfeld (rue)
- Jean-Pierre Clause (rue)
- Jeanne Barret (rue)
- Joseph Holterbach (rue)
- Jules Verne (rue)
- Kepler (rue)
- Klingenthal (rue de)
- Kochersberg (rue du)
- Kronthal (rue du)
- Kuttolsheim (rue de)
- Bruyère (rue de la)
- La Fontaine (boulevard)
- Lamartine (rue)
- Landersheim (rue de)
- Langevin (rue)
- Lavoisier (rue)
- Le Chat Perché (parc)
- Le Petit Prince (allée)
- Léopold Sédar Senghor (square)
- Libération (rue de la)
- Licorne (rue de la)
- Loess (rue du)
- Louis Neel (rue)
- Louise Michel (rue)
- Lucie Berger (rue)
- Lucien Blumer (square)
- Lupstein (rue de)
- Madame de Stael (rue
- Madame Tussaud (rue
- Madeleine Reberioux (rue
- Maillon (place du)
- Malgré-Nous (square des)
- Marcel Proust (route)
- Marcelle Cahn (impasse)
- Marché-Gare (rue du)
- Marguerite de Navarre (parc)
- Marianne (chemin)
- Marie Hart (rue)
- Marie-Jeanne de Lalande (rue)
- Marmoutier (rue de)
- Marquise de Sévigné (rue)
- Mathieu Zell (place)
- Mittelhausbergen (route de)
- Molière (avenue)
- Monswiller (rue de)
- Montaigne (place)
- Montesquieu (rue)
- Neugartheim (rue de)
- Neuve (rue)
- Newton (rue)
- Oberhausbergen (route d')
- Offenheim (rue d')
- Ormes (rue des)
- Otterswiller (rue d')
- Otto Back (rue)
- Ottrott (rue d')
- Palabres (place des)
- Paracelse (rue)
- Paul Bastide (chemin)
- Paul Claudel (rue)
- Paul Eluard (rue)
- Paul Rohmer (rue)
- Paul Valéry (rue)
- Peter Pan (chemin)
- Petit-Gérard (chemin)
- Pétrarque (place)
- Pierre Corneille (avenue)
- Pierre Nuss (rue)
- Pigeons (rue des)
- Pinsons (rue des)
- Pléiade (chemin de la)
- Porteurs (rue des)
- Poteries (parc des)
- Primo Levi (rue)
- Quinta Florentina (square)
- Rabelais (rue)
- Racine (avenue)
- Rangen (rue de)
- Reinacker (rue de)
- Reitwiller (rue de)
- Renards (rue des)
- René Leriche (boulevard)
- Rettig (rue)
- Reutenbourg (rue de)
- Rieth (rue du)
- Robin des Bois (chemin)
- Rocade (rue de la)
- Romain Rolland (rue)
- Romanswiller (rue de)
- Ronsard (boulevard)
- Ronsard (square)
- Rosenwiller (rue de)
- Rosslauf (rue du)
- Rotonde (rue de la)
- Rumersheim (rue de)
- Sable (rue du)
- Saessolsheim (rue de)
- Saint-Antoine (place)
- Saint-Florent (place)
- Saint-Florent (rue)
- Saint-Léonard (rue)
- Saint-Nabor (rue de)
- Salluste (rue)
- Sénèque (rue)
- Shakespeare (avenue)
- Simone de Beauvoir (allée)
- Sindbad (parc)
- Souvenir Français (place du)
- Steinbourg (rue de)
- Stendhal (place)
- Stutzheim (rue de)
- Tacite (rue)
- Thomas Mann (rue)
- Tite Live (rue)
- Tolstoï (avenue)
- Truchtersheim (rue de)
- Victor Hugo (boulevard)
- Villa Nuss (parc de la)
- Villages (chemin des)
- Villette (rue de la)
- Wangenbourg (rue de)
- Willgottheim (rue de)
- Wiwersheim (rue de)
- Yoko Tsuno (chemin)
- Yvan et Claire Goll (rue)
- Zehnacker (rue de)
- Zellbaum (rue du)
- Zénith (allée du)
- Zielbaum (rue du)

## Quartier Koenigshoffen - Montagne Verte - Elsau

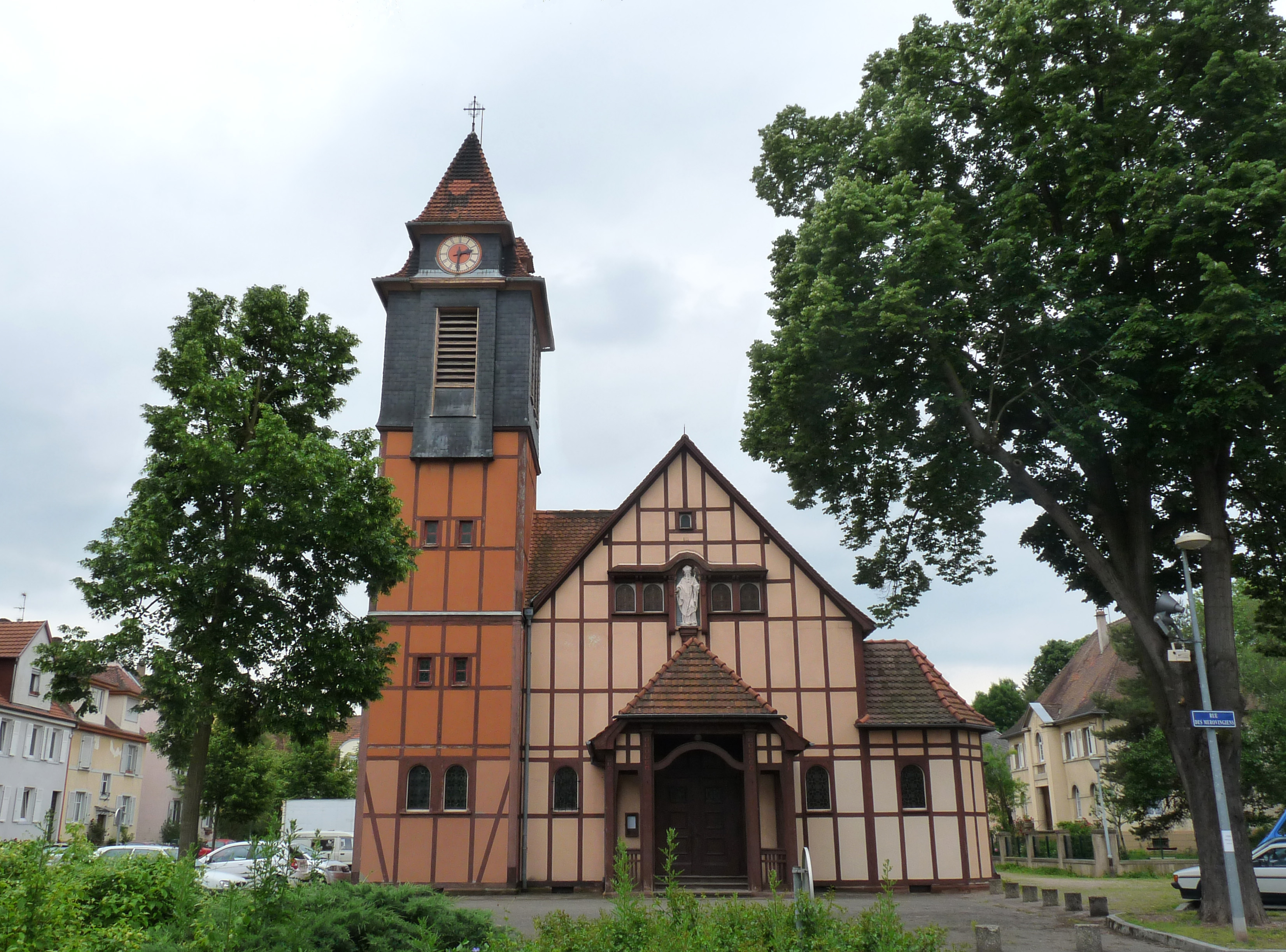
L'église Saint-Arbogast, rue des Mérovingiens.

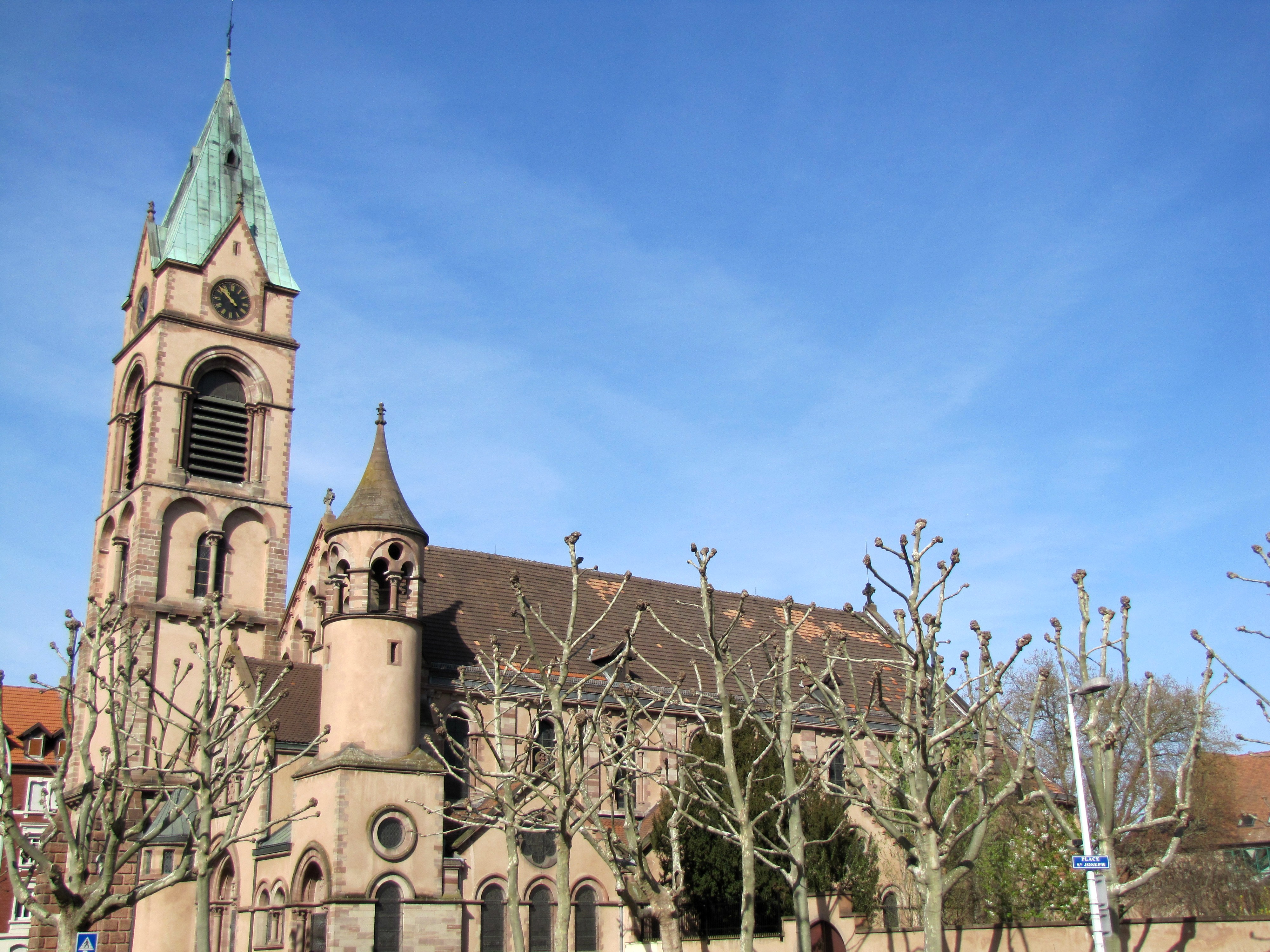
L'église Saint-Joseph située dans la rue éponyme.

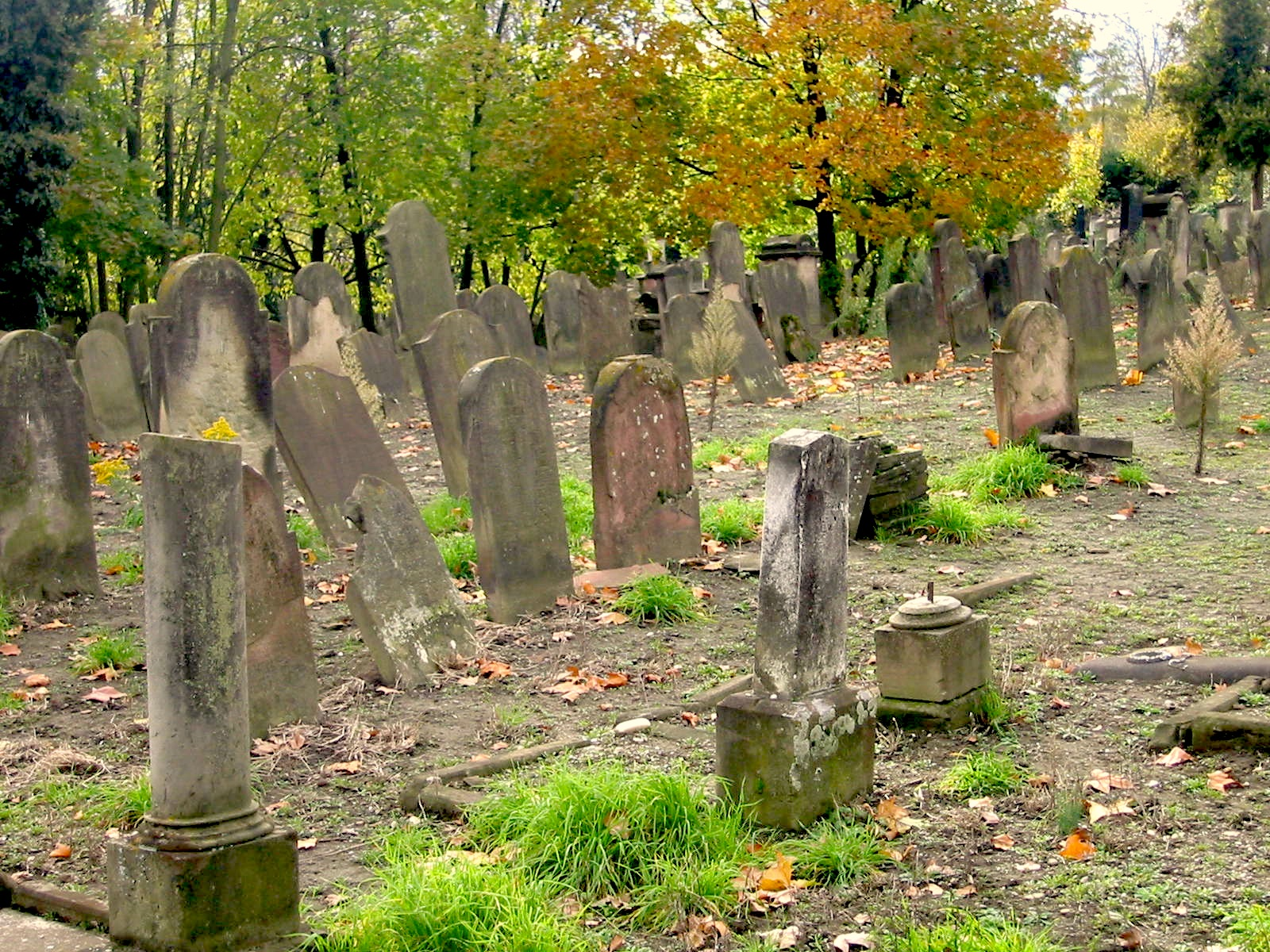
Cimetière israélite de Koenigshoffen, rue de la Tour.

- Abbé Lemire (rue de l')
- Abeilles (rue des)
- Ain (rue de l')
- Albert Sayet (rue)
- Albert Schweitzer (parc)
- Altorf (rue d')
- Ambroise Paré (rue)
- Antonins (rue des)
- Auberge de Jeunesse (rue de l')
- Balbronn (rue de)
- Bartholdi (rue)
- Bergbieten (rue de)
- Blaesheim (rue de)
- Boticelli (rue)
- Brasseurs (rue des)
- Brulig (quai du)
- Canal de la Bruche (piste du)
- Canal de la Bruche (quai du)
- Capucins (rue des)
- Caravage (rue du)
- Carolingiens (rue des)
- Carpeaux (rue)
- César Julien (rue)
- Champ du Feu (rue du)
- Chanoine Speich (rue du)
- Chargeurs (rue des)
- Charles Winter (rue)
- Charmille (pont de la)
- Charmille (rue de la)
- Chartreux (petite rue des)
- Chemin de Fer (rue du)
- Cheminots (rue des)
- Cimetière (avenue du)
- Clotilde (rue)
- Clovis (rue)
- Comtes (allée des)
- Constantin (rue)
- Corot (rue)
- Corroyeurs (rue des)
- Cosswiller (rue de)
- Coudreuse (rue de la)
- Cranach (rue)
- Crastatt (rue de)
- Cuivre (chemin du)
- Dagobert (rue)
- Dahlenheim (rue de)
- Dangolsheim (rue de)
- David Gruber (rue)
- Dimbsthal (impasse de)
- Docteur Nessmann (rue du)
- Docteur Netter (rue du)
- Docteur Schaffner (rue du)
- Donon (rue du)
- Dorlisheim (rue de)
- Drusus (rue)
- Ducs (pont des)
- Durer (rue)
- Ecluse (impasse de l')
- Elfterrain (rue de l')
- Elmerfrost (rue de l')
- Elsau (rond-point de l')
- Engelbreit (rue de l')
- Engelmann (rue)
- Entzheim (rue d')
- Ergersheim (rue d')
- Ernolsheim (rue d')
- Eugène Delacroix (rue)
- Flassmatt (quai de la)
- Flexbourg (rue de)
- Foulons (rue des)
- François Faber (piste)
- François Faber (rue)
- Frans Hals (rue)
- Friedolsheim (rue de)
- Gallenpfad (rue)
- Gallien (rue)
- Garance (rue de la)
- Georges Hugel (chemin)
- Gerlinde (rue)
- Geroldseck (rue de)
- Gliesberg (chemin du)
- Gloeckelsberg (rue du)
- Goya (rue)
- Gratien (rue)
- Gréco (rue)
- Gresswiller (rue de)
- Grossroethig (chemin du)
- Guirbaden (rue de)
- Haegen (rue de)
- Hangenbieten (rue de)
- Hannah Arendt (rue)
- Hans (rue)
- Haslach (rue de)
- Henri Frenay (rue)
- Herrade (rue)
- Hohberg (rue du)
- Holtzmatt (chemin de la)
- Horace (rue)
- Illhof (passerelle de l')
- Imprimeurs (rue des)
- Jean Baptiste Pigalle (avenue)
- Jean Mentelin (rue)
- Jean-Jacques Waltz (rue)
- Jean-Martin Weis (rue)
- Jérôme Bosch (rue)
- Jost Haller (pont)
- Jost Haller (promenade)
- Kirchheim (rue de)
- Kolbsheim (rue de)
- Kurnagel (rue)
- Léon Hornecker (rue)
- Léonard de Vinci (rue)
- Long (chemin)
- Lothaire (rue)
- Louise Scheppler (rue)
- Louison Bobet (piste)
- Malteurs (rue des)
- Marais Saint-Gall (chemin du)
- Marc Aurèle (rue)
- Martin Schongauer (rue)
- Mathias Grunewald (rue)
- Maurice Garin (piste)
- Memling (place)
- Mérovingiens (rue des)
- Métairie (rue de la)
- Meules (rue des)
- Michel-Ange (rue)
- Mollkirch (rue de)
- Monseigneur Raess (rue)
- Monseigneur Hoch (rue)
- Monseigneur Ruch (rue)
- Montagne Verte (rue de la)
- Muhlbruchel (rue du)
- Murhof (quai du)
- Murillo (rue)
- Narion (rue du)
- Nicolas Poussin (place)
- Oberelsau (rue de l')
- Ostwald (place d')
- Ostwald (rue d')
- Ovide (rue)
- Paul Verlaine (rue)
- Peausseries (rue des)
- Père Umbricht (rue du)
- Perheux (rue de la)
- Petit-Marais (rue du)
- Petite Croix (rue de la)
- Petites Fermes (rue des)
- Pré aux Clercs (rue du)
- Quatre Rivières (piste des)
- Rail (rue du)
- Raphaël (rue)
- Relinde (rue)
- Rembrandt (rue)
- René Laennec (rue)
- Réseau (rue du)
- Robert Forrer (rue)
- Robert Kuven (square)
- Roethig (rue du)
- Romains (place des)
- Romains (route des)
- Rothmuller (rue)
- Rubens (rue)
- Saint-Bruno (rue)
- Saint-Fridolin (rue)
- Saint-Jean Bosco (place)
- Saint-Joseph (place)
- Saint-Joseph (rue)
- Sainte-Richarde (rue)
- Salm (rue de)
- Scharrach (rue du)
- Schirmeck (route de)
- Schnokeloch (rue du)
- Singrist (rue de)
- Sommerhof (allée du)
- Sourire (promenade du)
- Spender (rue)
- Still (rue de)
- Suétone (rue)
- Suzanne Valadon (rue)
- Terence (rue)
- Thal (rue de)
- Tintoret (rue du)
- Titien (rue)
- Tour (rue de la)
- Tour Verte (rue de la)
- Tournant (rue du)
- Traenheim (quai de)
- Trajan (rue)
- Tramway (rue du)
- Tuileries (rue des)
- Unterelsau (rue de l')
- Valérien (rue)
- Van Eyck (rue)
- Velasquez (rue)
- Vermeer (rue)
- Véronèse (rue)
- Vieux Chemin (rue du)
- Virgile (rue)
- Watteau (rue)
- Welschbruch (rue du)
- Westhoffen (rue de)
- Wolfisheim (rue de)
- Wolxheim (rue de)

## Quartier Meinau

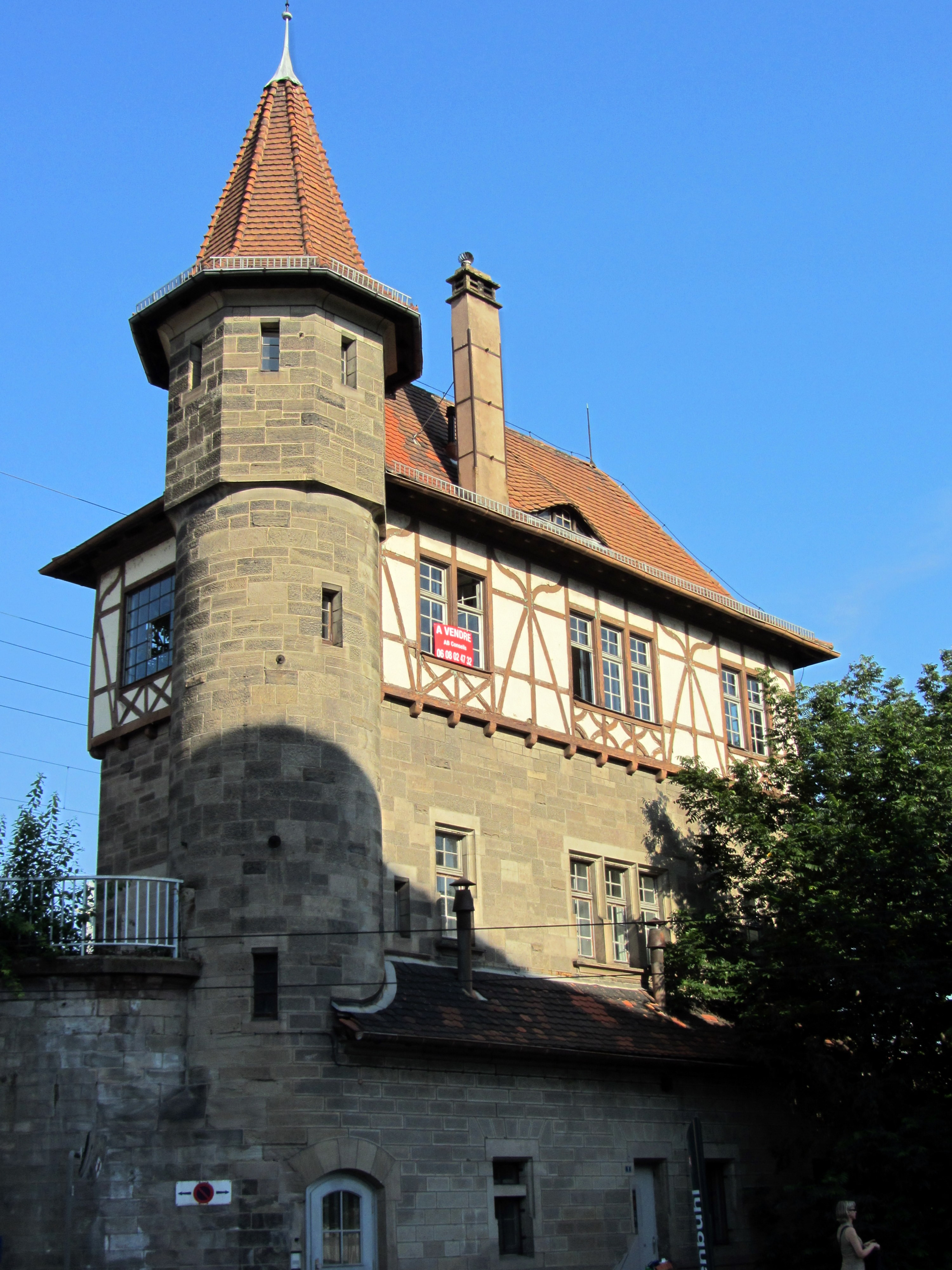
L'ancien poste d'aiguillage près de la gare de Strasbourg-Krimmeri-Meinau, avenue de Colmar.

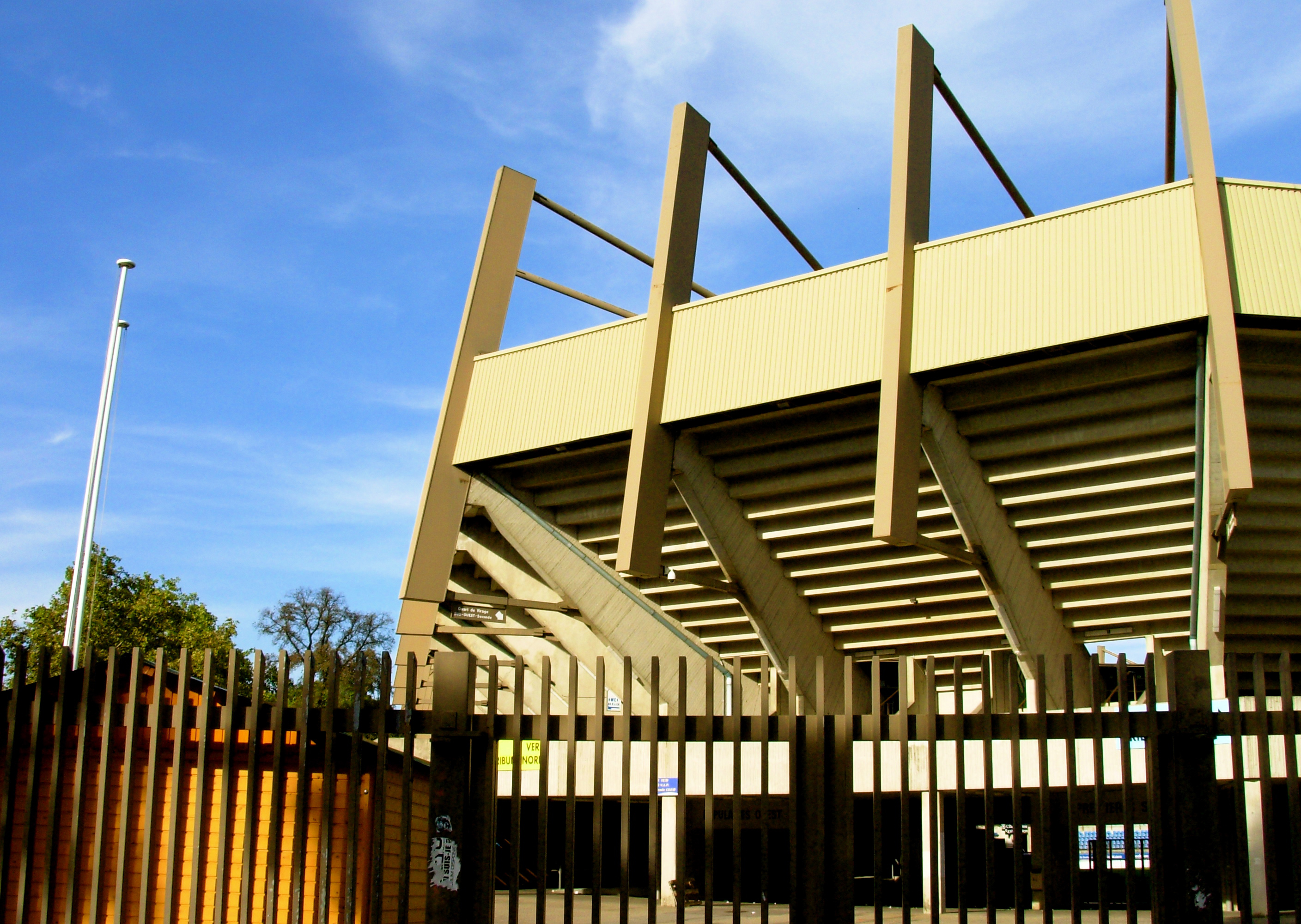
Le stade de la Meinau situé rue de l'Extenwoerth.

- Abbé Hanauer (rue de l')
- Adam Strobel (rue)
- Aiguillage (square de)
- Aloise Quintenz (rue)
- Anjou (rue d')
- Ardèche (rue de l')
- Arthur Weeber (rue)
- Aufschlager (rue)
- Auguste Brion (rue)
- Baggersee (rue du)
- Bartisch (rue)
- Béarn (rue du)
- Berry (rue du)
- Boecler (place)
- Bourgogne (rue de la)
- Brackenhoffer (rue)
- Bretagne (cour de)
- Canardière (rue de la)
- Champagne (rue de)
- Charles Schmidt (rue)
- Christian Pfister (rue)
- Ciriers (rue des)
- Colmar (avenue de)
- Colonel Fievet (rue du)
- Corse (rue de la)
- Côte d'Azur (rue de la)
- Dietterlin (rue)
- Doubs (rue du)
- Durance (rue de la)
- Edouard Schure (rue)
- Engelhardt (rue)
- Extenwoerth (rue de l')
- Extenwoerthfeld (parc de l')
- Falkenhauer (rue)
- Fédération (route de la)
- Flach (rue)
- Flachenbourg (rue de la)
- Franche-Comté (rue de)
- Frères Eberts (rue des)
- Gambs (rue)
- Gascogne (rue de)
- Général Offenstein (rue du)
- Henri Heine (rue)
- Hohwart (impasse de la)
- Hohwart (rue de la)
- Ignace Pleyel (rue)
- Ile-de-France (place de l')
- Imlin (rue)
- Jean Macé (rue)
- Job (rue)
- Joseph Weydmann (rue)
- La Fayette (rue)
- Languedoc (rue du)
- Leitersperger (rue)
- Levrault (place)
- Levrault (rue)
- Livio (rue)
- Lorraine (rue de)
- Louis Loucheur (rue)
- Maréchal Lefebvre (rue du)
- Maria Montessori (rue)
- Meinau (route de la)
- Metzgerau (piste de la)
- Montagne Verte (rue de la)
- Normandie (avenue de)
- Paul Ristelhuber (rue)
- Pertois (rue)
- Peupleraie (square de la)
- Pfeffinger (rue)
- Plaine des Bouchers (rue de la)
- Poitou (rue du)
- Prosper Mérimée (rue)
- Provence (rue de)
- Ramond (rue)
- Rheinmatt (rue de la)
- Rhône (rue du)
- Roussillon (rue du)
- Saglio (rue)
- Schertz (rue)
- Schneegans (rue)
- Schulmeister (rue)
- Schutterlin (rue)
- Sébastien Erard (rue)
- Sebitz (rue)
- Staedel (rue)
- Touraine (rue de)
- Vanneaux (rue des)
- Verdon (rue du)

## Quartier Neudorf - Musau - Port du Rhin
- Albert Schweitzer (place)
- Alexandre Ribot (rue)
- Alfred Kastler (rue)
- Alger (rue d')
- Alisiers (rue des)
- Ampère (rue)
- André Malraux (presqu'île)
- Ancienne Digue (rue de l')
- Aubure (rue d')
- Aulnes (rue des)
- Baldner (rue)
- Bâle (rue de)
- Ballon (rue du)
- Ban de Sapt (rue du)
- Banc (rue du)
- Bassin de l'Industrie (rue du)
- Bassin du Commerce (rue du)
- Bastia (rue de)
- Bayonne (rue de)
- Belfort (rue de)
- Benfeld (rue de)

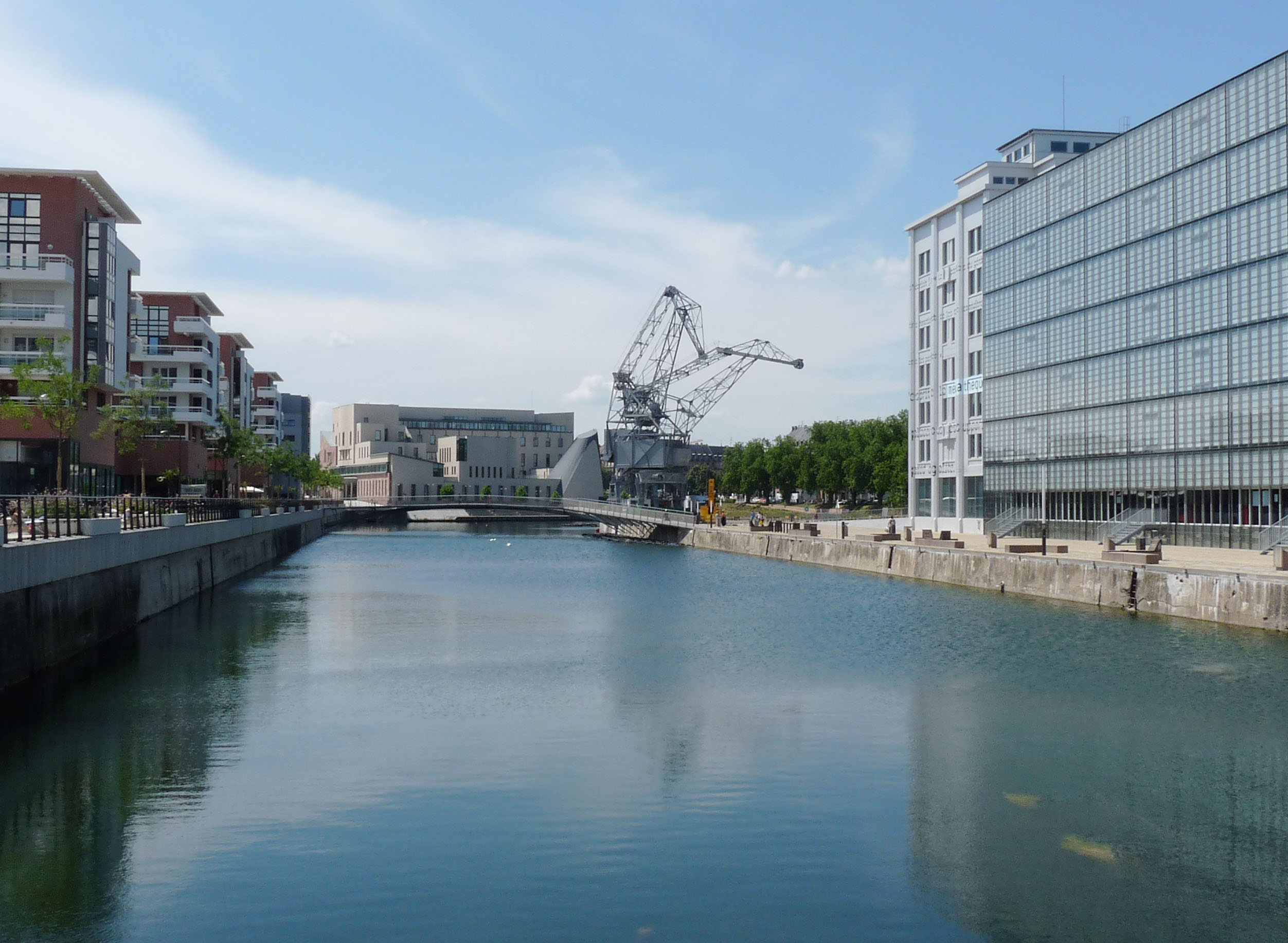
Sur la droite, la Médiathèque André-Malraux située 1, presqu'île André Malraux. Au fond, la Cité de la musique et de la danse située route de Vienne.

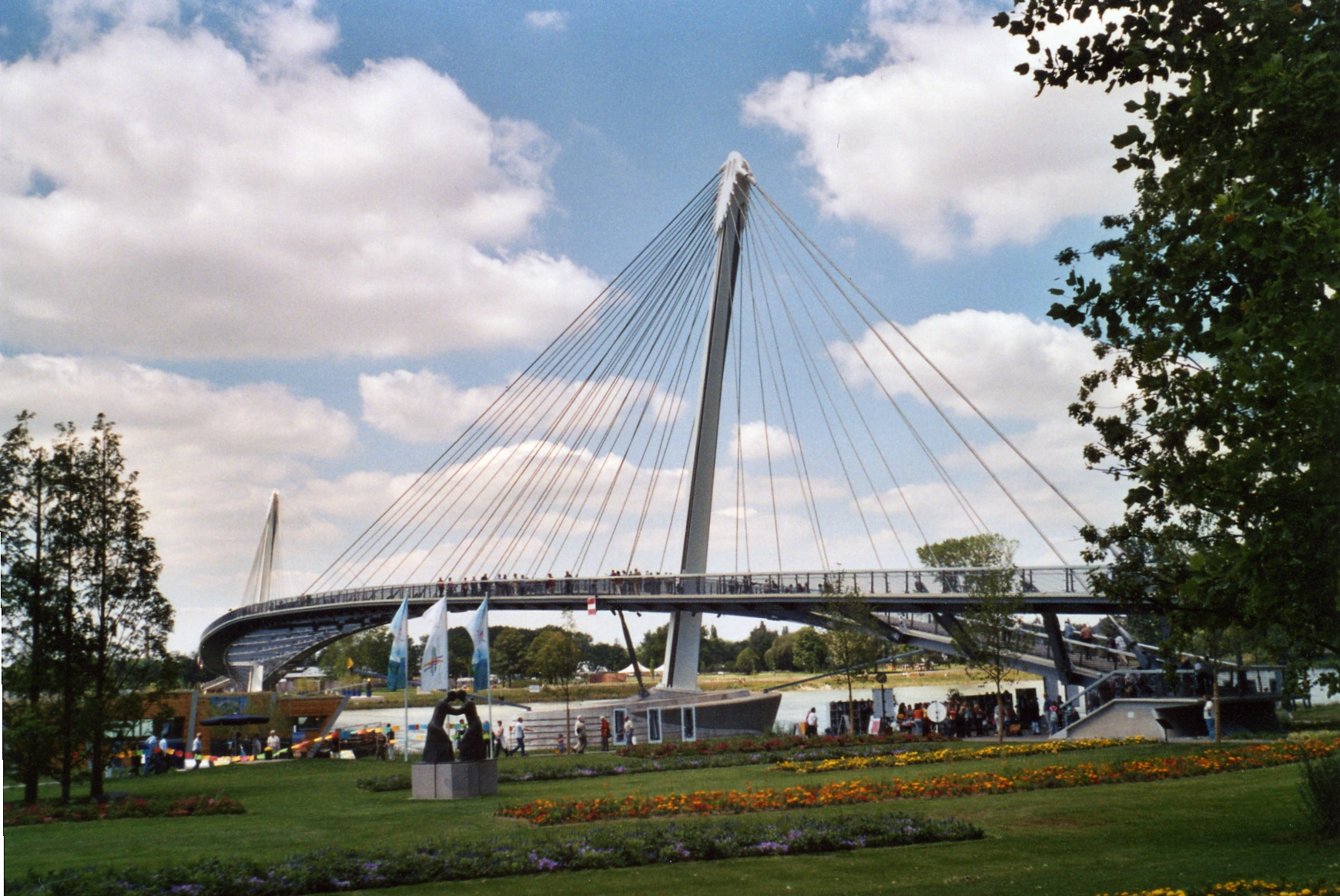
La passerelle des Deux Rives.

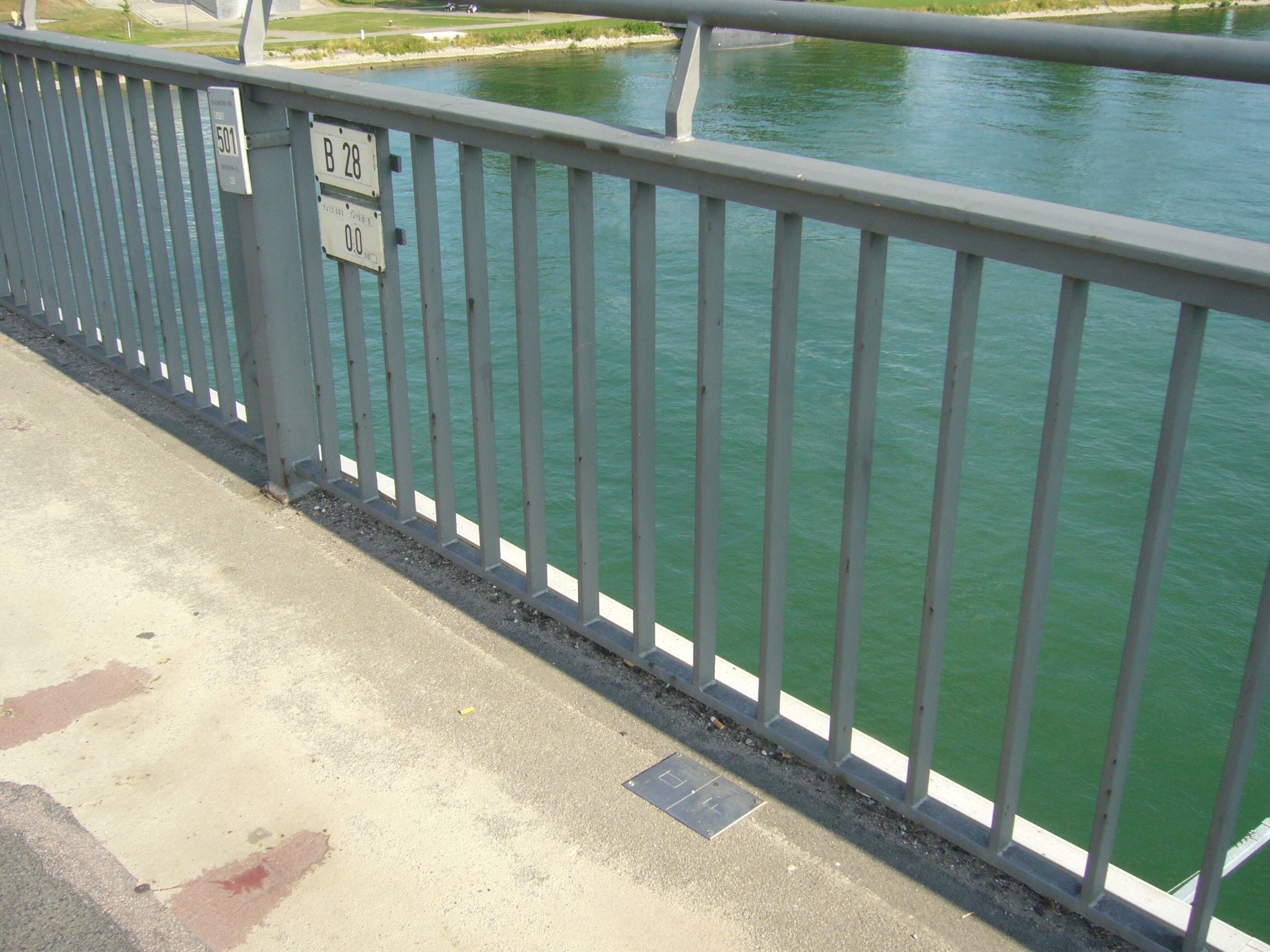
Matérialisation au sol de la frontière entre la France et l'Allemagne sur le Pont de l'Europe.

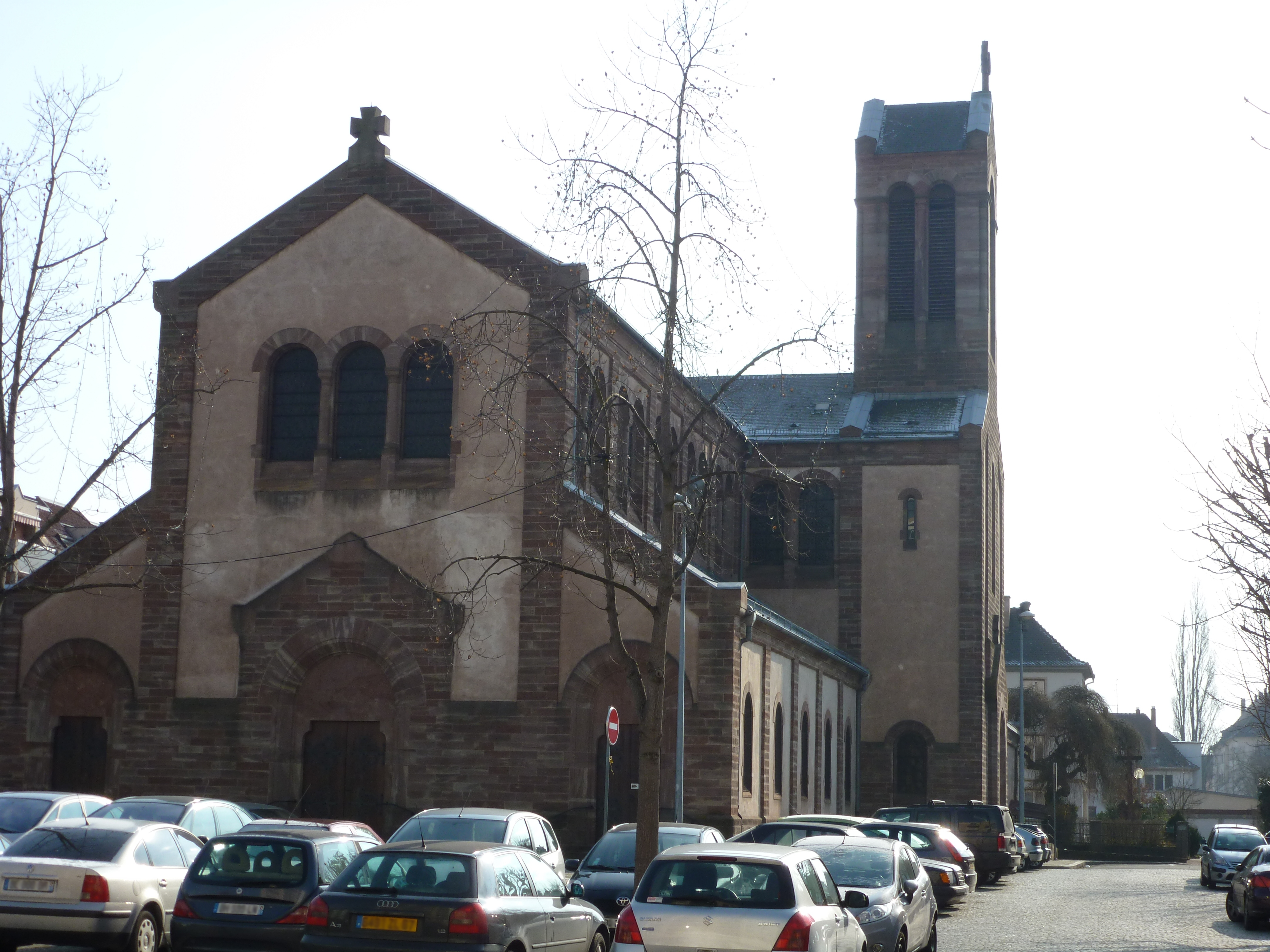
L'église Saint-Aloyse de Neudorf, route du Polygone.

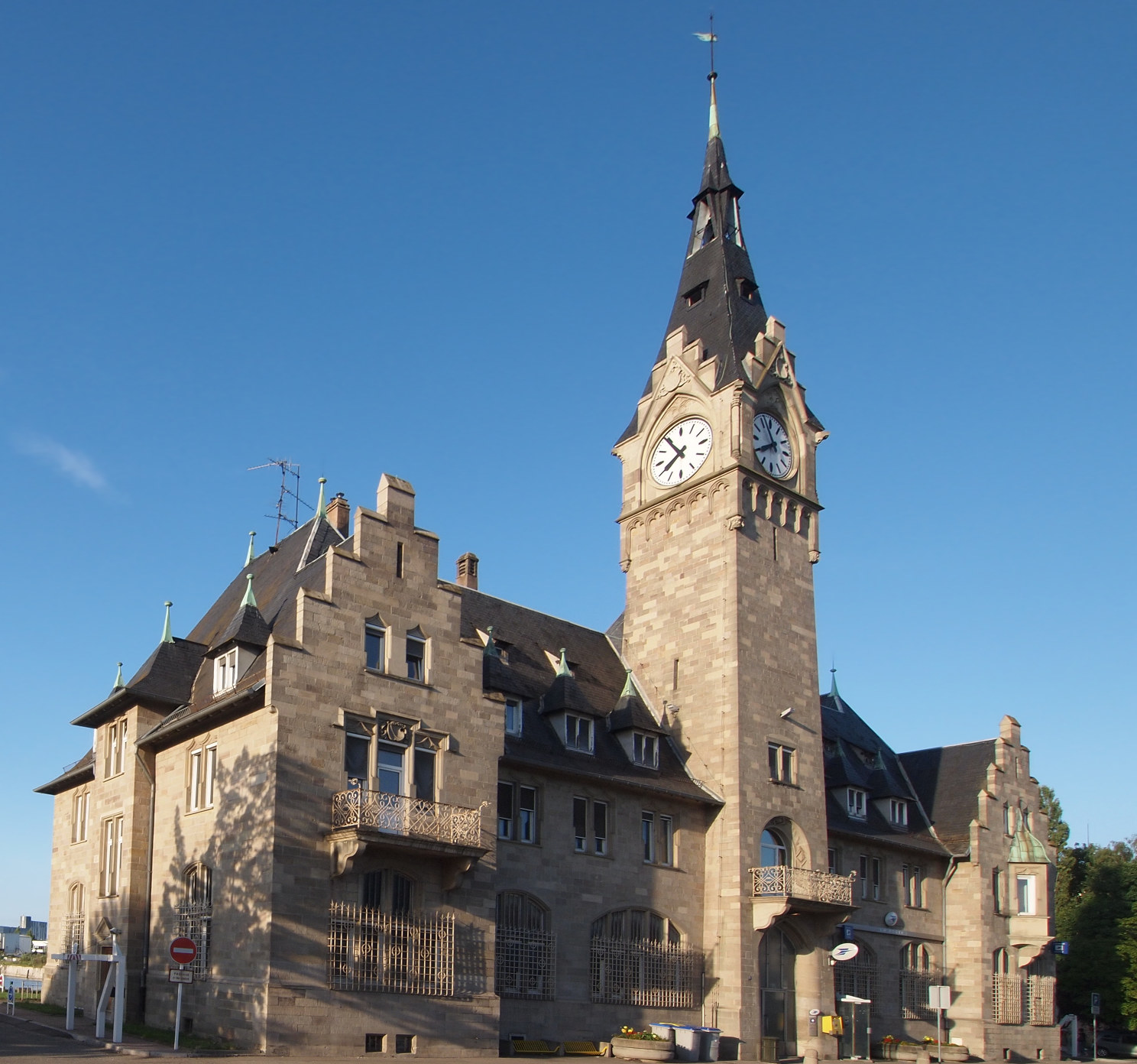
L'ancienne capitainerie situé rue du Port du Rhin.

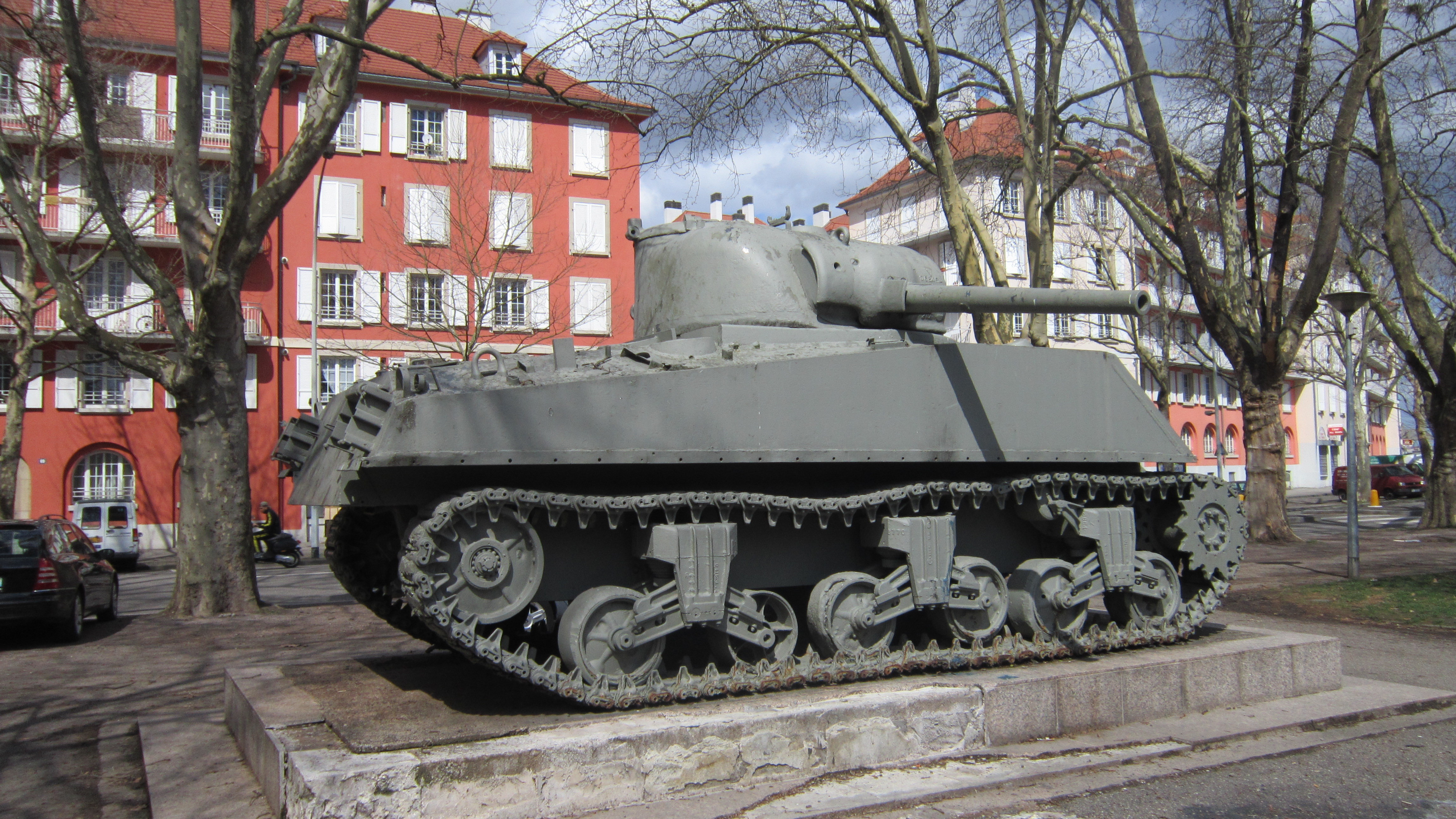
Char M4A3(75)W "Cherbourg" de la Seconde Guerre Mondiale appartenant à la 2e DB, devant l'école du Rhin, route du Rhin.

- Berges du Ziegelwasser (promenade des)
- Bergheim (rue de)
- Besançon (rue de)
- Biarritz (rue de)
- Bilstein (rue du)
- Birkenfels (rue du)
- Bouleaux (rue des)
- Boulogne (rue de)
- Brest (rue de)
- Brisach (rue de)
- Bruckhof (quai du)
- Bucarest (rue de)
- Budapest (rue de)
- Buhl (rue de)
- Buse (rue de la)
- Calais (rue de)
- Carmélites (rue des)
- Carmes (rue des)
- Cavaliers (rue des)
- Cernay (rue de)
- Chagall (passerelle)
- Chalampé (rue de)
- Chalampé (square de)
- Châlon-sur-Saône (rue de)
- Champêtre (rue)
- Chanoine Straub (rue du)
- Charité (rue de la)
- Charles Friedel (rue)
- Charron (rue du)
- Châtaigniers (rue des)
- Châtenois (rue de)
- Chemin Bleu (rue du)
- Chêne (rue du)
- Cherbourg (rue de)
- Cheval (rue du)
- Chuchotements (allée des)
- Climont (rue du)
- Commissaire Divisionnaire Becker (rue du)
- Coopérative (rue de la)
- Corderie (rue de la)
- Cottages (rue des)
- Coudrier (rue du)
- Coulaux (rue)
- Couronne (rue de la)
- Dambach (rue de)
- Dannemarie (rue de)
- Dauphine (place)
- Deux Rives (jardin des)
- Deux Rives (passerelle des)
- Dieppe (rue de)
- Digue du Rhin (rue de la)
- Dornach (rue de)
- Dreistein (rue du)
- Dunkerque (rue de)
- Edmond Michelet (rue)
- Eguisheim (rue d')
- Elbe (rue de l')
- Ensisheim (rue d')
- Epervier (rue de l')
- Epinal (rue d')
- Erstein (rue d')
- Eschau (rue d')
- Étoile (parc de l')
- Eugénie (rue)
- Europe (pont de l')
- Fegersheim (rue de)
- Ferrette (rue de)
- Fix (rue)
- Forgerons (rue des)
- Fossé Riepberg (rue du)
- Frécéric (rue)
- Fréconrupt (rue de)
- Fréland (rue de)
- Frênes (rue des)
- Fried (chemin)
- Geispolsheim (rue de)
- Gerstheim (rue de)
- Glaserswoerth (route du)
- Grand Couronné (rue du)
- Gravière (rue de la)
- Grossau (rue de la)
- Guido Guersi (rue)
- Gunsbach (rue de)
- Havre (rue du)
- Henri Lévy (place)
- Henri Will (place)
- Héron (rue du)
- Heyritz (chemin du)
- Heyritz (petit)
- Heyritzweg (chemin du)
- Hôpital (route de l')
- Hunawihr (rue de)
- Huningue (rue de)
- Ile des Epis (route de l')
- Jan Millot (impasse)
- Jean Dollfuss (rue)
- Jean Jaurès (avenue)
- Jeanne Helbing (quai)
- Joseph Guerber (rue)
- Jules Rathgeber (rue)
- Jules Siegfried (rue)
- Kaltau (rue de la)
- Kaysersberg (rue de)
- Kembs (rue de)
- Kentzinger (rue)
- Kientzheim (rue de)
- Kratz (cour)
- Kurvau (rue de la)
- La Rochelle (rue de)
- Labaroche (rue de)
- Landsberg (rue du)
- Lapoutroie (rue de)
- Lautenbach (rue de)
- Lazaret (rue du)
- Léon Dacheux (avenue)
- Lièpvre (rue de)
- Lombartswoerthweg
- Lorient (rue de)
- Lübeck (rue de)
- Lunéville (rue de)
- Lutterbach (rue de)
- Lys (rue des)
- Maennelstein (rue du)
- Mai (rue du)
- Maquis (rue du)
- Marcel Weinum (rue)
- Marché-Neudorf (place du)
- Marelles (allée des)
- Mariano (carrefour)
- Mariano (rue)
- Marksgarten (rue du)
- Markstein (rue du)
- Martin (rue)
- Matzenheim (rue de)
- Ménagerie (rue de la)
- Ménagerie (square de la)
- Metzeral (rue de)
- Michel Baltzer (rue)
- Migneret (rue)
- Minoterie (rue de la)
- Mouettes (rue des)
- Mulhouse (rue de)
- Munster (rue de)
- Murbach (rue de)
- Musau (rue de la)
- Musauweg
- Nantes (rue de)
- Neufeld (rue du)
- Neufeld (square du)
- Nomény (rue de)
- Oie Cendrée (circuit de l')
- Orbey (rue d')
- Orphelinat (allée de l')
- Péage (rue du)
- Pensées (promenade des)
- Perdreaux (rue des)
- Petit Bois (sentier du)
- Petit Rhin (route du)
- Philippe Dollinger (rue)
- Pierre Brousse (pont)
- Pierre Fresnay (rue)
- Pierre Mendès-France (rond-point)
- Platanes (allée des)
- Plobsheim (rue de)
- Poètes (bosquet des)
- Polygone (route du)
- Pont de l'Europe (avenue du)
- Port du Rhin (rue du)
- Poutrelle (rue de la)
- Prague (rue de)
- Prés (rue des)
- Rathsamhausen (rue de)
- Rendez-vous (place des)
- René Fontaine (rue)
- Rheinfeld (rue du)
- Rhin (route du)
- Rhin Napoléon (rue du)
- Rhinau (rue de)
- Ribeauvillé (rue de)
- Rimbach (rue de)
- Rochefort (rue de)
- Rohrschollen (route du)
- Roses (rue des)
- Rouen (rue de)
- Ruisseau Bleu (rue du)
- Sainte-Anne (rue)
- Saint-Aloïse (place)
- Saint-Aloïse (rue)
- Saint-Amarain (rue de)
- Saint-Dié (rue de)
- Saint-Erhard (rue)
- Saint-Hubert (rue)
- Saint-Ludan (rue)
- Saint-Malo (rue de)
- Saint-Materne (rue)
- Saint-Nazaire (rue de)
- Saint-Urbain (rue)
- Sainte-Agnès (rue)
- Sainte-Cécile (rue)
- Sainte-Marie-aux-Mines (rue de)
- Sainte-Thérèse (rue)
- Schafhardt (rue de la)
- Scherwiller (rue de)
- Schluthfeld (allée du)
- Schluthfeld (place du)
- Schurmfeld (rue du)
- Schwanau (rue de la)
- Scierie (rue de la)
- Séléstat (rue de)
- Sète (rue de)
- Sigolsheim (rue de)
- Simonis (rue)
- Soleil (cours du)
- Soultz (rue de)
- Soultzmatt (rue de)
- Station (rue de la)
- Stosswihr (rue de)
- Sud (contournement)
- Sundgau (rue du)
- Tabac (rue du)
- Taennchel (rue du)
- Thann (rue de)
- Traversière (rue)
- Tuilerie (quai de la)
- Vauban (pont)
- Vieil Armand (rue du)
- Vienne (route de)
- Vieux Rhin (sentier du)
- Wattwiller (place de)
- Wattwiller (rue de)
- Wesserling (rue de)
- Winston Churchill (place)
- Zellenberg (rue de)
- Ziegelau (place de la)
- Ziegelau (rue de la)
- Ziegelfeld (rue du)
- Zink (rue)

## Quartier Neuhof
- Abbé de l'Epee (allée de l')
- Adrienne Bolland (place)
- Aéropostale (rue de l')
- Aigurande (rue d')
- Alouettes (chemin des)
- Altenheim (route d')
- Altenheim (sentier d')
- Amédée Caillot (rue)
- Ancien Bac (rue de l')
- Anguleuse (rue)
- Antoine Becker (rue)
- Antoine de Saint-Exupéry (rue)
- Argenton (rue d')
- Auguste Kirmann (rue)
- Ballersdorf (rue de)
- Bauerngrund (rue du)
- Bécasses (rue des)
- Bergerac (rue de)
- Bergeronnettes (place des)
- Bois (avenue du)
- Brantôme (rue de)
- Breitlach (rue de la)
- Canonniers (rue des)
- Cantal (rue du)
- Carré de Malberg (rue)
- Ceslav Siederski (rue)
- Chanoine Grunenwald (rue du)
- Chanoines Lux (rue des)
- Charles Spindler (rue)
- Chat Sauvage (chemin du)
- Châteauroux (rue de)
- Châtillon (rue de)
- Clairvivre (rue de)
- Clément Ader (place)
- Colombes (place des)
- Colonel Fehner (rue du)
- Colverts (rue des)
- Commandant François (rue du)
- Cormorans (rue des)
- Corps de Garde (rue des)
- Coucou (rue du)
- Crabre (rue)
- Croisillon (chemin du)
- Dalis (rue de)
- Dames (sentier des)
- David Goldschmidt (allée)
- Déportés (allée des)
- Édouard Cœurdevey (rue)
- Edouard Pinot (rue)
- Emile Baas (rue)
- Emile Belin (rue)
- Epicéas (rue des)
- Etourneaux (chemin des)
- Eyzies (rue des)
- Fausto Coppi (piste)
- Fauvettes (rue des)
- Figeac (rue de)
- François Haerter (rue)
- Frin (rue)
- Ganzau (impasse de la)
- Ganzau (rue de la)
- Glaubitz (rue)
- Greyter (rue)
- Gribeauval (rue de)
- Griesmatt (rue de la)
- Grives (rue des)
- Guynemer (rue)
- Hautefort (place de)
- Hautefort (rue de)
- Hélène Boucher (rue)
- Henri Guillaumet (rue)
- Hirondelles (rue des)
- Ifs (rue des)
- Indre (rue de l')
- Ingold (rue)
- Jacqueline Auriol (allée)
- Jean Mermoz (rue)
- Jean Moulin (rue)

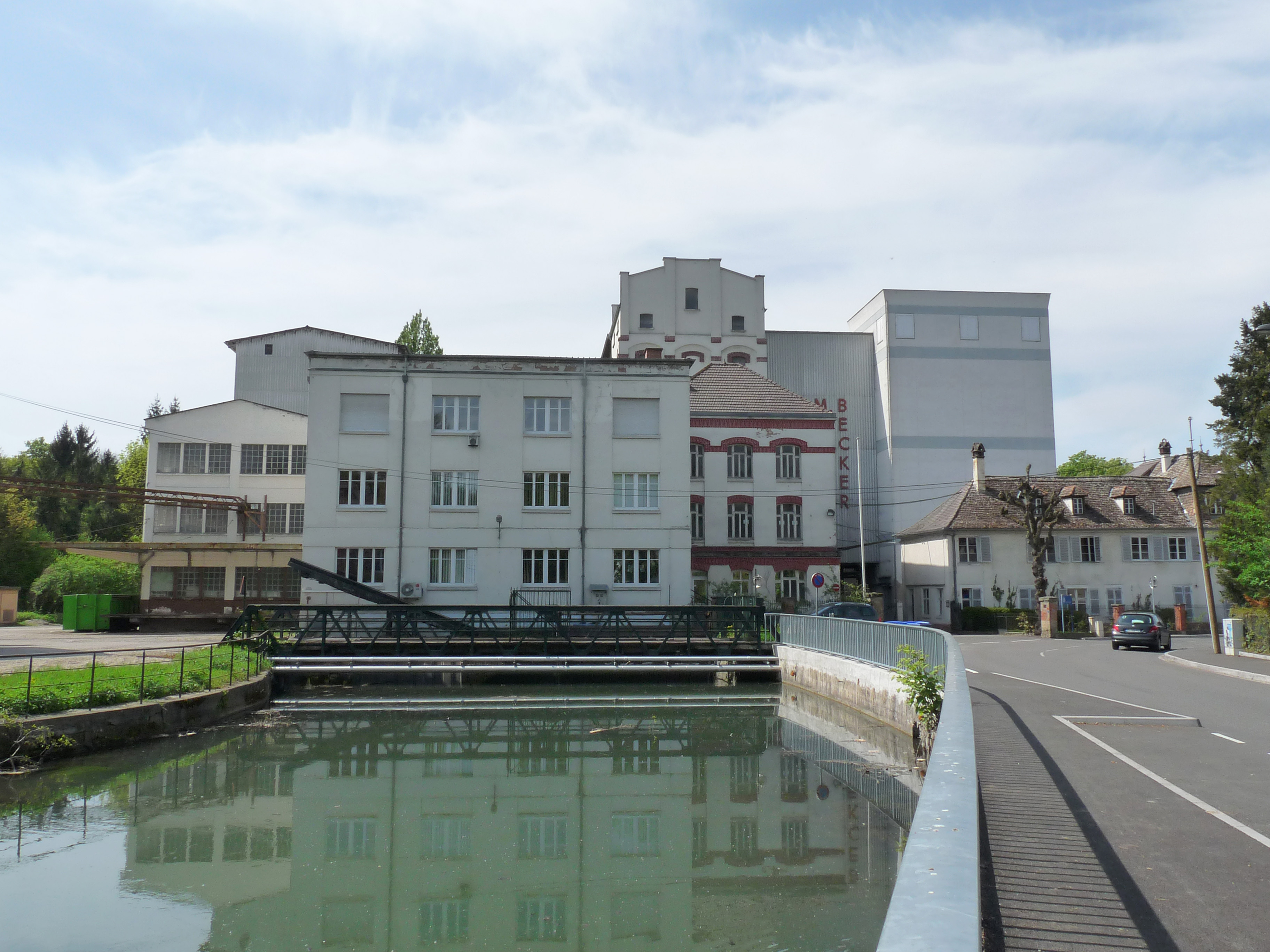
Ancien moulin de la Ganzau dans la rue du même nom.

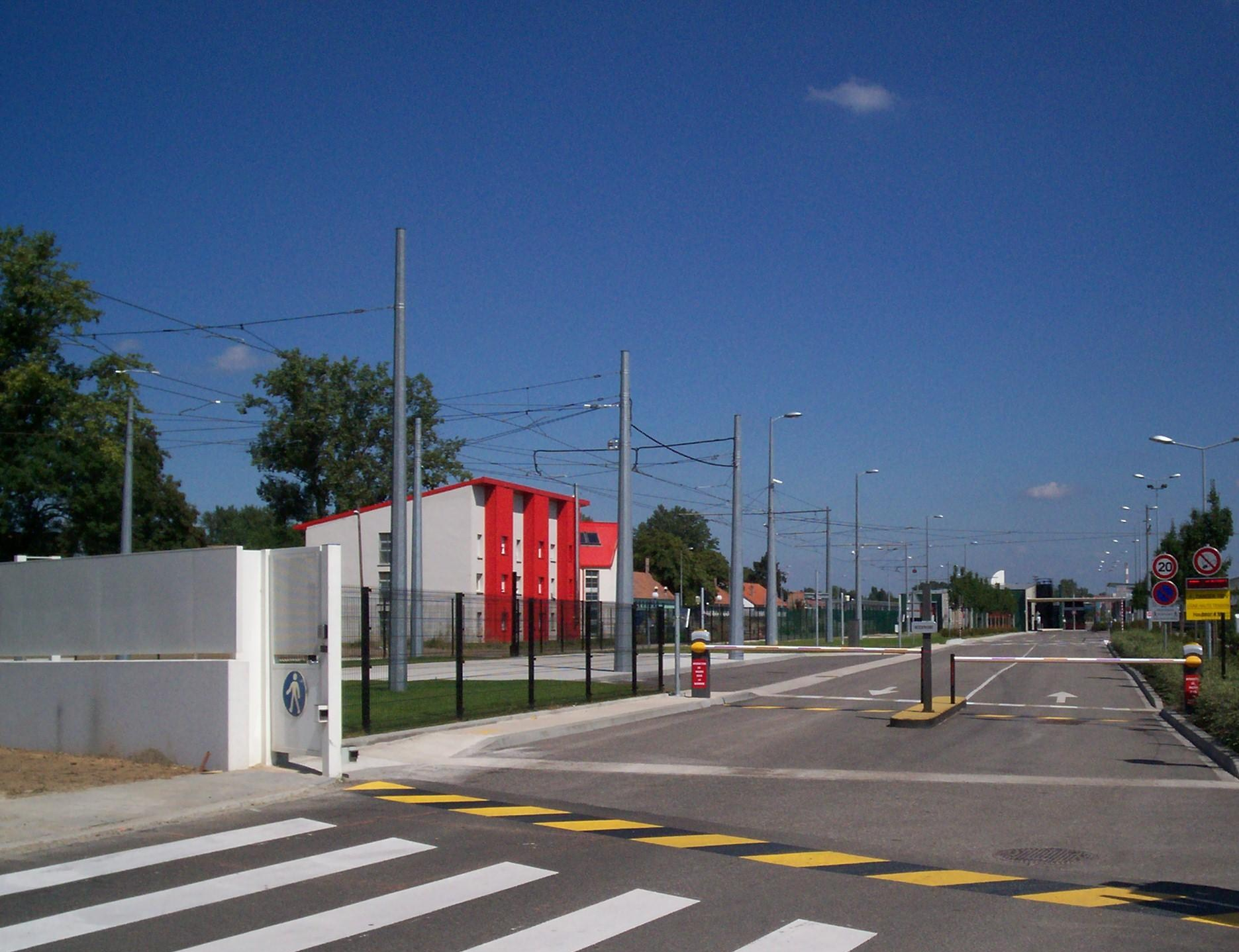
Le dépôt CTS de la Kibitzenau situé avenue du Neuhof.

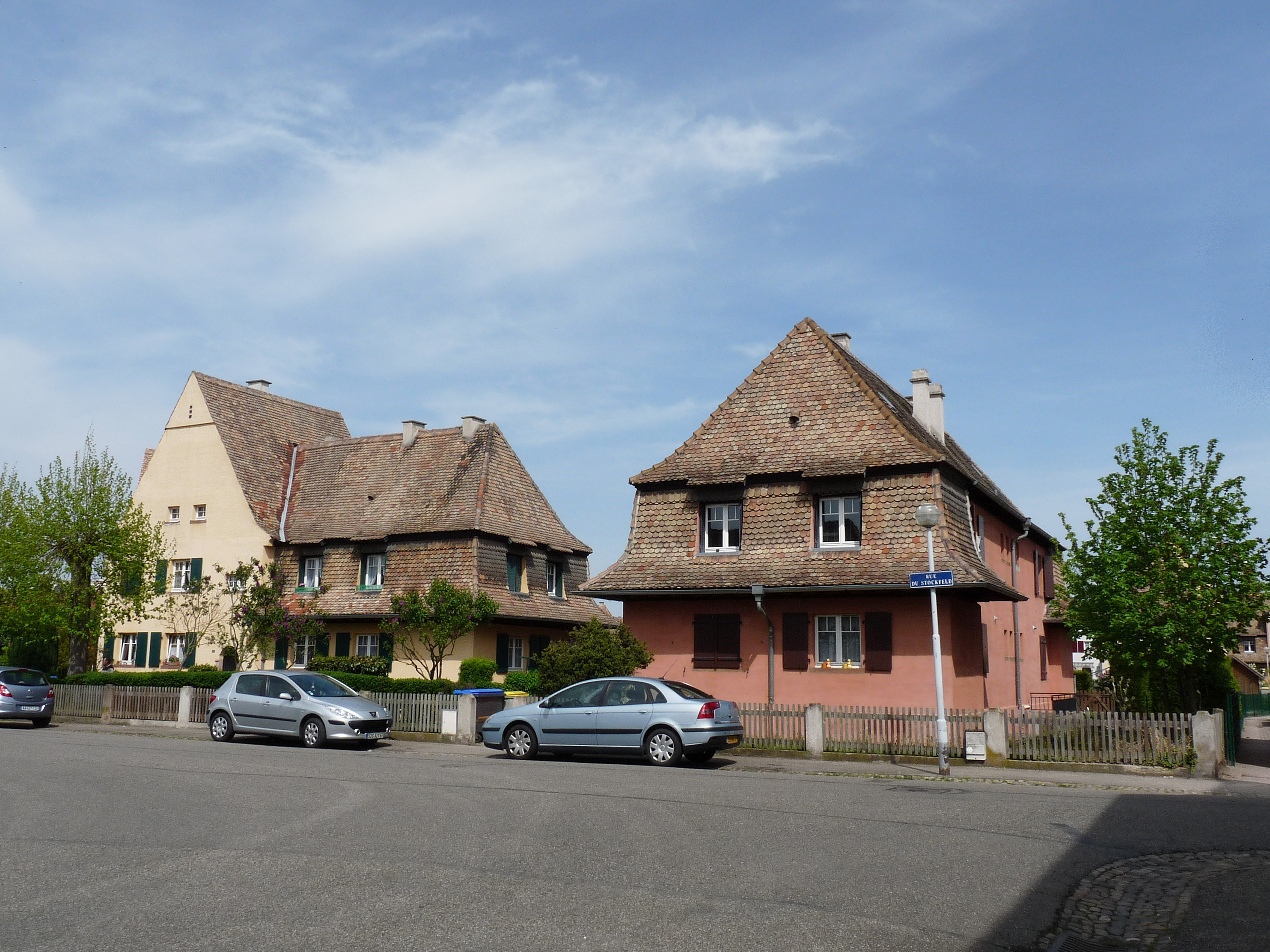
Maisons de la cité-jardin du Stockfeld, dans la rue éponyme.

- Jean-Christian Hackenschmidt (rue)
- Jean-Frédéric Musset (rue)
- Jean-Georges Pick (rue)
- Jean-Henri Alberti (rue)
- Jean-Henri Lambert (rue)
- Jean-Henri Oertel (rue)
- Jésuites (rue des)
- Jules Védrines (rue)
- Kampmann (rue)
- Kibitzenau (rue de la)
- Kiefer (impasse
- Klebsau (rue de la)
- Kuhnensand (route du)
- Léo Schnug (rue)
- Lichtenberg (rue)
- Linottes (rue des)
- Lisière (route de la)
- Loriot (rue du)
- Louis Braille (rue)
- Lucius (rue)
- Mâcon (rue de)
- Marschallhof (rue du)
- Maryse Bastié (rue)
- Mélèzes (rue des)
- Merles (chemin des)
- Montgolfier (place)
- Moulin à Porcelaine (chemin du)
- Mussidan (rue de)
- Neuhof (avenue du)
- Neuvic (rue de)
- Nontron (rue de)
- Nungesser et Coli (rue)
- Oberforstweg
- Oberjaegerhof (route de l')
- Ottmann (rue)
- Parallèle (rue)
- Pasteur Gerold (rue)
- Pasteur Horning (rue du)
- Paul Batiment (rue)
- Paul Bourson (rue)
- Paul Dopff (rue)
- Périgueux (rue de)
- Pic (rue du)
- Pierre Bouguer (rue)
- Pivert (rue du)
- Pluviers (rue des)
- Polygone (route du)
- Pont Schuhansen (rue du)
- Raoul Clainchard (rue)
- Redoute (rue de la)
- Reifenfeld (rue de)
- René Fonck (rue)
- René Payot (rue)
- Résistance (rue de la)
- Reuss (allée)
- Reuss (chemin)
- Rhin Tortu (rue du)
- Ribérac (rue de)
- Richshoffer (rue)
- Riehl (rue)
- Roi (chemin du)
- Roland Garros (rue)
- Rossignol (rue du)
- Rouges Gorges (place des)
- Ruchau (rue de la)
- Saint-Ignace (rue)
- Santos Dumont (rue)
- Sapins (rue des)
- Sarcelles (rue des)
- Sarlat (rue de)
- Schach (rue)
- Schafhardt (route de la)
- Schrag (rue)
- Schutzenfeld (chemin du)
- Sébastien Mey (rue)
- Serins (rue des)
- Soell (rue)
- Solignac (rue de)
- Sports (rue des)
- Stéphanie (rue)
- Stockfeld (rue du)
- Stoskopf (rue)
- Vercors (rue du)
- Welsch (rue)
- Wickenfeld (rue du)
- Ziegelwasser (impasse du)

## Quartier Robertsau - Wacken
- Abbé Muhe (rue de l')
- Abbé Wetterlé (rue de l')
- Ablette (rue de l')
- Acacias (place des)
- Adler (rue)
- Adrien Zeller (place)
- Afrique (rue de l')
- Alcide de Gasperi (promenade)
- Alfred Thimmesch (rue)
- Amboise (rue d')
- Amélie de Berckheim (parc)
- Amélie de Berckheim (rue)
- Ammeistre (rue de l')
- Andrieux (rue)
- Anémones (rue des)
- Angle (rue de l')
- Anguille (chemin de l')
- Anguille (parc de l')

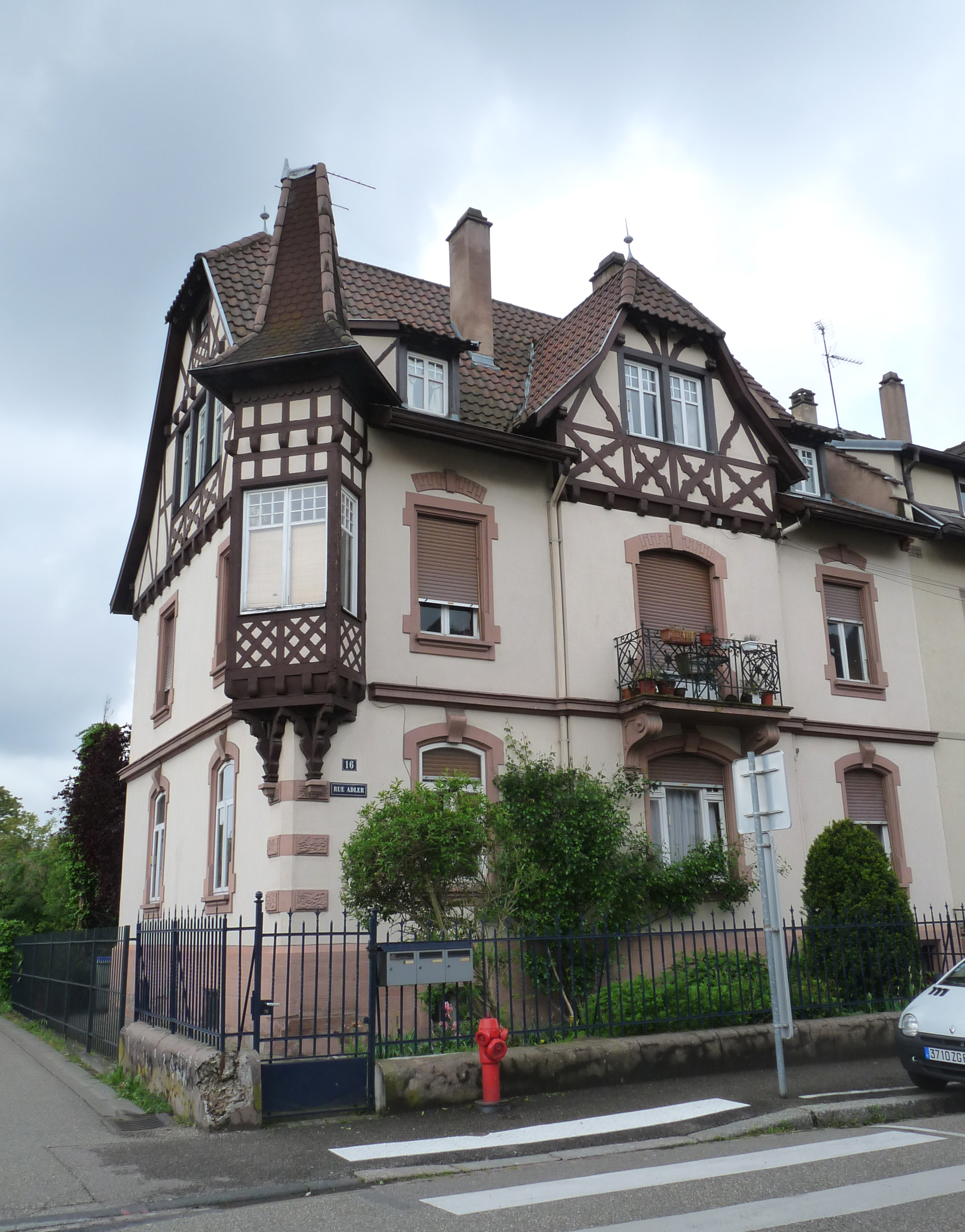
Une villa rue Adler.

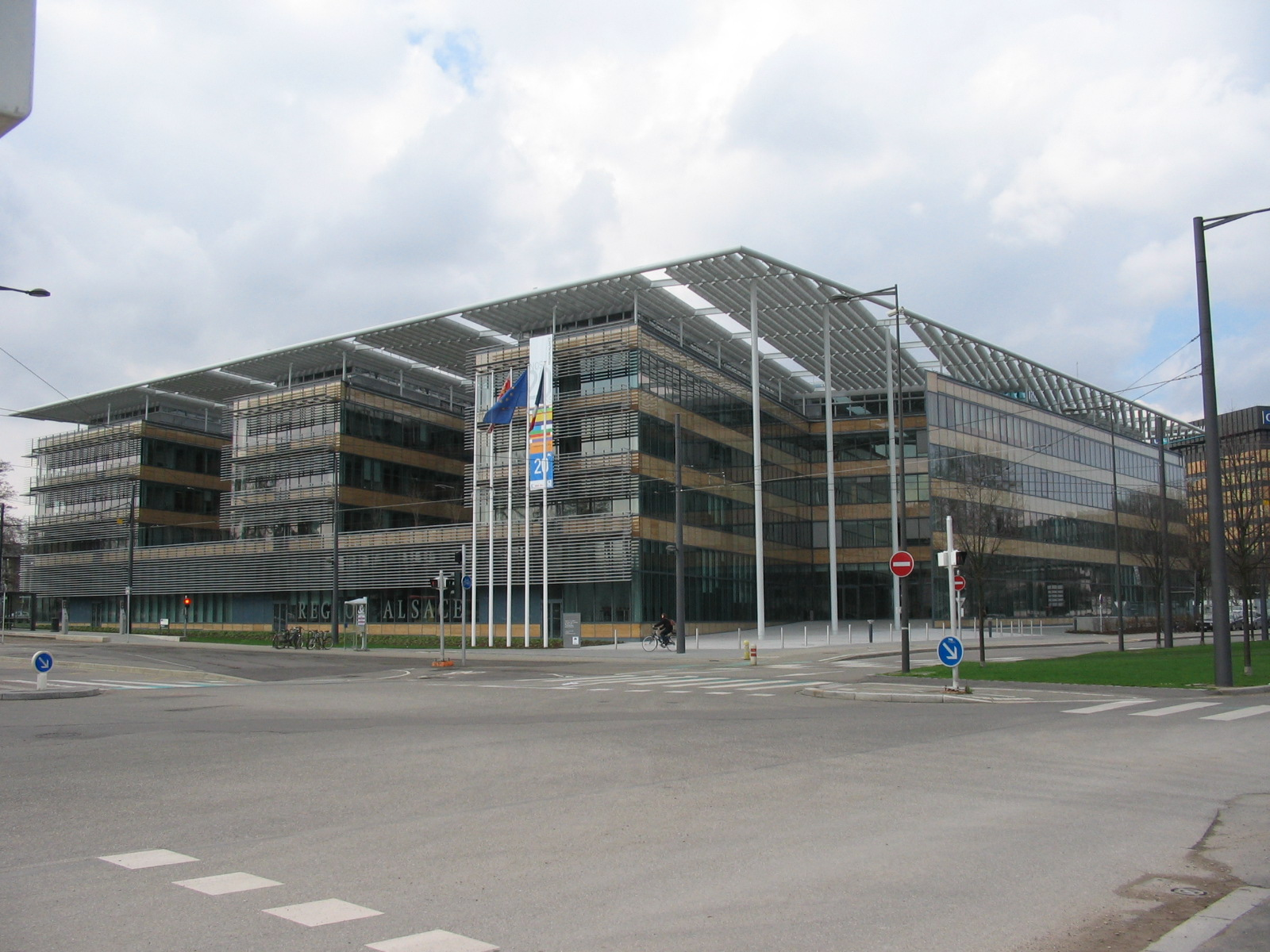
La Maison de la Région, siège du Conseil régional d'Alsace, située place Adrien Zeller.

Le siège de la chaîne de télévision franco-allemande ARTE quai du Chanoine Winterer.

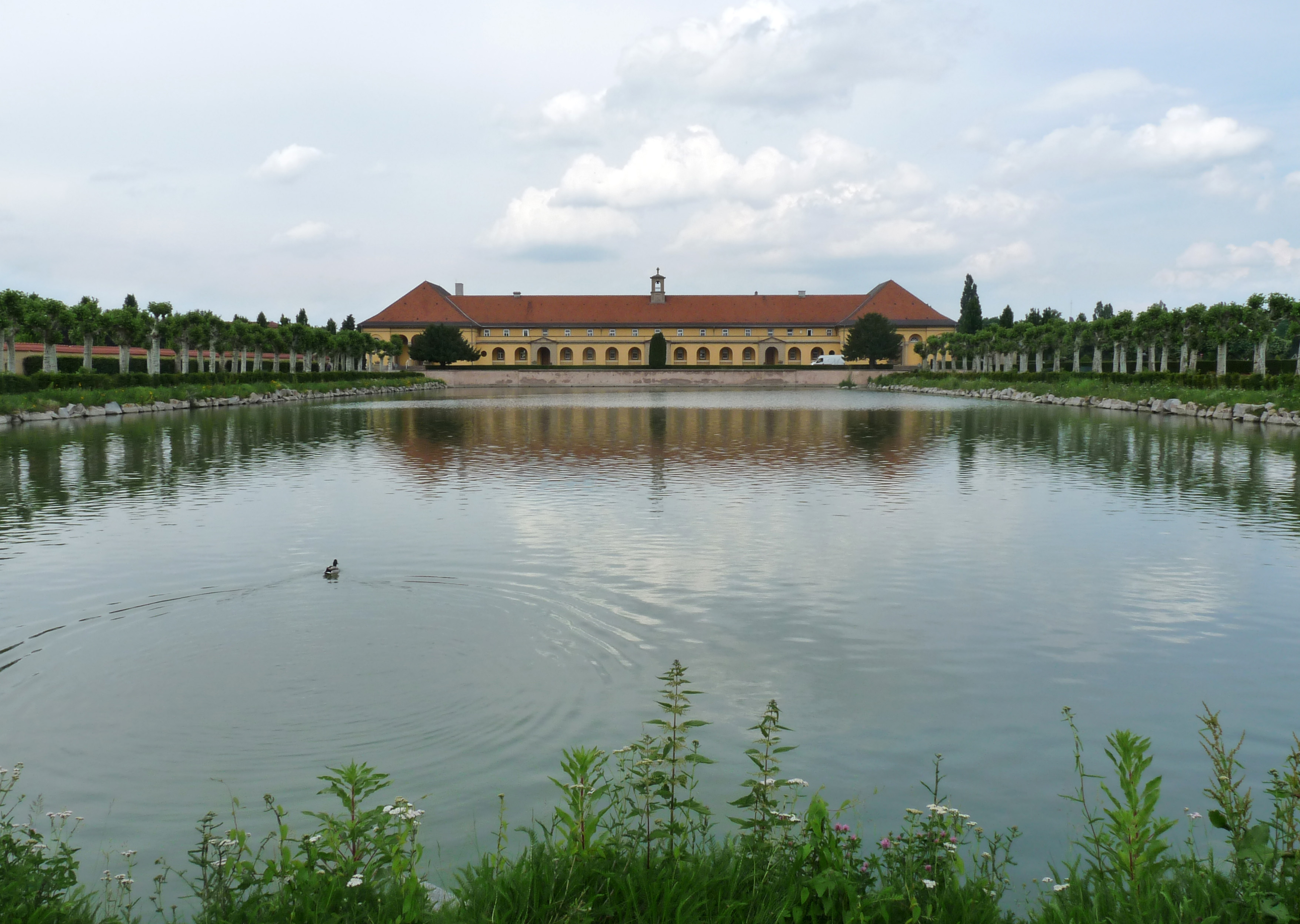
Le centre funéraire au cimetière Nord dont l'entrée se trouve rue de la Fabrique.

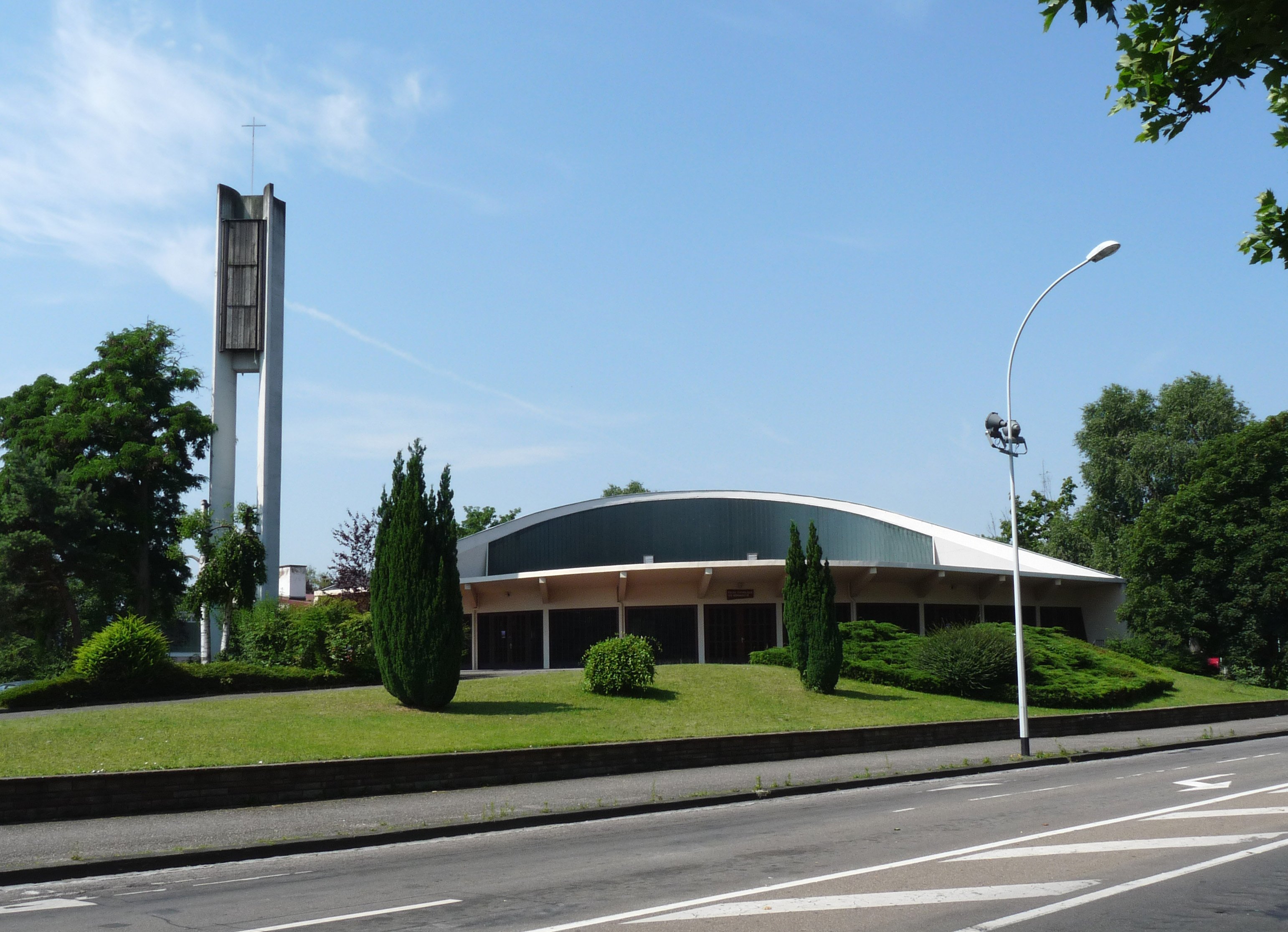
L'église Sainte-Bernadette, située rue de l'Ill

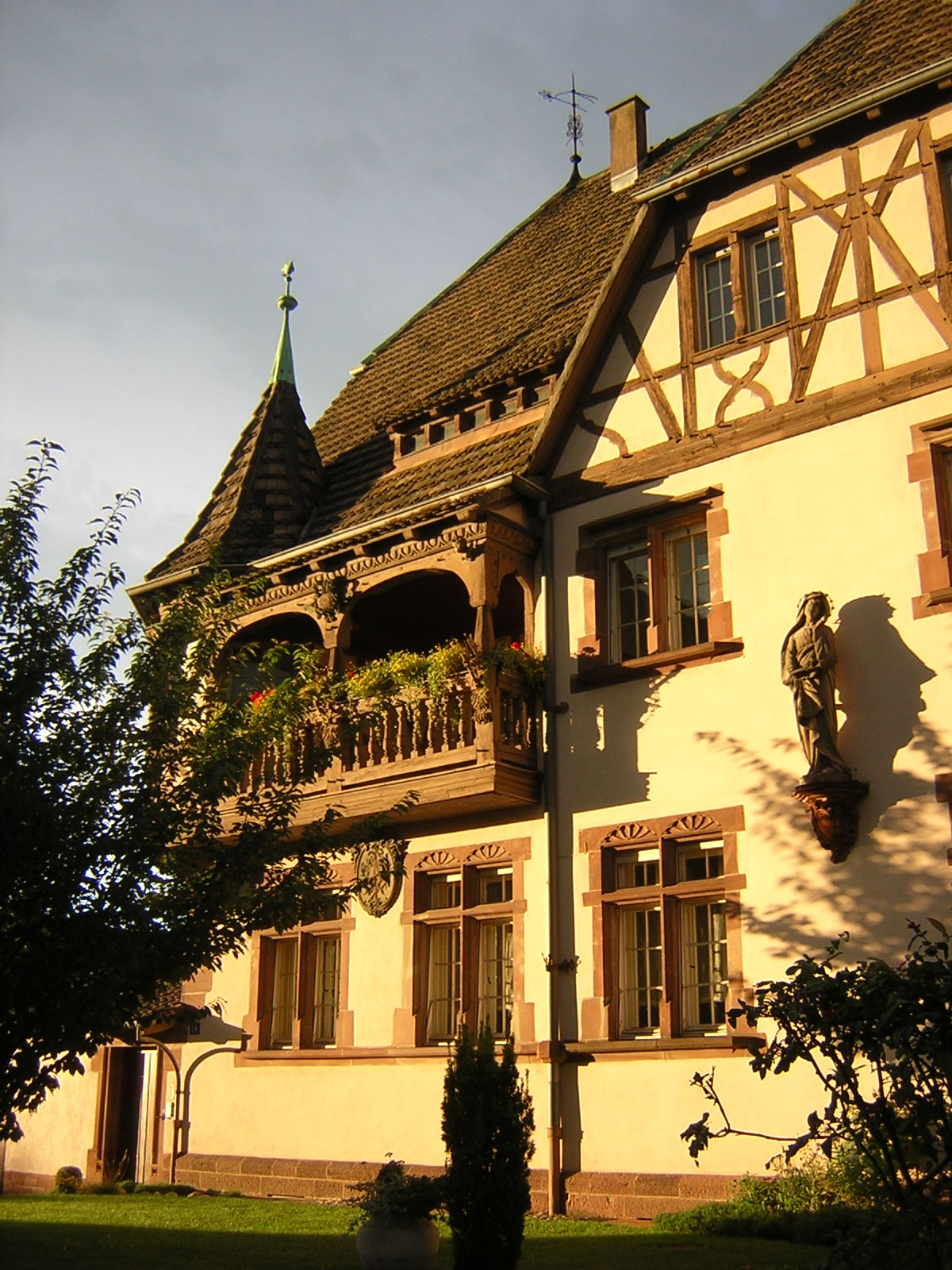
Presbytère de l'église Saint-Louis, rue Jeanne d'Arc.

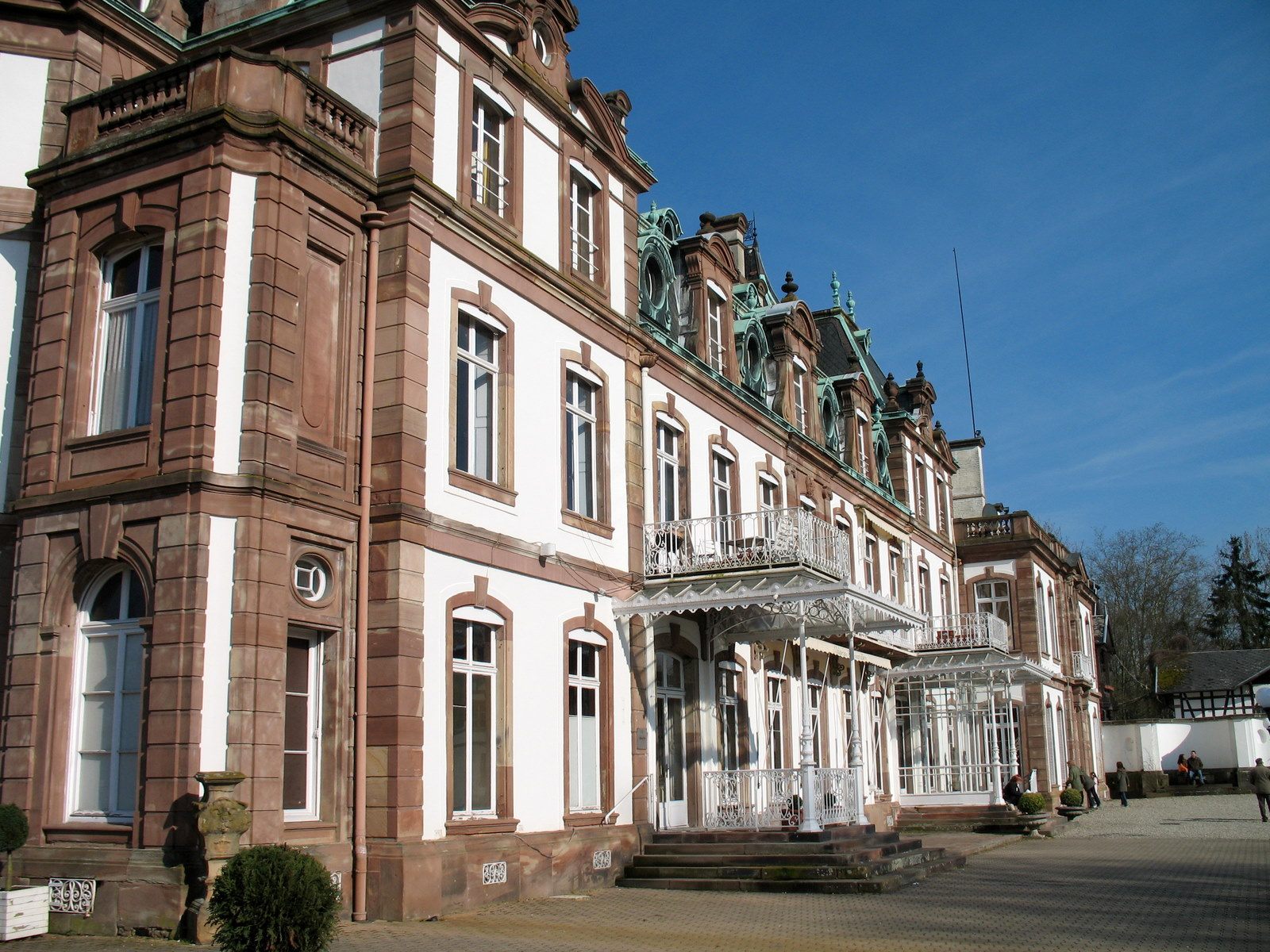
Le château de Pourtalès, au bout de la rue Mélanie.

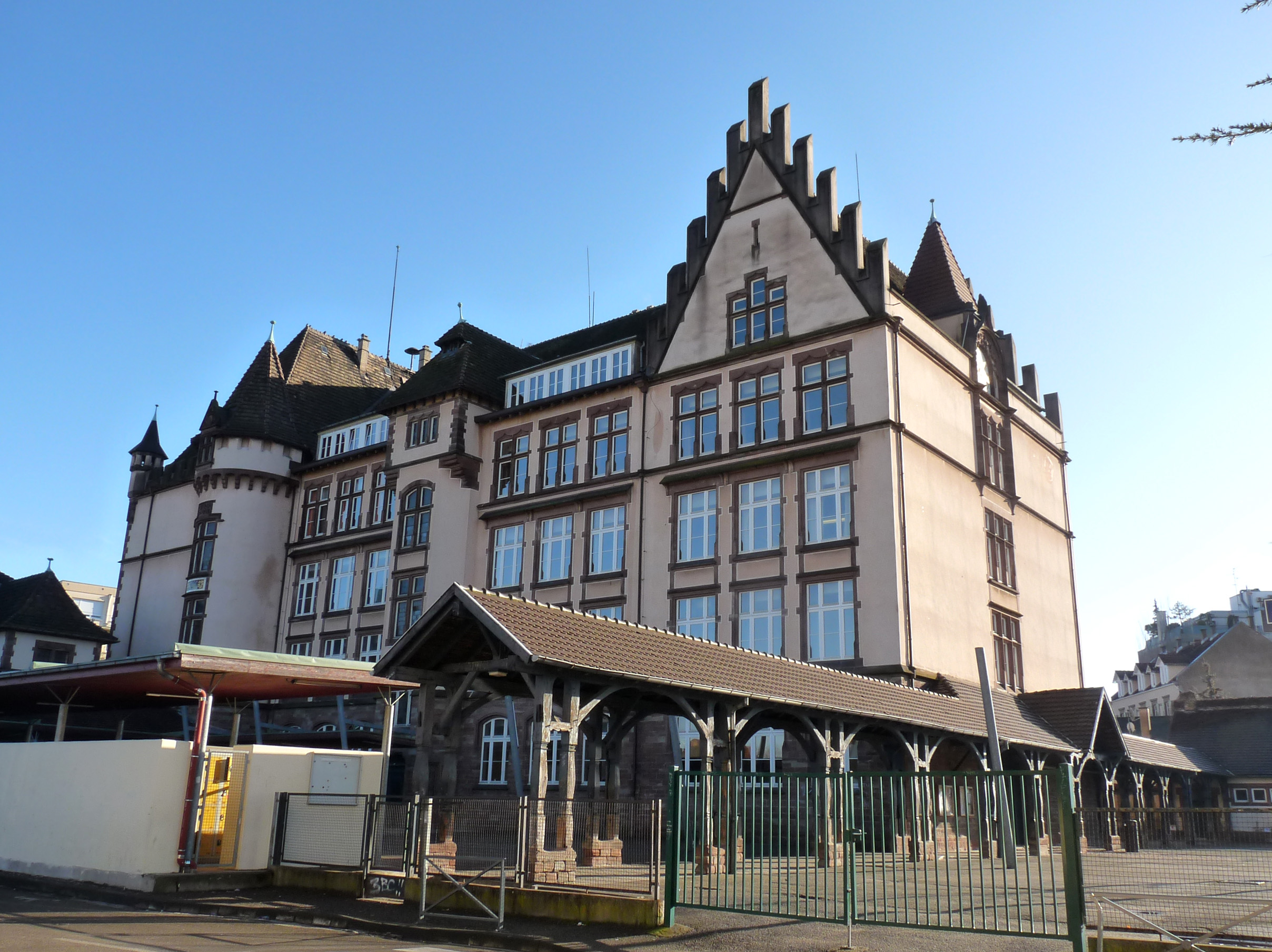
Le collège de la Robsertsau, côté rue du Petersgarten.

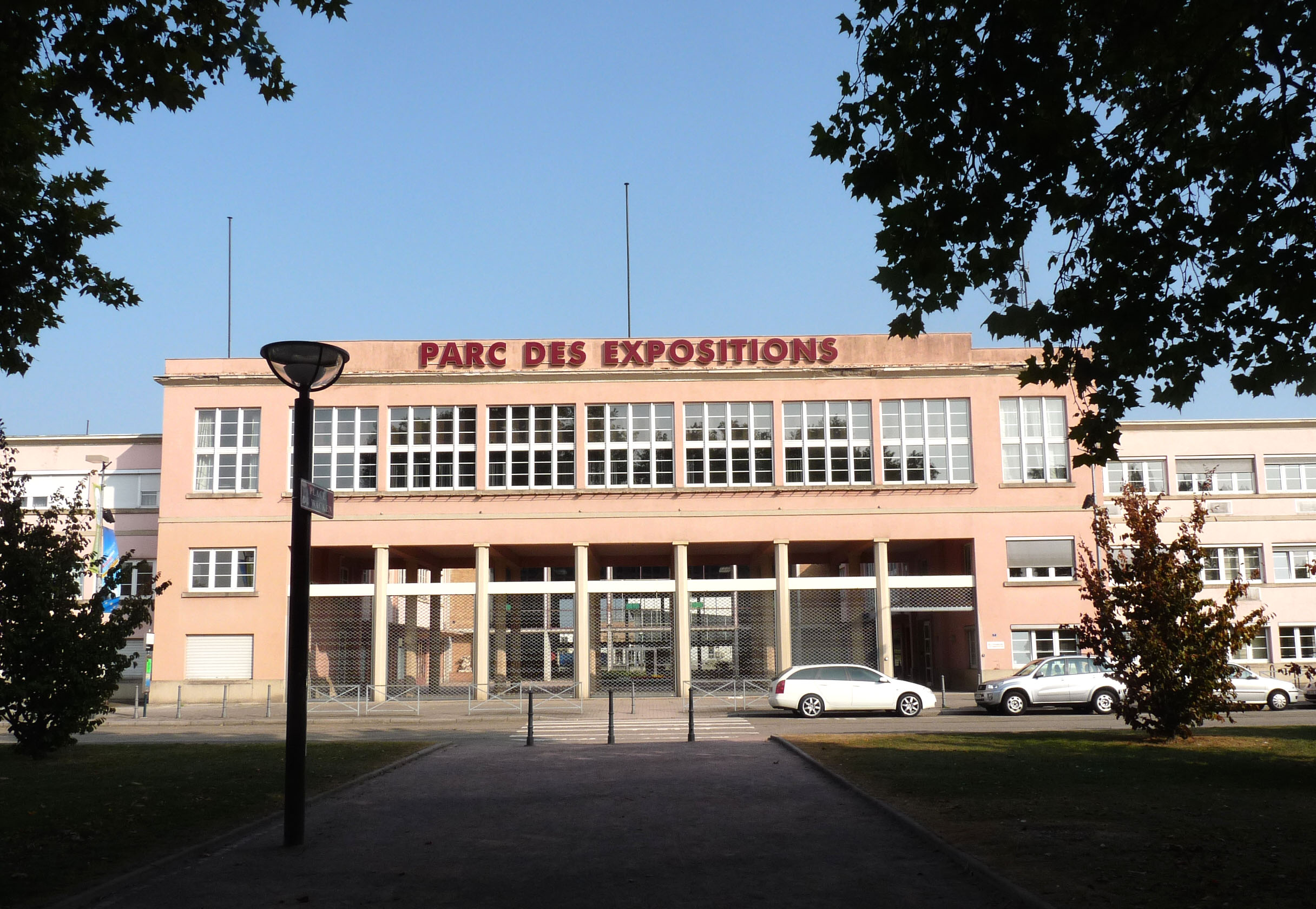
Entrée du parc des expositions, située place Adrien Zeller (ancienne place de la Foire Exposition).

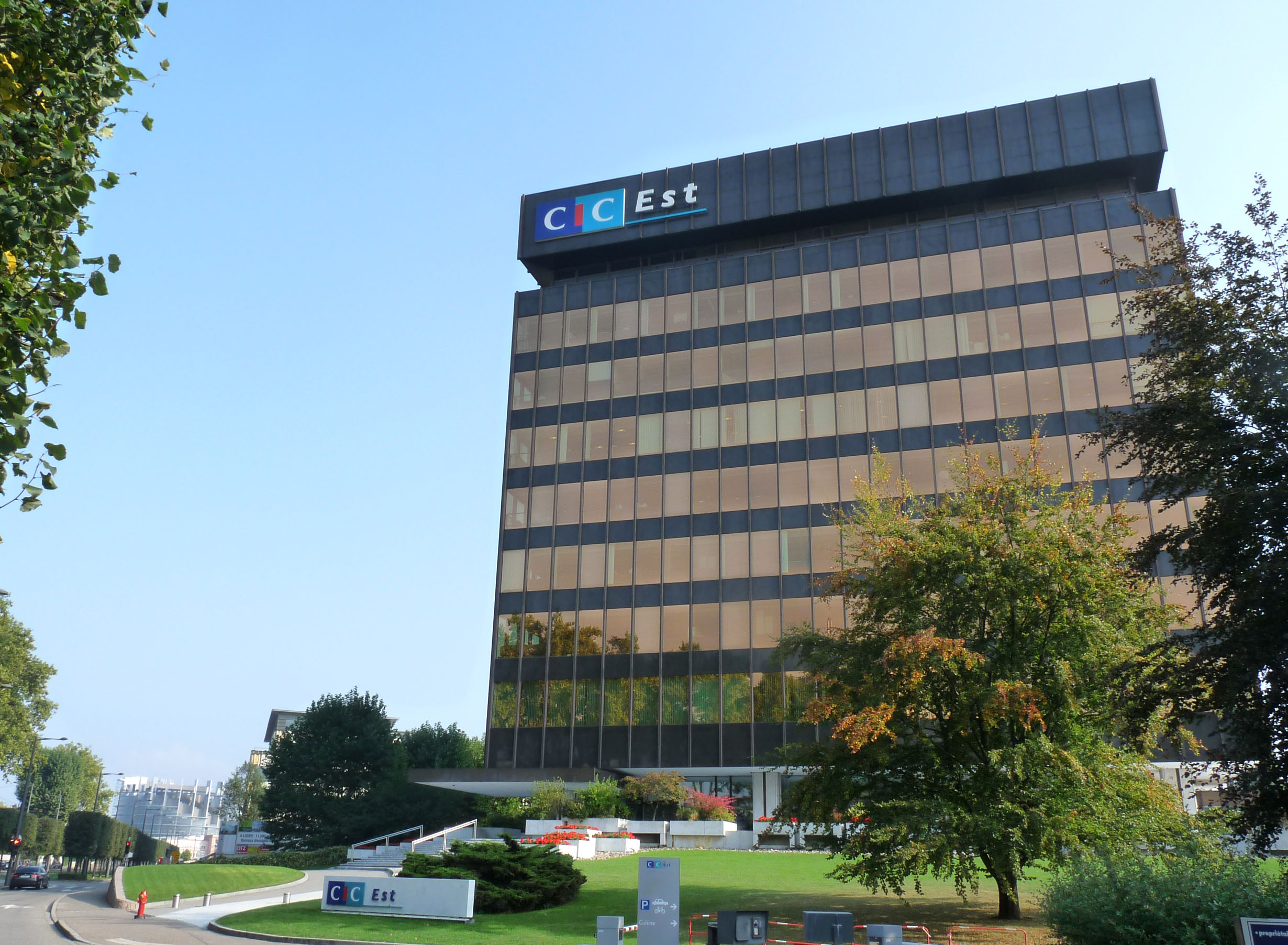
Siège du CIC Est rue du Wacken.

- Anne-Alexandrine Furstenberg (rue)
- Antonin Magne (piste)
- Arte (passage d')
- Arthur Beyler (rue)
- Aubépine (passerelle de l')
- Aubépine (rue de l')
- Aubépine (sentier de l')
- Auguste Himly (rue)
- Auguste Kern (rue)
- Baillis (rue des)
- Baronne d'Oberkirch (rue de la)
- Berge des Roseaux (rue de la)
- Betschdorf (rue de)
- Beulegrund (chemin du)
- Beulenwoerth (chemin du)
- Blois (rue de)
- Bocage (place du)
- Boecklin (rue)
- Boegner (rue)
- Bosse (rue de la)
- Brême (rue de la)
- Bussière (rue)
- Canal de la Marne au Rhin (quai du)
- Capitaine Fiegenschuh (rue du)
- Carpe-Haute (rue de la)
- Catherine de Bourgogne (rue)
- Catherinettes (sentier des)
- Cerises (rue des)
- Chambord (rue de)
- Chanoine Winterer (quai du)
- Charles de Foucauld (rue)
- Charles Grad (rue)
- Chasseurs (route des)
- Chenonceaux (rue de)
- Chevalier Robert (rue du)
- Cimetière Nord (pont du)
- Chèvres (place des)
- Christ (sentier)
- Cigale (rue de la)
- Civelles (promenade des)
- Claude (rue)
- Closener (rue)
- Coehorn (rue)
- Commandant Reibel (rue du)
- Constant Strohl (rue)
- Corps de Garde (place du)
- Croix des Bannis (rue de la)
- Cuvier (rue)
- Dahlunden (rue de)
- David Richard (rue)
- Digue (allée de la)
- Docteur François (rue du)
- Docteur Maurice Freysz (rue du)
- Docteur Woehrlin (rue du)
- Doernel (rue du)
- Doernelbruck (chemin du)
- Doernelbruck (pont du)
- Doernelbruck (quai du)
- Doller (rue de la)
- Dresde (boulevard de)
- Droits de l'Homme (allée des)
- Drusenheim (rue de)
- Edouard Teutsch (rue)
- Ehn (rue de l')
- Emile Maechling (rue)
- Epinoche (rue de l')
- Ernest Bévin (quai)
- Ernest Lehr (rue)
- Ernest Stadler (rue)
- Esturgeon (rue de l')
- Etoile (chemin de l')
- Fabrique (rue de la)
- Fecht (rue de la)
- Félix (rue)
- Fischacker (rue)
- Fleurs (rue des)
- Fort Louis (rue du)
- Fortin (allée du)
- Fourni (rue de la)
- Fraises (rue des)
- Franck (rue de)
- Frédéric Riff (rue)
- Gardes-Champêtres (rue des)
- Gardes-Chasses (rue des)
- Gardes-Forestiers (rue des)
- Général Lejeune (rue du)
- Germain Muller (pont)
- Glycines (place des)
- Goeb (chemin)
- Gollenfeld (chemin du)
- Goujon (rue du)
- Goujon (sentier du)
- Grand Belzwoerth (chemin du)
- Gustave Binger (rue)
- Gustave Brion (rue)
- Haegelberg (rue du)
- Haies Vives (square des)
- Haniel (rue)
- Hechner (rue)
- Herrenschmidt (avenue)
- Herrenstein (impasse du)
- Herrlisheim (rue de)
- Himmerich (rue)
- Hirtzel (rue)
- Horticulteurs (rue des)
- Hugo Grotius (rue)
- Ile Jars (rue de l')
- Ill (rue de l')
- Iris (rue des)
- Isaac Haffner (rue)
- Jacinthes (rue des)
- Jacoutot (quai)
- Jacques (rue)
- Jacques et René Knecht (rue)
- Jardin Keck (rue du)
- Jardiniers (rue des)
- Jardins Fleuris (rue des)
- Jasmin (rue du)
- Jean Hermann (rue)
- Jean Wenger Valentin (rue)
- Jean-Jacques Fried (rue)
- Jean-Jacques Rousseau (rue)
- Jeanne d'Arc (rue)
- Joncs (quai des)
- Joseph Bech (pont)
- Jungerngut (chemin du)
- Kamm (rue)
- Kastner (allée)
- Kempf (rue)
- Kempf (sentier)
- Kirneck (rue de la)
- Koenigsmann (rue)
- Lamproie (rue de la)
- Largue (rue de la)
- Lauch (rue de la)
- Lauth (pont)
- Lauth (rue)
- Léon Boll (rue)
- Levant (rue du)
- Liepvrette (rue de la)
- Lothaire de Seebach (rue)
- Lovisa (rue)
- Loys Chandieu (rue de)
- Lucien Febvre (rue)
- Magel (rue de la)
- Maraîchers (rue des)
- Marc Mappus (rue)
- Marguerite Perey (rue)
- Marie Jaell (rue)
- Martin Hubrecht (rue)
- Médiane (rue)
- Mélanie (rue)
- Menges (rue)
- Million (petite route du)
- Mimosas (rue des)
- Miracle (rue du)
- Mittelau (rue de la)
- Muguets (rue des)
- Muhlwasser (rue du)
- Nord (allée du)
- Offendorf (rue d')
- Orchidées (rue des)
- Papeterie (rue de la)
- Papeterie (pont de la)
- Pâquerettes (rue des)
- Parc (rue du)
- Patrouille (chemin de la)
- Perche (rue de la)
- Petersgarten (rue du)
- Petite Orangerie (parc de la)
- Peupliers (place des)
- Peupliers (rue des)
- Pfennwoerth
- Phario (pont)
- Philippe Thys (piste)
- Philippe Thys (rue)
- Philippe-Jacques de Loutherbourg (rue)
- Pierre de Coubertin (rue)
- Pierre Pflimlin (boulevard)
- Plan (rue du)
- Pourtalès (rue de)
- Prairie (chemin de la)
- Printemps (allée du)
- Rad (place du)
- Redslob (rue)
- Reichstett (rue de)
- Reisseissen (rue)
- Renaissance (rue de la)
- René Cassin (allée)
- René Kuder (rue)
- René Pottier (piste)
- Richard Strauss (rue)
- Ripelin (rue)
- Rœschwoog (rue de)
- Roger Lapebie (piste)
- Rohrwoerth (chemin du)
- Romarin (rue du)
- Roppenheim (rue de)
- Roseaux (berge des)
- Rose Blanche (pont de la)
- Roue (rue de la)
- Saint-Fiacre (rue)
- Sandor Petofi (rue)
- Sandor Petofi (square)
- Sandre (rue de la)
- Sauer (rue de la)
- Saules (rue des)
- Schenkbecher (rue)
- Schott (rue)
- Schultz (rue)
- Schutzenberger (avenue)
- Seltz (rue de)
- Sendel (chemin du)
- Service (chemin de)
- Sessenheim (rue de)
- Silberrath (rue)
- Soufflenheim (rue de)
- Soupirs (allée des)
- Stade (chemin du)
- Station d'Epuration (rue de la)
- Steingiessen (petite route du)
- Sully (rue de)
- Tanche (rue de la)
- Théophile Schuler (rue)
- Thur (rue de la)
- Tilleuls (petite rue des)
- Tilleuls (rue des)
- Tivoli (rue du)
- (Strasbourg) Tivoli (parc du)
- Toreau (rue)
- Treize Peupliers (chemin des)
- Truite (rue de la)
- Tulipes (rue des)
- Unterjaegerhof (sentier de l')
- Usse (rue d')
- Victor (rue)
- Vieille Ferme (rue de la)
- Villa Schmidt (parc de la)
- Villandry (rue de)
- Violettes (chemin des)
- Voltaire (rue)
- Wacken (chemin du)
- Wacken (rue du)
- Waldhof (petite route du)
- Walewski (rue)
- Wantzenau (route de la)
- Zaepfel (pont)
- Ziegelgraben (pont du)